# Louis de Funès
Pour les articles homonymes, voir Funès et Galarza.
Louis de Funès, né le 31 juillet 1914 à Courbevoie (Seine) et mort le 27 janvier 1983 à Nantes (Loire-Atlantique), est un acteur français.
Ayant joué dans plus de cent cinquante films, il est l'un des acteurs comiques les plus célèbres du cinéma français de la seconde moitié du XXe siècle et réalise les meilleurs résultats du cinéma français, des années 1960 au début des années 1980. Il réalise également les meilleures audiences télévisées. Très peu récompensé, il reçoit toutefois un César d'honneur pour l'ensemble de sa carrière en 1980.
Après presque vingt ans sur les planches ainsi que devant les caméras dans de nombreux seconds rôles, il impose son personnage de Français moyen impulsif, râleur, autoritaire, au franc-parler parfois dévastateur, et aux verbigérations et mimiques parfois muettes. C'est dans les années 1950 qu'il se fait connaître avec La Traversée de Paris (1956), ses premiers rôles principaux et le triomphe au théâtre d'Oscar. Dans les deux décennies qui suivent, on le retrouve dans des succès populaires, parmi lesquels : Pouic-Pouic (1963), Le Gendarme de Saint-Tropez (1964) et ses cinq suites, la trilogie Fantomas (1964 à 1967), Le Corniaud (1965), Le Grand Restaurant, La Grande Vadrouille (1966), Oscar, Les Grandes Vacances (1967), Le Petit Baigneur (1968), Hibernatus (1969), Jo, La Folie des grandeurs (1971), Les Aventures de Rabbi Jacob (1973), L'Aile ou la Cuisse (1976), La Zizanie (1978) L'Avare (1980), La Soupe aux choux (1981).
Les caricatures démesurées de petits bourgeois conservateurs, qui typiquement flattent l'autorité tout en persécutant leurs subordonnés, résonnent particulièrement avec les sociétés européennes changeantes des années 1960 et le conduisent au succès. Néanmoins, dans sa vie privée, De Funès est un homme notoirement timide, réservé, et un catholique dévoué.
Outre la France, les films de Louis de Funès ont connu un grand succès dans divers pays européens, et notamment en Russie, du temps de l'URSS. Sa popularité ne s'étendra que très peu dans le monde anglo-saxon, à l'exception du succès outre-Atlantique du film Les Aventures de Rabbi Jacob, nommé pour un Golden Globe en 1975. Le souvenir de l'acteur est entretenu par deux musées : le musée Louis-de-Funès à Saint-Raphaël et le musée de la Gendarmerie et du Cinéma, dans l'ancienne gendarmerie de Saint-Tropez.

## Biographie

### Enfance et formation

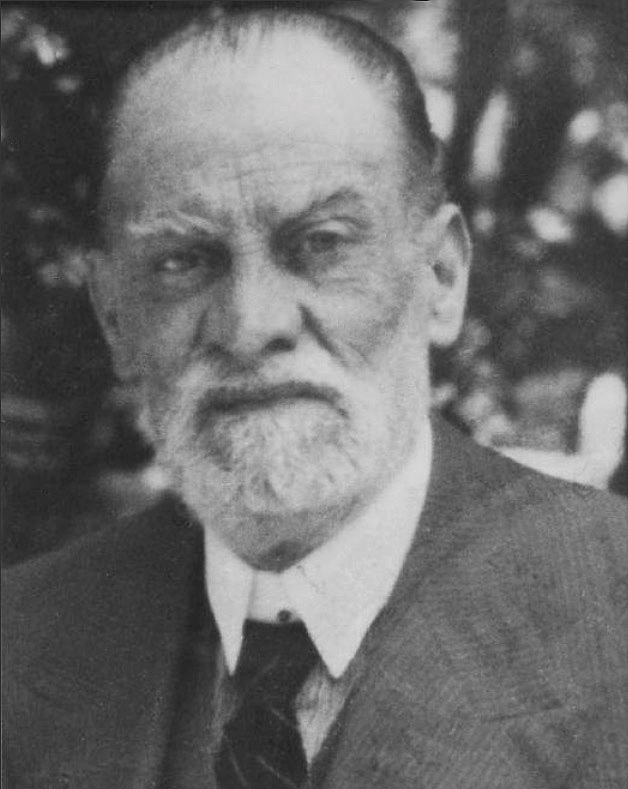
Son père Carlos Luis de Funes de Galarza, mort en 1934.

Louis de Funès est issu d'une famille espagnole. Son père, Carlos Luis de Funes de Galarza (Séville, 1871 — Malaga, 19 mai 1934), originaire de la ville de Séville, est un  avocat réputé de Madrid. Sa mère Leonor Soto Reguera (Ortigueira, 21 janvier 1878 — Montmorency, 25 octobre 1957) est la fille d'un  notaire galicien. En 1904, les parents de Leonor s'opposant à leur union, Carlos enlève Leonor. Les deux amoureux fuient l'Espagne et se réfugient en France. Finalement, les parents de Leonor reviendront sur leur décision et accepteront de doter leur fille confortablement.
Né le 31 juillet 1914 au 29 rue Carnot à Courbevoie (Hauts-de-Seine),, Louis Germain David est leur troisième enfant, après Marie dite « Mine » (Maria Teolinda Leonor Margarita, Courbevoie, 20 juillet 1907 — Paris, 28 octobre 1993), mariée en secondes noces avec le réalisateur François Gir et Charles (Carlos Teolindo Javier, Courbevoie, 12 septembre 1908 — Rethel, 20 mai 1940).

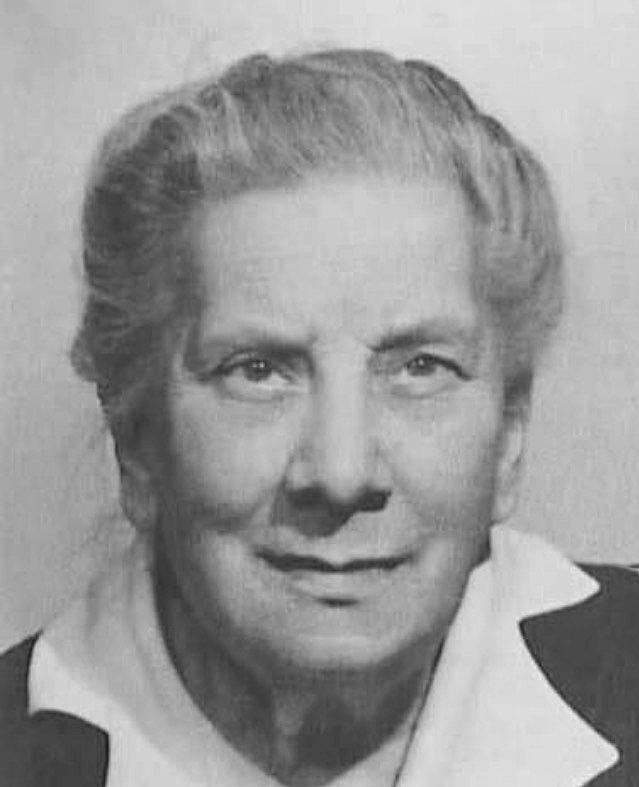
Sa mère, Leonor Soto Reguera de Funes de Galarza durant les années 1930.

Le père, Carlos, personnage un peu fantasque, ne peut plus exercer sa profession d'avocat depuis son installation en France et s’improvise alors diamantaire. Au début des années 1930, il fait croire à son suicide et part pour le Venezuela, « dans l'espoir de faire prospérer ses affaires ». Son épouse apprenant le subterfuge va le chercher et l'en ramène rongé par la tuberculose. Il meurt seul et ruiné en Espagne en 1934.
Leonor, avec son fort caractère, est aussi une source du sens de la comédie de Louis, son premier « professeur de comédie » : « Il arrivait à ma mère de me courser autour de la table en criant “Yé vais té touer”. Dans sa façon d’être et d’agir, elle possédait, sans le savoir, le génie des planches ». Elle lui donne également ses premières leçons de piano à l’âge de 5 ans.

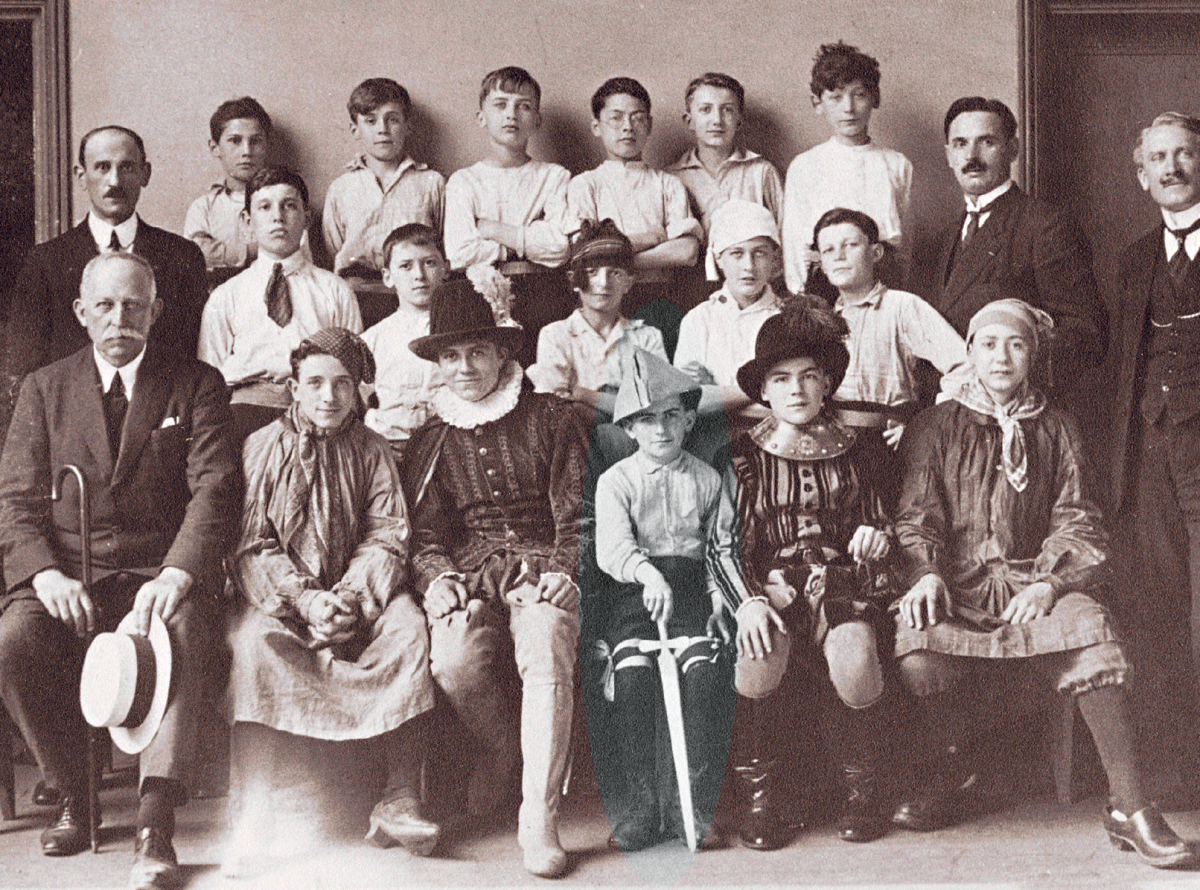
Le très jeune écolier Louis, costumé (avec chapeau pointu et épée), au début des années 1920.

Le jeune Louis passe son enfance à Villiers-sur-Marne (Val-de-Marne), où il fréquente l'école du Centre. À dix ans, Louis de Funès entre au collège Jules-Ferry de Coulommiers, un établissement austère, où son frère est déjà pensionnaire, avec quatre uniques sorties par an. Rêveur, indiscipliné, taciturne, malingre, avec son nez allongé et son regard apeuré il est le souffre-douleur de ses camarades du pensionnat. Pendant les trois ans d'internat, où il apprend l'adversité et la méchanceté de ses professeurs, « il ne s'anime que pour dessiner, pêcher à la ligne et faire rire ses petits camarades ». En juin 1926, Louis de Funès connaît sa première expérience théâtrale lors d'un spectacle donné avec ses camarades à l'occasion du cinquantenaire de son collège : il joue et chante dans Le Royal Dindon, opéra-comique en un acte de Luigi Bordèse, au théâtre municipal de Coulommiers,. Selon le biographe Jean-Marc Loubier, il tient le rôle d'« un enfant de troupe ressemblant curieusement à un gendarme chantant et gesticulant ». Le journal local commente : « La piécette délicieuse de Bodèse fut sérieusement [ou « supérieurement »] interprétée par plusieurs de nos concitoyens prodiges, en tête desquels nous devons féliciter Louis de Funès »,.

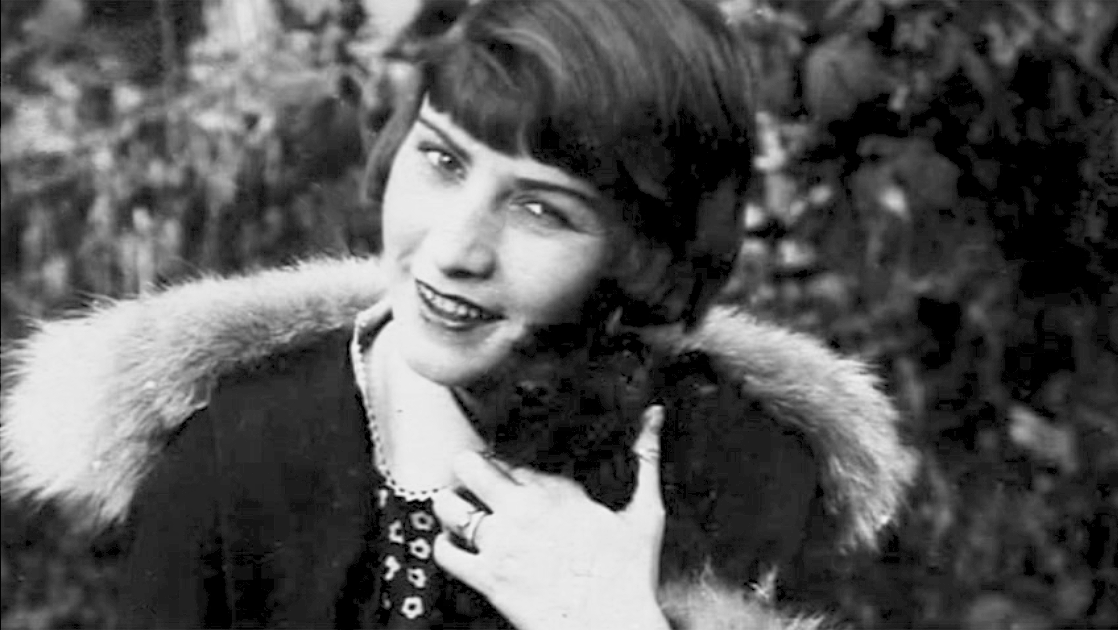
Sa sœur Maria dite « Mine » de Funès, mannequin, en 1930.

En 1930, à 16 ans, après des études secondaires moyennes au lycée Condorcet de Paris et suivant les conseils de son frère devenu fourreur, Louis de Funès entre à l’École professionnelle de la fourrure, située près de la place de la Bastille ; il en est renvoyé pour chahut. Il travaille ensuite chez plusieurs fourreurs, exerce successivement différents métiers (comptable, étalagiste, décorateur), ses renvois fréquents et la lassitude de ses frasques professionnelles conduisent ses parents à l’inscrire, en 1932, à l’École technique de photographie et de cinéma (ETPC), située à deux pas de son domicile, où il choisit la section cinéma.

Dans les cours, il a notamment pour condisciple Henri Decaë, bien plus tard directeur de la photographie de plusieurs de ses films.

« Louis de Funès était quelqu'un qui n'était pas expansif à la ville. Chaque fois que nous nous rencontrions pour un nouveau film, il me redisait quelques formules chimiques apprises à l'ETPC vingt ou trente ans auparavant, en 1933, dont ce nom de produit qui le faisait hurler de rire, « hyposulfite de soude ». Ceci en imitant le professeur strict qui nous en enseigna les propriétés... C'était comme une connivence entre nous ! »

— Henri Decaë
Finalement, il est renvoyé pour incendie volontaire. Commence alors un cycle de périodes de chômage et d’emplois d’où il finit toujours par se faire renvoyer. Son fils Olivier de Funès explique : « Après avoir abandonné ses études secondaires, mon père avait exercé toutes sortes de petits métiers. Je me demande s'il ne les enjolivait pas un peu dans ses interviews car à la maison il n'en parlait jamais ».

### Premiers pas sur scène

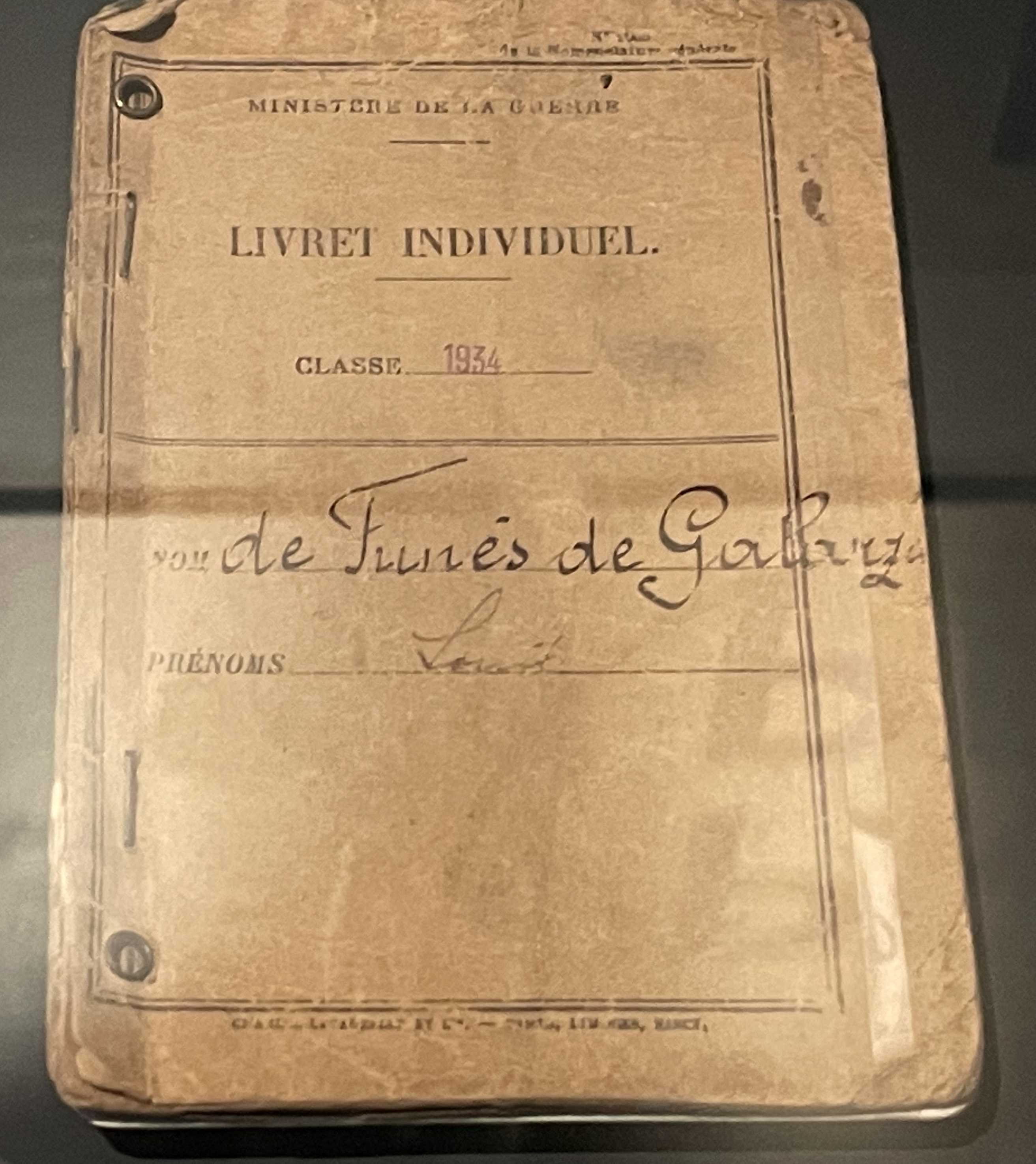
Livret militaire de Louis de Funès, classe 1934, réformé en 1940, échappant ainsi aux combats de la Seconde Guerre mondiale.

Lorsque la Seconde Guerre mondiale commence en septembre 1939, Louis de Funès, alors âgé de 25 ans, est convoqué pour la mobilisation, étant apte au service passif. À l'appel du service militaire à vingt ans, en 1934, il avait été déclaré inapte au service actif pour sa constitution malingre (1,65 mètre et 54 kg) et l'antécédent de son père emporté par la tuberculose. De nouveaux passages auprès des médecins militaires les trois années suivantes avaient confirmé son inaptitude,.
Il est donc affecté provisoirement à des travaux de manutention et de terrassement, transporté de caserne en caserne, jusqu'à stationner près de la Marne. Au cours de la « drôle de guerre », il monte de petits divertissements pour les troupes, où il imite notamment avec talent Maurice Chevalier. Quelques jours de maladie en avril 1940 le font passer devant une commission médicale, qui le réforme en évoquant la tuberculose, qu'il n'a pourtant pas,. Il pensa toute sa vie avoir échappé aux combats à la place d'un autre grâce à une confusion de dossiers radiologiques,,. Son frère Charles est mobilisé au 152e régiment d'infanterie, envoyé dans les Ardennes. Il est mort pour la France au cours de l'offensive surprise allemande, fauché par une mitrailleuse ennemie à l'entrée de Sault-lès-Rethel le 20 mai 1940,,,. Louis devient le tuteur de son neveu orphelin Édouard, mais celui-ci est élevé par sa tante « Mine » puisque l'oncle Louis est désargenté.

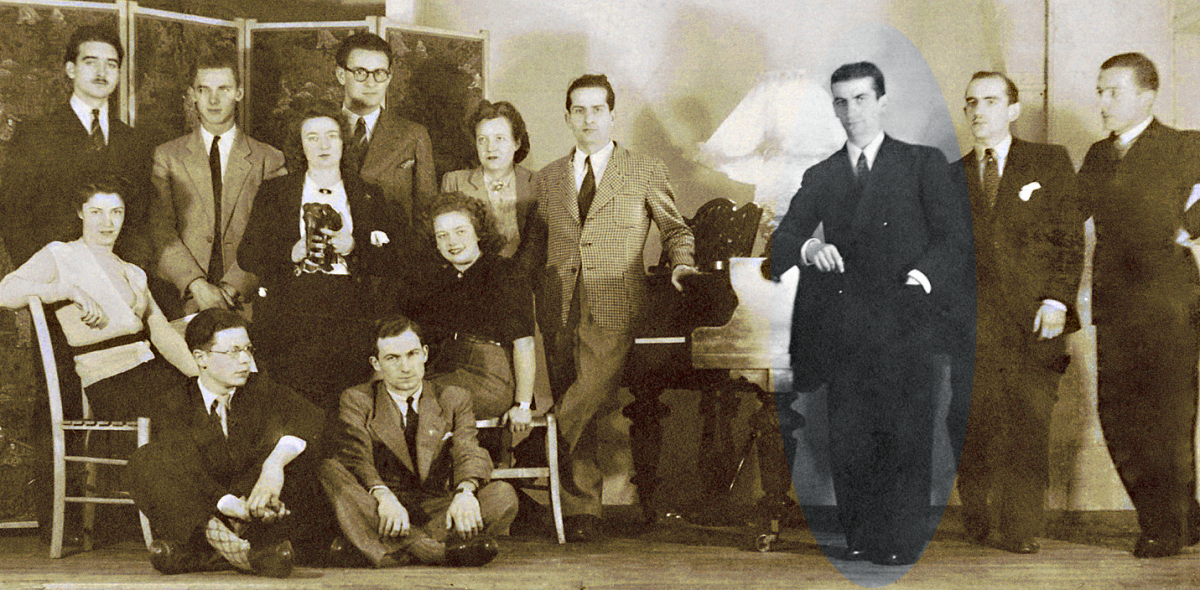
De Funès au tout début des années 1940, au Conservatoire International de Jazz, parmi ses collègues, où l'on retrouve notamment sa future épouse, Jeanne Barthélémy et Eddie Barclay, tous deux à gauche de la photo.

Échappant à la mobilisation française de 1939 en raison de sa constitution malingre, Louis enchaîne pendant l'Occupation les petits boulots (étalagiste, cireur et gratteur de parquets…). Bientôt, Louis de Funès se fait engager comme pianiste de bar et rencontre Eddie Barclay : « Louis de Funès, comme moi, ne déchiffrait pas la musique. Il avait de l'oreille. C'était un excellent musicien. Il ne parlait pas un jour d'être comédien. » Il joue dans un grand nombre d’établissements, enchaînant des soirées de douze heures, payé à la coupelle ou touchant un cachet de misère. Le cinéaste Georges Lautner indique : « Je l'ai rencontré en 1942 lorsqu'il était pianiste à la Madeleine. Dans un bistrot à Bagatelle, il tenait le piano à quatre mains. Lorsque ce dernier jouait seul, de Funès montait sur le piano et chantait. »
Il se servira de cette capacité dans certains de ses films, comme Pas de week-end pour notre amour, La Rue sans loi, Frou-frou, Le Corniaud, La Grande Vadrouille, Le Grand Restaurant ou encore L'Homme orchestre.

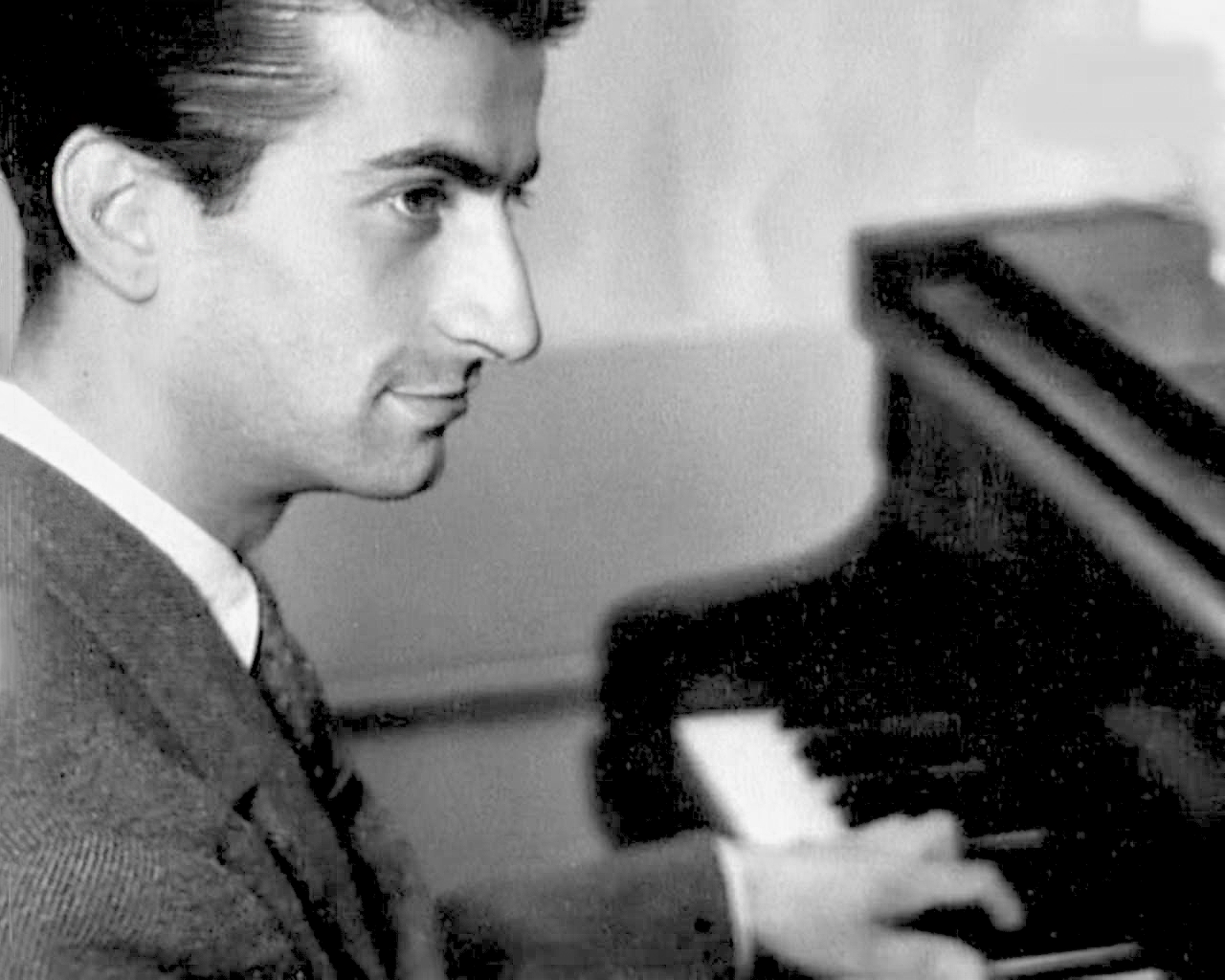
Pianiste de jazz en 1943, durant l'Occupation, à Paris.

Au tout début des années 1940, l'apprenti pianiste rejoint son ami Eddy Barclay qui l'invite à s'inscrire au nouveau Conservatoire International de Jazz dirigé par le professeur Charles-Henry. Il y fait la connaissance de la secrétaire du directeur, Jeanne Barthélémy, laquelle va devenir sa seconde épouse.
Outre Eddy Barclay, en pleine Occupation et jusqu'en 1943, le Conservatoire de Jazz de Paris de Charles-Henry regroupe certaines personnalités qui marqueront l'univers artistique français, parmi lesquels on compte Raymond Legrand, Albert Raisner, Robert Dussaut, Michel Warlop, Georges Friboulet, Robert Bréard, Léo Chauliac, Camille Sauvage, Pierre Spiers, Irène de Trébert, Gus Viseur...
En 1943, à l’âge de 29 ans, il décide de devenir comédien, et s’inscrit au cours Simon, réussissant son concours d’entrée grâce à une interprétation d’une scène des Fourberies de Scapin, de Molière. Même s’il n’y fait qu’un court passage, il croise dans le cours d'autres apprentis comédiens, comme Daniel Gélin, qui lui permet de débuter plus tard dans la pièce L'Amant de paille de Marc-Gilbert Sauvajon.

« Un hasard prodigieux. Je descendais d’un wagon de première dans le métro et Daniel Gélin, déjà croisé au cours René-Simon, montait dans un wagon de seconde. La porte allait se refermer lorsqu’il me crie : « Téléphone-moi demain. J’ai un petit rôle pour toi ». »

— Louis de Funès
Daniel Gélin donne une version un peu différente de leur rencontre sur le quai de métro, dans son autobiographie. À côté de quelques petites figurations théâtrales, l’acteur se démène pour gagner sa vie grâce à ses activités de pianiste de jazz, donnant parfois des cours le jour, puis jouant la nuit à travers le Paris nocturne.
Début 1944, il échappe de peu au STO, sauvé par sa concierge : elle prétend face à la police allemande que « l’oisif » recherché est parti la veille. 

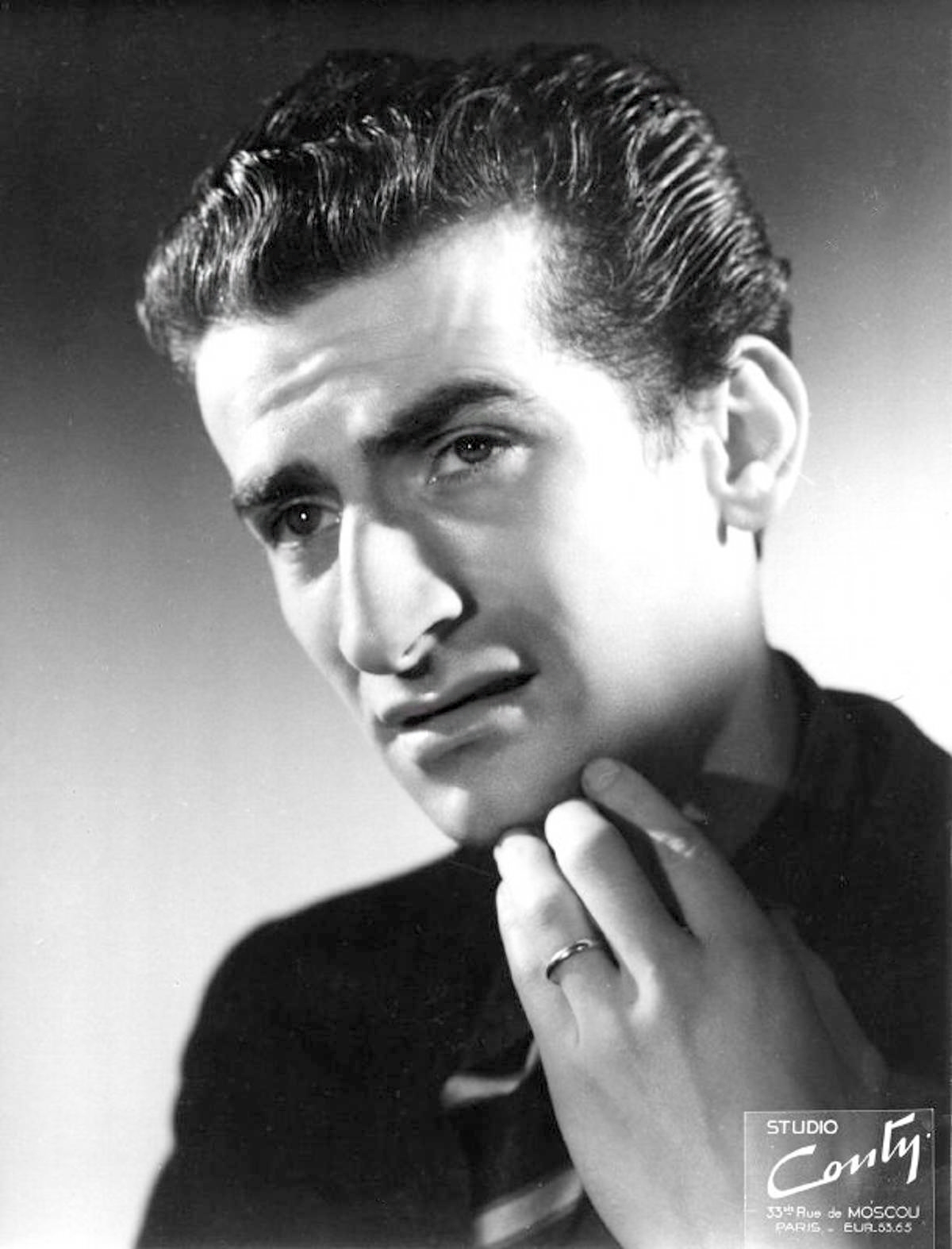
Le jeune acteur débutant, à Paris (Studio Conty).

En 1945, toujours grâce à Daniel Gélin, que de Funès surnommait « Ma Chance » lorsqu'il le croisait, il débute au cinéma, âgé de plus de trente ans, dans La Tentation de Barbizon, de Jean Stelli. Dans le petit rôle du portier du cabaret Le Paradis, il prononce sa première réplique à l'écran en voyant un client (interprété par Pierre Larquey) qui essaye de passer à travers une porte fermée : « Ben, il a son compte celui-là, aujourd’hui ! » L'acteur enchaîne dès lors silhouettes, figurations et petits rôles. Quelquefois il incarne même plusieurs personnages dans un même film, comme pour Du Guesclin de Bernard de Latour, en 1948, où il tient tour à tour les rôles de mendiant, de chef de bande, d'astrologue et de seigneur. En 1949, il joue dans Pas de week-end pour notre amour, une comédie conçue autour du ténor-vedette de l'époque, Luis Mariano ; de Funès y tient le rôle secondaire du domestique-pianiste du baron (joué par Jules Berry), ce qui lui permet d'accompagner à l'écran des airs d'opérettes et autres morceaux de facture classique, mais également de jazz.

### Ascension

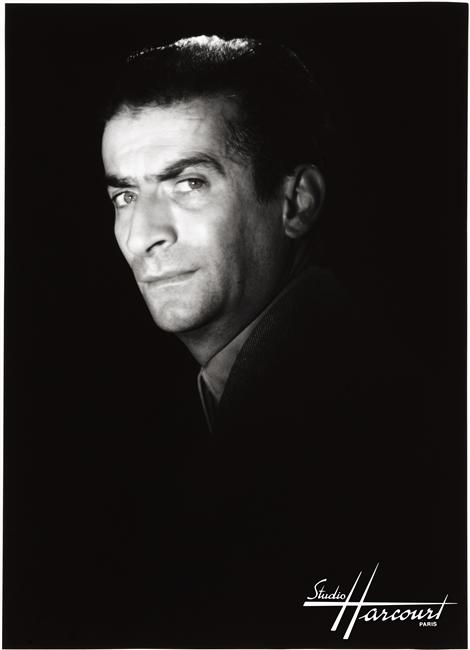
En 1952, Louis de Funès pose pour le studio Harcourt, mimant un air inquiétant.

En 1950, il est pianiste-comédien dans la troupe Les Burlesques de Paris de Max Révol lorsque Sacha Guitry lui confie plusieurs petits rôles, notamment dans La Poison (1951), Je l'ai été trois fois (1952), Si Paris nous était conté (1955) et surtout La Vie d'un honnête homme (1953), où il a un rôle un peu plus consistant de valet de chambre « obséquieux et fourbe, presque inquiétant l'espace d'un plan ». Dans ce film, son personnage s'affine un peu plus — « il apparaît « au naturel », sans grimace ni moustache » — et il est associé pour la première fois à Claude Gensac. En 1952, il rejoint la troupe des Branquignols dirigée par Robert Dhéry, bien que les circonstances de la rencontre entre de Funès et Dhéry varient considérablement en fonction des auteurs. Il y apparaît d’abord dans la revue Bouboute et Sélection. 

« En 1952, mon père jouait La Puce à l'oreille de Feydeau [...]. À la fin de la représentation, mon père courait au petit théâtre Vernet [...] pour apparaître dans le premier sketch de Bouboute et Sélection [...] puis, il reprenait le métro pour rejoindre le cabaret où il incarnait un clochard »

— Olivier de Funès

En 1953, rôle de valet aux côtés de Claude Gensac et Michel Simon, dans La Vie d'un honnête homme.

En 1953, on le remarque, aux côtés de Jean Marais et de Jeanne Moreau, dans le rôle de M. Triboudot, le photographe dans Dortoir des grandes d’Henri Decoin. Puis il officie dans Ah ! les belles bacchantes en 1953. Cette revue obtient un grand succès — deux années de représentations — et contribue à le faire connaître. De plus, intégré dans une troupe dédiée au comique, l’acteur va perfectionner sa technique. Il tourne ses premiers films en couleurs l’année suivante dans l’adaptation du spectacle à l'écran par Jean Loubignac, mais aussi dans La Reine Margot de Jean Dréville, tourné avant, mais sorti en salles après. Cette même année, il joue face à Fernandel dans Le Mouton à cinq pattes d’Henri Verneuil, et pour la première fois face à Bourvil dans Poisson d’avril de Gilles Grangier. Jean-Paul Le Chanois, après lui avoir confié deux petits rôles dans Sans laisser d'adresse (1951) et Agence matrimoniale (1952), lui offre le second rôle de M. Calomel dans la comédie populaire à succès Papa, Maman, la Bonne et moi (1954) et sa suite Papa, maman, ma femme et moi (1956). Alternant les navets et les productions plus dignes, il court les cachets, et tourne en 1954 pas moins de dix-huit films dans lesquels il n'obtient que des seconds rôles.
En 1956, il obtient un début de reconnaissance de la critique au cinéma dans La Traversée de Paris, de Claude Autant-Lara, où il joue l’épicier Jambier. Il s’impose avec force face à Jean Gabin et Bourvil, dans une prestation de quelques minutes au cours de laquelle il dessine en quelque sorte son futur personnage : lâche devant « le fort » (Jean Gabin) et colérique devant « le faible » (Bourvil). Même si le film a atteint aujourd’hui le statut de film culte, il connaît à sa sortie un succès public pour son « discours continûment ambivalent ». Dès l’année suivante, Maurice Régamey lui offre son premier rôle principal dans Comme un cheveu sur la soupe. Son interprétation d'un compositeur suicidaire vaut à l’acteur le Grand Prix du rire 1957, sa première récompense, et le film, « petite production sans prétention, qui aurait dû passer inaperçue, [...] tient l'affiche de très longues semaines. »

Encore en 1957, il est la tête d’affiche de Ni vu, ni connu, d’Yves Robert, dans le rôle du braconnier Blaireau. Accompagné de son chien Fous le camp, cet « avatar rural de Guignol » brave toutes les formes d'autorité et finit toujours par échapper au garde-chasse. Le film est un beau succès à sa sortie et vaut à l'acteur quelques articles laudateurs dans la presse, à l'instar de l'hebdomadaire France Dimanche, qui, dans son numéro du 20 septembre 1957, titre à la une : 

« Louis de Funès, l'acteur le plus drôle de France »

— France Dimanche
La même année, il tient à nouveau un rôle principal dans le film Taxi, Roulotte et Corrida, d’André Hunebelle. Ce long-métrage tourné en Espagne, connaît un certain succès avec 2,542 millions d’entrées. Pourtant, la progression de sa carrière au cinéma marque ensuite une pause et il retourne à des productions ou des rôles moins importants pour quelque temps.

### Deux rôles décisifs

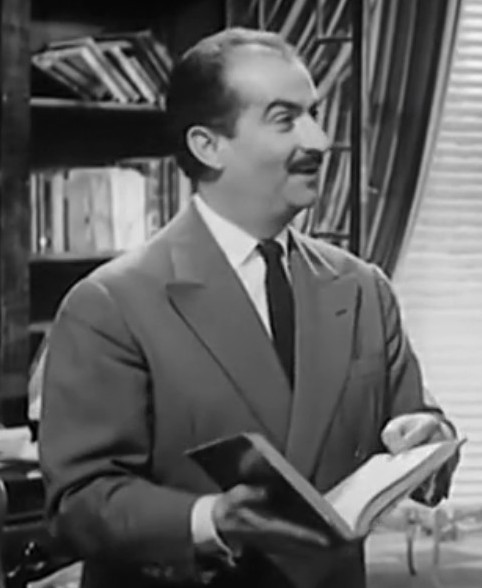
Louis de Funès dans Toto à Madrid (1959).

C’est d’abord au théâtre que la carrière du comédien va connaître une nouvelle accélération. Depuis ses débuts, l’acteur ne s’est jamais éloigné des planches et il reprend notamment, en 1957, aux côtés de Danielle Darrieux et Robert Lamoureux, le rôle créé par Raimu dans Faisons un rêve de Sacha Guitry. Le biographe de l’auteur, Jacques Lorcey, note : « Ce sera la dernière grande joie de notre Sacha [Guitry]. [...] Ce succès, obtenu par des vedettes tellement différentes des créateurs lui apporte la certitude que son théâtre lui survivra. »
En septembre 1959, pour les tournées Karsenty, il débute les répétitions d'Oscar, une pièce de Claude Magnier créée à Paris l'année précédente avec Pierre Mondy et Jean-Paul Belmondo. À partir du 1er octobre, commencent les cent jours d’une tournée en province et en Afrique du Nord. Le succès est tel qu'on lui propose de reprendre la pièce à Paris en janvier 1961. D’abord hésitant, il accepte finalement. La pièce est un énorme succès, et sur scène il multiplie les improvisations et les prouesses physiques :

« Louis [de Funès] était carrément génial dans Oscar. Génial d'invention, de burlesque. Il avait amélioré le rôle. »

— Pierre Mondy, créateur du rôle repris par de Funès.
 L’acteur reprendra « ce rôle fétiche » dans l’adaptation cinématographique de la pièce réalisée par Édouard Molinaro en 1967, puis à nouveau sur scène au début des années 1970 dans une mise en scène de Pierre Mondy.

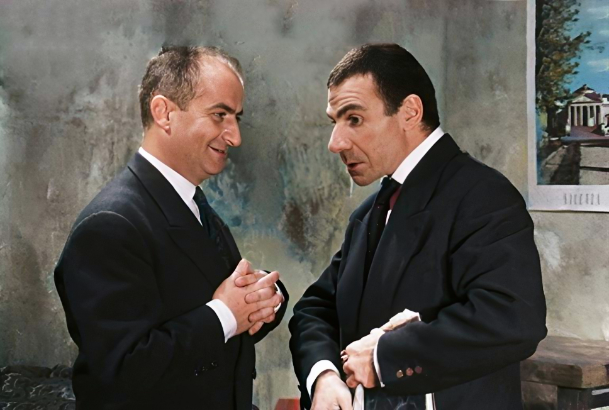
Louis de Funès et Jacques Dufilho lors du tournage de Fripouillard et Cie (1959), en Italie.

En parallèle, il continue à tourner au cinéma, comme en 1961 dans un petit rôle de barman dans Le crime ne paie pas, le troisième film réalisé par Gérard Oury. Lors du tournage, alors qu'il tient le seul rôle comique du film, de Funès essaie de convaincre le réalisateur qu'il est fait pour tourner des films comiques : « Quant à toi, tu es un auteur comique, et tu ne parviendras à t'exprimer vraiment que lorsque tu auras admis cette vérité-là. » La même année, il tient le double rôle des jumeaux Viralot, l'un chef du personnel et l'autre commissaire, dans La Belle Américaine de Robert Dhéry. L'année suivante, il incarne un restaurateur colérique et cupide face à Jean Gabin dans Le Gentleman d’Epsom de Gilles Grangier. En 1963, il retrouve la tête d’affiche avec Jacqueline Maillan dans Pouic-Pouic, l’adaptation par Jean Girault de la pièce de boulevard Sans cérémonie, qu’il avait écrite avec Jacques Vilfrid. De Funès avait participé à la création de la pièce en 1952 — il tenait le rôle du maître d’hôtel incarné par Christian Marin dans le film — mais la pièce n’avait pas connu le succès. Finalement, malgré cet insuccès et les difficultés rencontrées par le réalisateur auprès des producteurs pour monter le projet autour de l'acteur, ce film lui permet de retrouver un large public et marque le départ de la seconde partie de sa carrière qui ne verra plus sa popularité fléchir.

Louis en 1959 en Suisse sur le tournage du film Certains l'aiment froide.

Dans Oscar comme dans Pouic-Pouic, de Funès incarne un homme aisé et irascible, ayant des difficultés avec sa progéniture : il décline son « personnage fétiche inspiré du Pantalon » de la commedia dell'arte. Il a alors créé son personnage comique : colérique, autoritaire, grimaçant, tout en énergie et « a gommé certaines outrances qui le parasitaient dans les années 1950. »

### Consécration

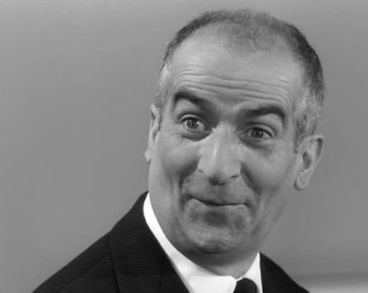
Louis de Funès dans Les Bons Vivants (1965).

Pouic-Pouic, où de Funès incarne un boursicoteur harcelé par les histoires de famille et les péripéties domestiques, marque aussi le début de sa collaboration avec le réalisateur Jean Girault, également musicien, qui le fera jouer dans douze films : Pouic-Pouic (1963), Faites sauter la banque (1964), la série des Gendarme (six films entre 1964 et 1982), Les Grandes Vacances (1967), Jo (1971), L'Avare (1980) et La Soupe aux choux (1981). Malgré les réticences des producteurs qui auraient préféré Darry Cowl ou Francis Blanche, Girault impose de Funès dans le rôle de Ludovic Cruchot, le héros du Gendarme de Saint-Tropez. Le film rencontre un succès considérable et installe l’acteur en haut du box-office pour la première fois. À peine deux mois plus tard, de Funès triomphe à nouveau dans le rôle du commissaire Juve de Fantomas. Dans ce film, construit sur la double composition (Fantômas/Fandor) de Jean Marais dans le premier rôle, de Funès transfigure son personnage et éclipse ses partenaires. Tandis que les succès populaires s’accumulent, il tourne Le Corniaud, réalisé par Gérard Oury, où il partage l’affiche avec Bourvil. La sortie du film est un nouveau triomphe (près de douze millions de spectateurs). L'été 1964 (date du tournage successifs de ces 3 films) constitue un point de bascule dans sa carrière. C'est durant celui-ci, à l'âge de 50 ans, qu'il va passer du statut de vedette, à celui de star.

La Cadillac DeVille convertible de 1964, l'acteur aux côtés de Bourvil, lors du tournage en Italie du film Le Corniaud.

En 1966, il joue le rôle d'un directeur de restaurant dans Le Grand Restaurant, puis d'un chef d'orchestre tyrannique de la France occupée dans La Grande Vadrouille, de nouveau avec Bourvil comme partenaire et Oury comme réalisateur. Le film connaît un succès colossal et a longtemps détenu le record du plus grand nombre de places de cinéma vendues en France (plus de 17 millions de spectateurs).

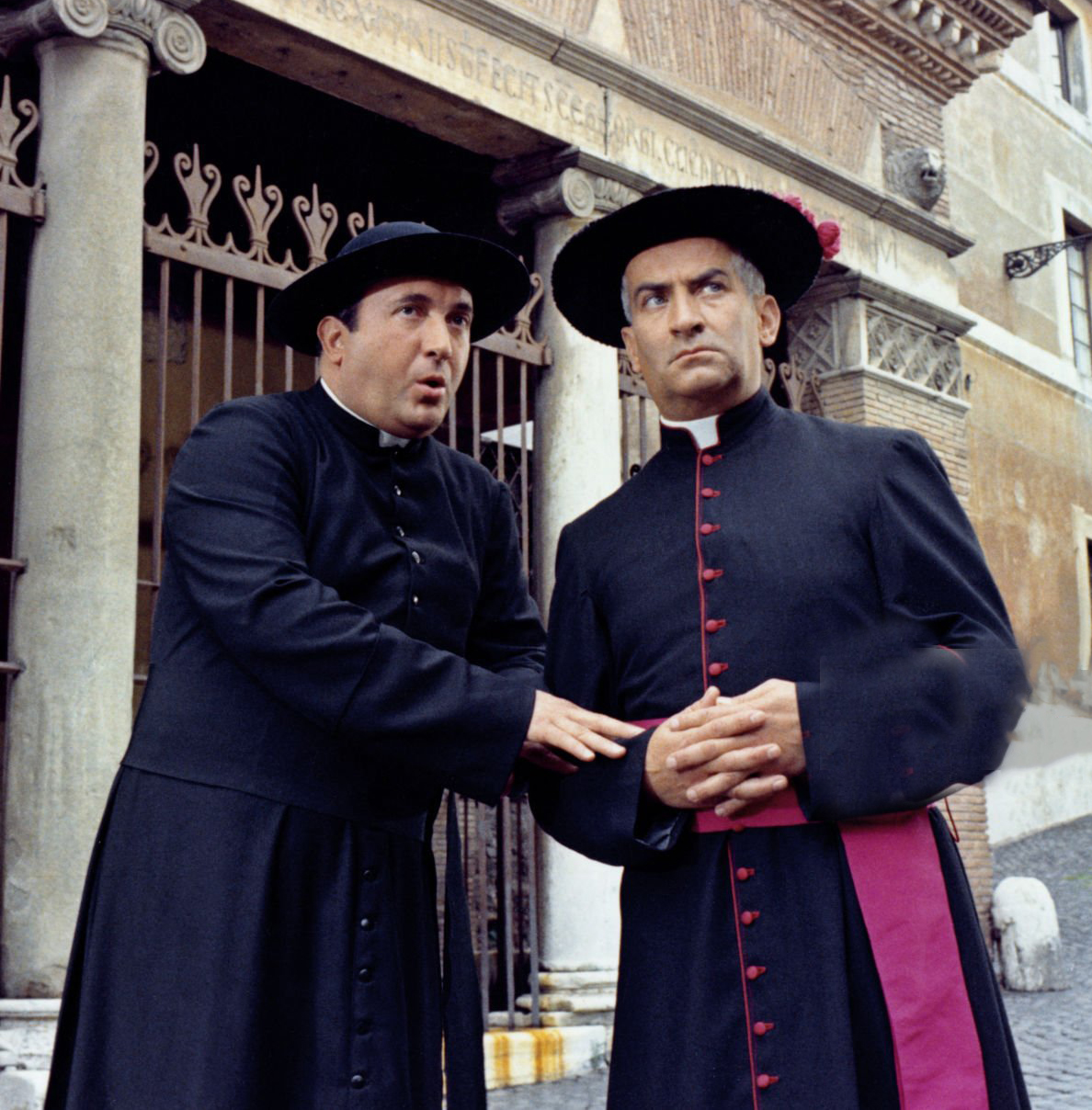
En 1964, Jacques Dynam et Louis de Funès en Italie, déguisés en ecclésiastiques lors du tournage de Fantomas se déchaîne.

En janvier 1967, Louis de Funès acquiert le château de Clermont, situé au Cellier en Loire-Atlantique. Il était la propriété de Charles Nau de Maupassant, époux d'une tante paternelle de Jeanne de Funès, et le couple de Funès y est souvent allé en vacances. Depuis la mort de sa tante en 1963, Jeanne de Funès avait hérité de la moitié du château en indivision. Les négociations auprès des six autres cohéritiers pour acheter l'autre moitié échouèrent. L'intégralité du domaine est finalement mise aux enchères le 25 janvier 1967,. Le notaire mandaté par Louis de Funès remporte les enchères pour 830 000 francs, soit à peu près ce qu'il peut toucher pour un film à la même époque. Cette retraite lui permet de vivre au calme, loin des journalistes et des curieux, alors que sa vie quotidienne d'antan en région parisienne n'est plus permise depuis trois ans par sa notoriété envahissante,,. De plus, il offre à son épouse le château de son enfance, elle qui a vécu ses années de précarité alors qu'elle venait d'un milieu bourgeois. L'acteur se sépare de sa maison de campagne dans le Val d'Oise et de son appartement d'été à Hyères. Le château, inhabité depuis six ans et délabré, nécessite deux ans de travaux et restaurations.

### Succès à répétition
Fantomas contre Scotland Yard est le premier film de Louis de Funès à sortir après le triomphe de La Grande Vadrouille. En un an, le film enregistre 2,7 millions d'entrées, soit moins que les deux premiers opus. La critique est sévère envers le scénario et la réalisation mais apprécie généralement le numéro du commissaire Juve, tout en regrettant que Jean Marais soit relégué au second plan. L'idée évoquée d'une quatrième aventure, à Moscou, n'aboutit jamais.

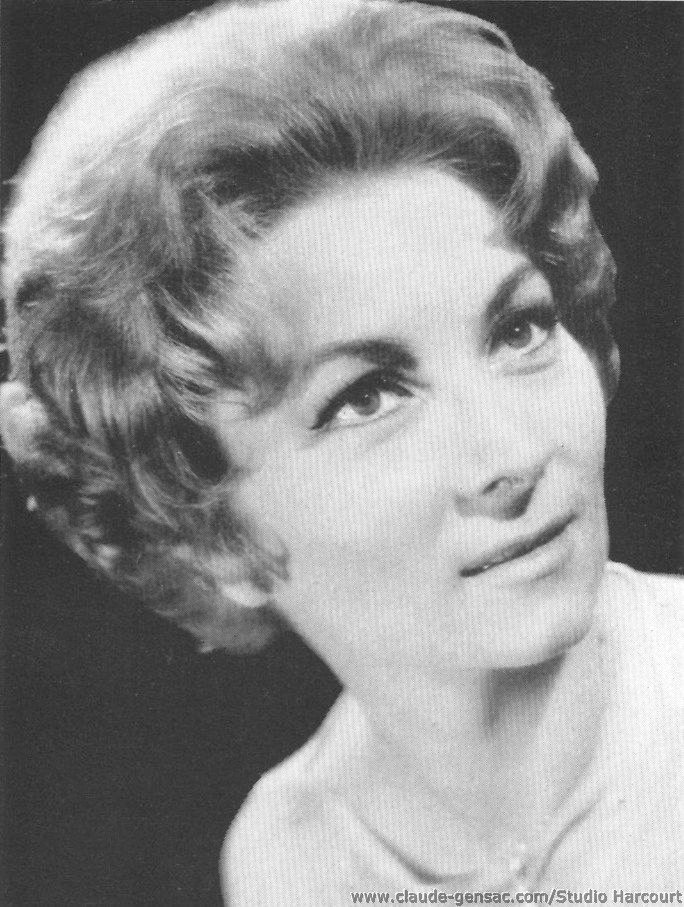
Claude Gensac devient l'épouse de cinéma de Louis de Funès à partir d'Oscar (1967).

L'adaptation de sa pièce-fétiche Oscar est le premier film du contrat avec la Gaumont signé après Le Grand Restaurant. La réalisation est confiée au jeune Édouard Molinaro, qui condense la pièce en une unité de temps, de sorte à « enfermer de Funes comme une mouche dans un bocal ». Molinaro adapte l'œuvre de Claude Magnier avec Jean Halain. L'immense décor unique est entièrement conçu pour magnifier le jeu de la vedette. Il s'adjoint pour le rôle de son épouse de l'élégante Claude Gensac, choisie en accord avec sa propre femme. Le tournage, à partir de février 1967, est néanmoins une épreuve : Louis de Funès est rapidement irrité par l'absence de rires du metteur en scène lors des prises de vues, à l'inverse d'un Gérard Oury obligé de cacher son hilarité pour ne pas gâcher la prise. Le réalisateur et la vedette s'affrontent fréquemment. La relation est aussi tendue avec Claude Rich. C'est au prix de nombreux efforts que Louis de Funès transpose sa fameuse tirade des nez, lentement façonnée par les réactions du public au théâtre, qu'il rechignait au départ de livrer devant les caméras.
Les Grandes Vacances est le premier projet de Louis de Funès lancé après la sortie de La Grande Vadrouille. Il s'est pleinement impliqué dans la préparation de cette histoire abordant le conflit de générations, écrite par Jacques Vilfrid. Olivier de Funès obtient pour la première fois un rôle important,. Le tournage, de mai à septembre 1967, réunissant une équipe d'amis, est agréable et propice à l'invention,. Au début, les scènes sont filmées en double, en français puis en anglais pour le marché anglo-saxon, mais Louis de Funès, vite lassé, met fin à cette expérience,,. Parmi tous ceux qu'il a tourné, Les Grandes Vacances est son film préféré.
Le Petit Baigneur marque les retrouvailles du nouveau grand comique français avec ses anciens camarades des Branquignols de Robert Dhéry,. Il est entouré par les membres de la troupe ainsi que du fidèle Michel Galabru,. Grâce aux énormes moyens permis par le potentiel commercial funésien, Dhéry atteint la démesure de son délire,. Son appétit de spectaculaire et de gags extravagants oblige à un tour de force technique et logistique pour le tournage, de septembre à décembre 1967, à travers tout le pays. Une mésentente s'installe vite entre Dhéry et de Funès,. Le comédien, encore perturbé par le tournage d'Oscar, n'accepte pas la trop grande place accordée aux autres personnages, alors que le film et son budget n'existent que par son nom seul ; il devient ingérable et colérique. Bien qu'il imaginât un film choral, Dhéry reconnaît là l'angoisse du perfectionniste et se soumet à son jugement et ses recommandations. Malgré sa bile, l'acteur-vedette fait preuve d'énergie, d'inventivité, improvise avec son partenaire réalisateur et retrouve par moments des fous rires complices avec lui,. Une fois le tournage passé, leur amitié renaît comme avant.
Oscar sort en octobre 1967 et enregistre 4,6 millions d'entrées en un an. La critique est généralement bonne. Les Grandes Vacances sort ensuite fin novembre, et comptabilise 5,1 millions d'entrées sur un an. Les critiques jugent que le film n'est pas de grande qualité mais constitue néanmoins un divertissement efficace. Avec ces deux nouveaux succès asseyant la mainmise de l'acteur sur les entrées, la presse s'agace de la domination de Louis de Funès sur le box-office. Avec au final près de 7 millions de spectateurs, Les Grandes Vacances dominent le box-office des films sortis en 1967. En mars 1968, Le Petit Baigneur sort sur les écrans, et enregistre 4,5 millions d'entrées en un an. La critique apprécie le burlesque du film et le fait que Louis de Funès s'intègre dans le collectif des Branquignols — pourtant la difficulté majeure du tournage. Il offre à Dhéry le plus grand succès de sa carrière.
Le producteur Maurice Jacquin profite de tenir sous contrat Louis de Funès (après Les Grandes Vacances et Le Petit Baigneur) mais également Jean Gabin pour les réunir à l'écran, et s'offrir ainsi un film au grand potentiel commercial. Le sujet proposé convient aux deux acteurs mais le scénariste Alphonse Boudard ne parvient pas à une version les satisfaisant, et quitte le film. Toute l'équipe est néanmoins contrainte par le producteur de tourner aux dates prévues, le scénario est écrit au jour le jour, par un autre auteur, et le film tourné de février à avril 1968 dans l'ordre de l'intrigue, pour suivre son travail. Dans ces conditions déjà difficiles, avec un scénario instable, Louis de Funès se sent de plus mal à l'aise lors de ce tournage, face à son vénérable partenaire avec qui les rapports sont froids, ce qui entraîne une ambiance tendue sur le plateau, et parmi une équipe qui ne lui est pas familière. Le Tatoué, sorti en septembre 1968, enregistre 2,8 millions d'entrées au bout d'un an. Le triomphe commercial attendu pour un tel duo d'acteurs n'a pas eu lieu mais l'affaire est néanmoins rentable. La critique est dans l'ensemble très mitigée. C'est le premier film de Louis de Funès depuis Le Corniaud à ne pas connaître le grand succès public attendu.

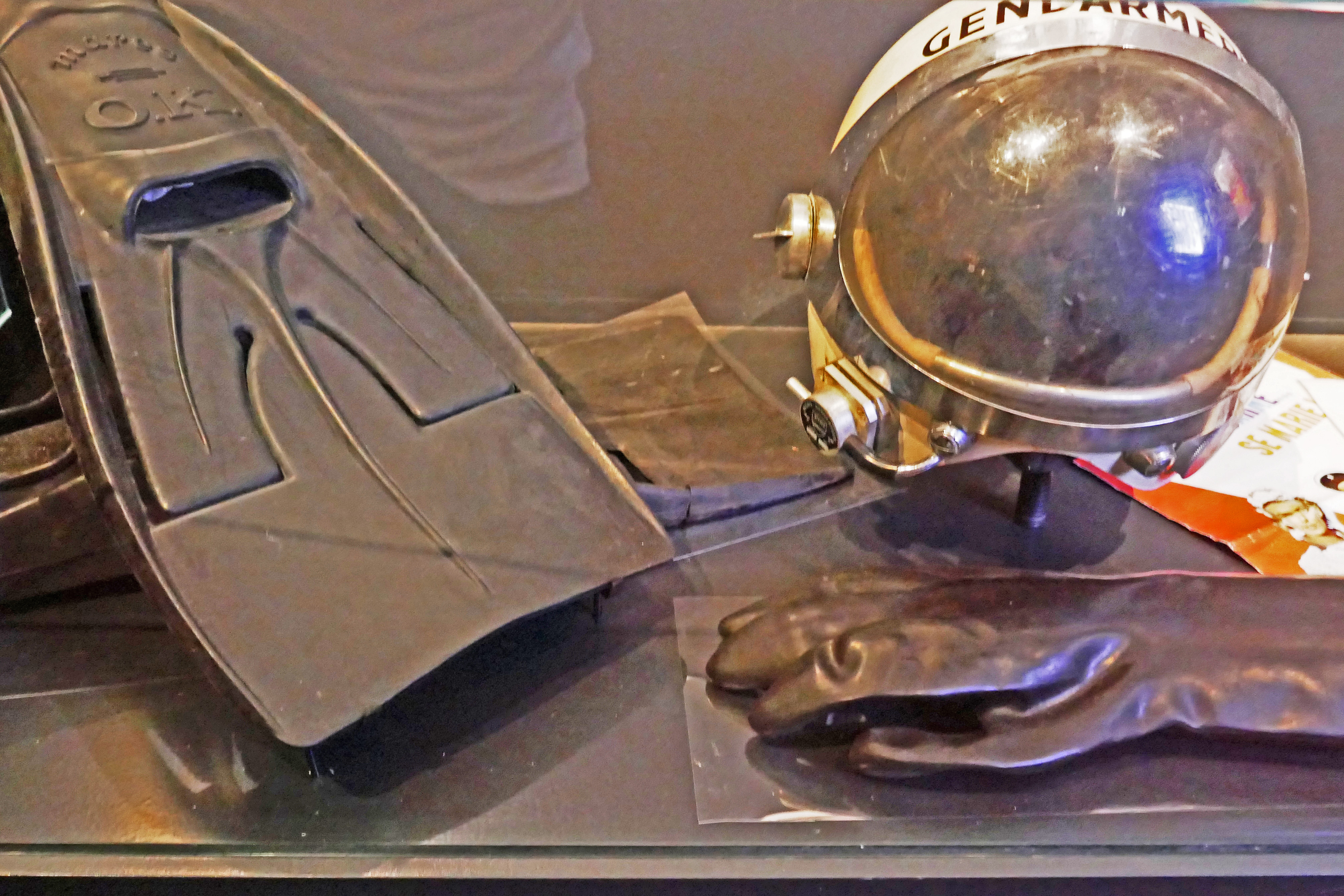
Casque de plongée, gants et palmes utilisés par Louis de Funès dans Le Gendarme se marie. Exposé au musée de la Gendarmerie et du Cinéma de Saint-Tropez.

Rêvant depuis longtemps d'immerger Louis de Funès dans une histoire d'amour, Jean Girault entreprend Le Gendarme se marie. Claude Gensac devient également l'épouse de Ludovic Cruchot. À cause des grèves, révoltes et pénuries de mai 68, une période politique que l'acteur vit mal, le tournage, à peine commencé, est ralenti puis interrompu, malgré son opposition,. Il rejoint finalement les grévistes à la plage. À Paris et dans les grandes villes, la grève totale de l'ORTF profite à ses films alors en salles. Une fois le travail repris, le retard contraint le tournage à devoir composer avec la foule des estivants. Louis de Funès a du mal à retrouver ses marques après cette pause mais finit par livrer de brillantes improvisations. Le Gendarme se marie, sorti en octobre 1968, totalise 5,4 millions d'entrées en un an. Les critiques sont tièdes et, nourries d'accusations de coupes au montage proférées par Jean Lefebvre, jugent que de Funès « a fait le vide autour de lui ». Comme il l'avait annoncé, aucun des techniciens grévistes n'est repris sur ses films suivants.
En préparation depuis 1965, le deuxième film du contrat avec la Gaumont, Hibernatus, reprend finalement la recette d'Oscar : Louis de Funès dans l'adaptation d'une pièce de théâtre à succès, avec même Édouard Molinaro à la réalisation, nonobstant leurs tensions la fois précédente,. Il était déjà prévu à la création d'Hibernatus sur scène en 1957. Différents scénaristes et script doctors se succèdent sans parvenir à une adaptation recevable par la vedette. Le tournage a lieu de février à mai 1969 mais, bien que repoussé de cinq mois, commence sans scénario définitif, malgré les huit versions proposées à Louis de Funès. Au bout de plusieurs jours, la discorde avec Molinaro ressurgit. Le réalisateur ne rit toujours pas et a des vues souvent inverses de celles de la vedette. Louis de Funès reste indécis sur quelle mouture du scénario tourner, et réclame donc des changements, des arrêts de tournage, des retours à de précédents versions de l'histoire,. Au mépris de la pression, il livre quelques improvisations remarquables et un moment de lâcher-prise emblématique. Molinaro et de Funès collaborent ensuite de manière plus posée sur le montage. Hibernatus, sorti en septembre 1969, enregistre 3,1 millions d'entrées en France au bout d'un an, en deçà des résultats habituels de l'acteur. La critiquée est résignée face à Louis de Funès. A posteriori, l'année 1969, où de Funès ne sort que ce seul film, est la première dont le classement du box-office n'est plus dominée par un de ses films, après avoir été en tête chaque année depuis 1964. En 1992, un classement établit que les films de l'acteur sortis de 1965 à 1969 cumulent alors, toutes exploitations confondues, un box-office de 77 965 000 d'entrées.
Dans cette ère de succès où Louis de Funès est quasi continuellement présent dans les salles, des producteurs et distributeurs peu scrupuleux tentent de capitaliser sur sa nouvelle popularité en ressortant d'anciens films où il apparaît. Poisson d'avril (1954) bénéficie ainsi d'une reprise, avec une nouvelle affiche sur laquelle son nom est placé au-dessus de celui de Bourvil, véritable star du film, alors que de Funès n'y est qu'un second rôle, pour laisser croire à une nouveauté du duo du Corniaud et de La Grande Vadrouille. Louis de Funès s'en insurge dans un entretien au printemps 1968 : « C'est de l'escroquerie au public. Ça me rend furieux ». Il révèle d'ailleurs que le producteur du film lui doit toujours « 50 000 francs de l'époque ». À l'été 1968, Une souris chez les hommes (1964), tourné après Pouic-Pouic et échec à sa sortie, sort sous un nouveau nom, Un Drôle de Caïd, et son affiche présente Louis de Funès comme l'unique vedette, alors que le film est mené par un trio qu'il compose avec Maurice Biraud et Dany Saval, laquelle était la véritable star en 1964,. En janvier 1969, sortent en « exclusivité » Les Grands Seigneurs et Les râleurs font leur beurre, qui sont en fait les reprises sous de nouveaux titres des films Le Gentleman d'Epsom (1962), qui enregistre ainsi 500 000 entrées supplémentaires grâce à son affiche Gabin - de Funès, quelques mois après Le Tatoué et Certains l'aiment froide (1959),. Aussi, à partir de 1969, Dans l'eau... qui fait des bulles ! (1961) connaît plusieurs nouvelles exploitations sous les titres Le garde-champêtre mène l'enquête, pour profiter du succès des films du Gendarme, et alors qu'il n'y a ni garde-champêtre, ni enquête dans le film, puis Le Poisson sifflera deux fois !. Toujours en 1969, Les Tortillards (1960) ressort renommé Les tortillards sont là, avec le nom de l'acteur trônant au-dessus de ceux des têtes d'affiche de la sortie originale, Jean Richard et Roger Pierre.
Le cas le plus extrême est la sortie de Totò à Madrid (1958) sous le titre Un Coup fumant : le distributeur s'offre la Une du Film français comme publicité en juillet 1968, avec une affiche où seul de Funès apparaît — avec une photo récente, et non tirée du film, sur laquelle a simplement été ajoutée une moustache comme dans le film — et où les noms des véritables têtes d'affiche Totò et Abbe Lane sont reléguées en dessous du sien,. De plus, le producteur italien Lux lance une procédure judiciaire pour « rupture abusive de contrat », car il n'a pas doublé le film en français comme il était prévu à l'époque, et réclame 1,5 million de francs de dommages-intérêts. L'acteur répond en l'attaquant pour « interprétation malicieuse de contrat ». La justice contraint le distributeur à n'utiliser que des images d'époque dans les publicités du film et à y indiquer la véritable date d'origine, et n'oblige pas de Funès à enregistrer de doublage en français. La diffusion du film est finalement prévue à partir du 24 septembre 1969 mais ne semble pas avoir eu lieu.

### Expérimentations

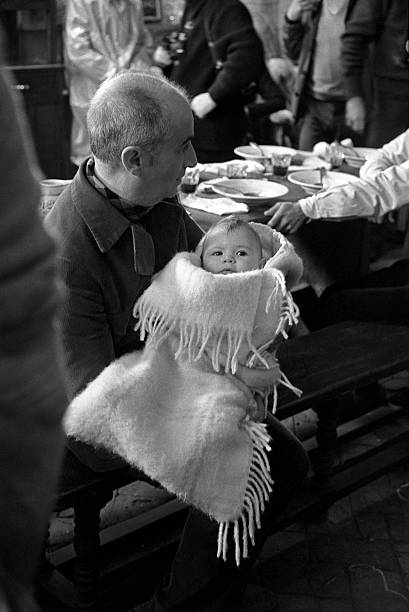
Louis de Funès et l'un des bébés pendant le tournage de L'Homme orchestre en 1970.

Dans cette période post-mai 68, après plusieurs déconvenues artistiques ou commerciales, Louis de Funès doute de la pérennité de son succès et, inquiet de lasser son public, il désire se renouveler,. Il craint que ses films, leurs thèmes, leur esthétique, leurs ressorts, ne soient plus dans l'air du temps, et souhaite notamment tourner avec un jeune cinéaste. Dans ces années-là, il en rencontre de nombreux, d'horizons variés, tels Roman Polanski, Claude Lelouch, Pascal Thomas et Jean-Pierre Mocky, pour peut-être monter des projets avec eux. Il est approché par Claude Berri pour être son père dans Le Cinéma de papa mais le rôle est trop dramatique pour lui. Il s'entiche surtout de Serge Korber, dont il a adoré Un idiot à Paris (1967) et qu'il rattache à tort à la Nouvelle Vague,,.
Il lui confie début 1969 la réalisation de la comédie musicale L'Homme orchestre, troisième film du contrat Gaumont,. D'abord réticent à se fourvoyer dans un cinéma « bourgeois », Korber est vite converti par l'engouement de la vedette et perçoit l'occasion de « faire un autre de Funès, casser sa routine, lui offrir un nouvel entourage ». L'acteur noue une bonne entente avec Korber, l'invitant même au Cellier. Il place encore Jean Halain au scénario. L'Homme orchestre lui offre un rôle d'artiste — chorégraphe à la mode — au lieu d'un patron, des partenaires inédits (si ce n'est son fils Olivier), une imagerie psychédélique, une musique novatrice de François de Roubaix, et quelques tentatives d'expérimentations dans son jeu d'acteur. L'acteur s'entraîne pendant plusieurs semaines pour les danses qui n'ont cette fois rien de comique. Le tournage, de novembre 1969 à avril 1970, est interminablement allongé à cause du bras de fer entre la vedette et le producteur Alain Poiré sur le montant de son cachet. Le film, sorti en septembre 1970, connaît un succès modéré en France avec 1,8 million d'entrées en un an. La critique est satisfaite et note parfois un renouvellement dans le jeu de Louis de Funès ou dans la réalisation.

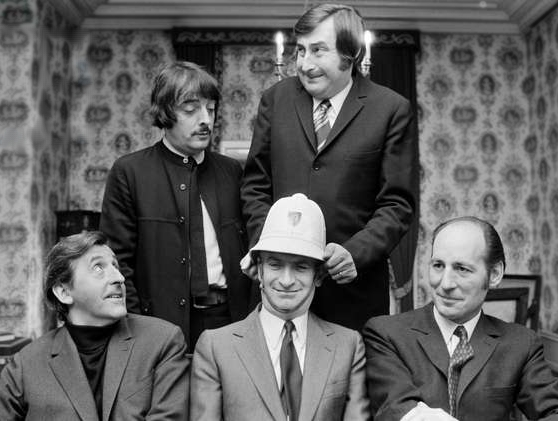
Quatre des six gendarmes aux côtés de Jean Girault à Genève pour la promotion du Gendarme en balade en décembre 1970.

Entre les deux films atypiques de Korber, Louis de Funès revient en terrain connu avec Le Gendarme en balade, dans lequel la brigade de Saint-Tropez est mise à la retraite anticipée,. Il est heureux de retrouver Jean Girault et l'équipe d'acteurs et techniciens du Gendarme, regagnant sa place de maître incontesté du plateau de tournage, de mai à juillet 1970. La distribution rassemble pour la dernière fois la brigade d'origine,. Le récit repose sur le personnage de Fougasse, comme pour répondre aux reproches de Jean Lefebvre sur le film précédent,,. Le Gendarme en balade sort en octobre 1970 et comptabilise 4 millions d'entrées en un an, un grand succès qui contraste avec la tiédeur des résultats de L'Homme orchestre. Les critiques sont lassés par ce quatrième Gendarme aux relents trop nostalgiques. La vedette confie peu après son souhait d'arrêter la série,.
Au cours de la préparation de L'Homme orchestre, l'acteur a détourné le projet suivant de Korber, un drame intitulé Accident prévu pour Yves Montand, pour en faire une comédie construite autour de lui. Il a vu l'opportunité de se réinventer avec ce huis clos : son personnage fait une sortie de route, la voiture tombe d'une falaise mais finit miraculeusement par atterrir sur un arbre, coincée au-dessus du vide dans un équilibre fragile. Korber transforme son scénario initial avec Halain. La vedette forme un trio avec des auto-stoppeurs interprétés par Olivier de Funès et Geraldine Chaplin,. Entre septembre et décembre 1970, après les prises de vues complexes en décors naturels sur les falaises de Cassis, le tournage avec Louis de Funès se déroule en studios dans une voiture montée sur vérins pour en reproduire l'instabilité. Le sujet contrecarre toutes ses ressources comiques physiques : l'enfermement dans la décapotable suspendue bride toute agitation ou éclatement d'humeur, ne lui laissant exprimer que la panique ou un affolement contenus. Sur un arbre perché, sorti en avril 1971, obtient un faible box-office de 1,5 million d'entrées en un an, bien trop décevant pour un film funésien. L'accueil de la critique est le pire envers un de ses films depuis des années. L'acteur remercie Korber en lui déclarant « Vous m'avez fait faire des films que je n'aurais pas fait avec un autre. Ça m'a beaucoup plu » mais leur collaboration s'arrête là.
Louis de Funès retourne à des valeurs sûres, en apparence, auprès de Jean Girault pour Jo, adapté d'une pièce de théâtre écrite par Claude Magnier d'après la comédie britannique The Gazebo. Prévu à la création de Jo sur scène en 1964, l'acteur trop occupé au cinéma avait du laisser le rôle à Robert Lamoureux. La major américaine Metro-Goldwyn-Mayer finance le film. Au cours des dernières années, les films de Girault ont constitué des pauses entre des tournages plus difficiles ou exigeants. Le plateau de Jo, début 1971, est entièrement dédié à son épanouissement : un texte choisi par lui-même, de l'auteur d'Oscar, des partenaires-amis tous issus de précédents films, une équipe technique tout aussi familière, et un budget largement confortable. Bizarrement, malgré ce cocon protecteur, Louis de Funès ne retrouve pas ses marques ni ses habitudes avec Girault et affronte le réalisateur plus que par le passé. Il s'agace notamment en constatant son manque de rigueur : Girault se repose trop sur lui pour améliorer des scènes mal préparées. Ainsi, après une longue bouderie, il sauve une scène lacunaire en l'improvisant totalement avec Claude Gensac pendant plusieurs minutes. Il se blesse le lendemain lors d'un raccord. À sa sortie en septembre 1971, sans grande promotion, Jo est un succès modéré avec 1,7 million d'entrées en un an. Les critiques, du moins ceux qui prennent la peine de parler du film, sont mitigés. Pour Bertrand Dicale, « l'accueil de Jo n'est pas celui d'un grand de Funès ».

### Retour à Gérard Oury et au théâtre

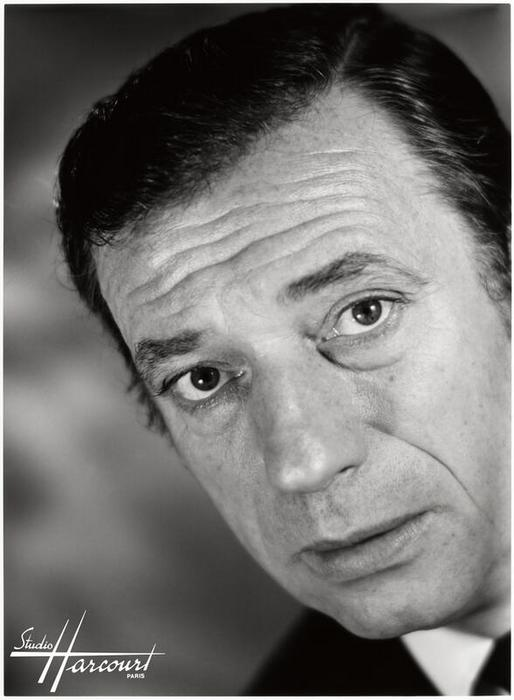
La Folie des grandeurs est finalement tourné avec Yves Montand comme partenaire.

Prévu depuis La Grande Vadrouille, La Folie des grandeurs de Gérard Oury doit marquer les retrouvailles de de Funès et Bourvil, mais la mort de ce dernier interrompt le projet. Simone Signoret suggère alors le nom de Yves Montand à Oury, qui réécrit alors son scénario. D'avril à août 1971, a enfin lieu le tournage de La Folie des grandeurs, en Espagne. Louis de Funès s'entend bien avec Montand. Comme cela se passait avec Bourvil, ils élaborent parfois ensemble des idées de gags qu'ils soumettent ensuite à Oury. Louis de Funès invente peu par rapport au scénario, dont il a de toute façon suivi l'ensemble de l'écriture. Après ce tournage, l'acteur déclare n'avoir plus envie que de tourner avec Gérard Oury. Dès lors, il prend un an de pause au cinéma, refusant certains films, réservant son énergie pour son retour au théâtre et le prochain projet qu'Oury lui prépare. Il évoque aussi en interview un film qu'il réaliserait lui-même. Sorti en décembre 1971, La Folie des grandeurs enregistre 4,7 millions d'entrées en un peu plus d'un an et satisfait la critique.
Fin novembre 1971, au théâtre du Palais-Royal, il fait l’événement en reprenant Oscar, pour son grand retour au théâtre, neuf ans après La Grosse Valse. Cette fois-ci, aucun metteur en scène ne peut s'opposer à sa nouvelle position de superstar, et la notoriété de la pièce s'est élargie avec les millions de spectateurs du film de 1967. Il retrouve de précédents partenaires — Mario David, Germaine Delbat et Maria Pacôme — et Pierre Mondy, qui avait créé le rôle de Barnier et déjà dirigé de Funès, met en scène. Avec l'expérience des précédentes représentations et du film, Louis de Funès allonge encore la pièce, qu'il joue presque chaque soir, par ses inventions. Selon L'Aurore, « ce n'est pas une pièce mais plutôt un one-man-show ». Mondy reconnaît que son rôle de metteur en scène était surtout « d'accorder la troupe à Louis », sans nullement le diriger. La pièce est un triomphe critique et commercial. La critique est aussi enthousiaste que dix ans plus tôt, louant l'abattage impressionnant de l'acteur sur scène. Sur l'invitation de Claude Pompidou, il joue la pièce au palais de l'Élysée.
Bien qu'il ait déclaré ne vouloir plus tourner qu'avec Gérard Oury, Louis de Funès rencontre en 1972 le jeune Christian Fechner, producteur à succès des Charlots, qui s'avère être un grand admirateur. Fechner lui propose de produire un film l'associant avec ses poulains, qui lui rendent visite dans sa loge d’Oscar. Un projet intitulé Merci Patron, d'après leur chanson, est envisagé mais jamais réalisé,,. À la même époque, René Goscinny et Pierre Tchernia écrivent pour lui une adaptation d'Iznogoud. Après une pause à l'été 1972, Oscar reprend une seconde saison, avec des changements dans la distribution : Maria Pacôme quitte son rôle, dépassée par les improvisations funésiennes qui la laissent de côté, et Olivier de Funès reprend le rôle de Christian Martin, sur l'insistance de son père, dans ce qui sera son unique expérience au théâtre et sa dernière d'acteur. La dernière a lieu le 7 janvier 1973, après plus de trois cents représentations en deux saisons.

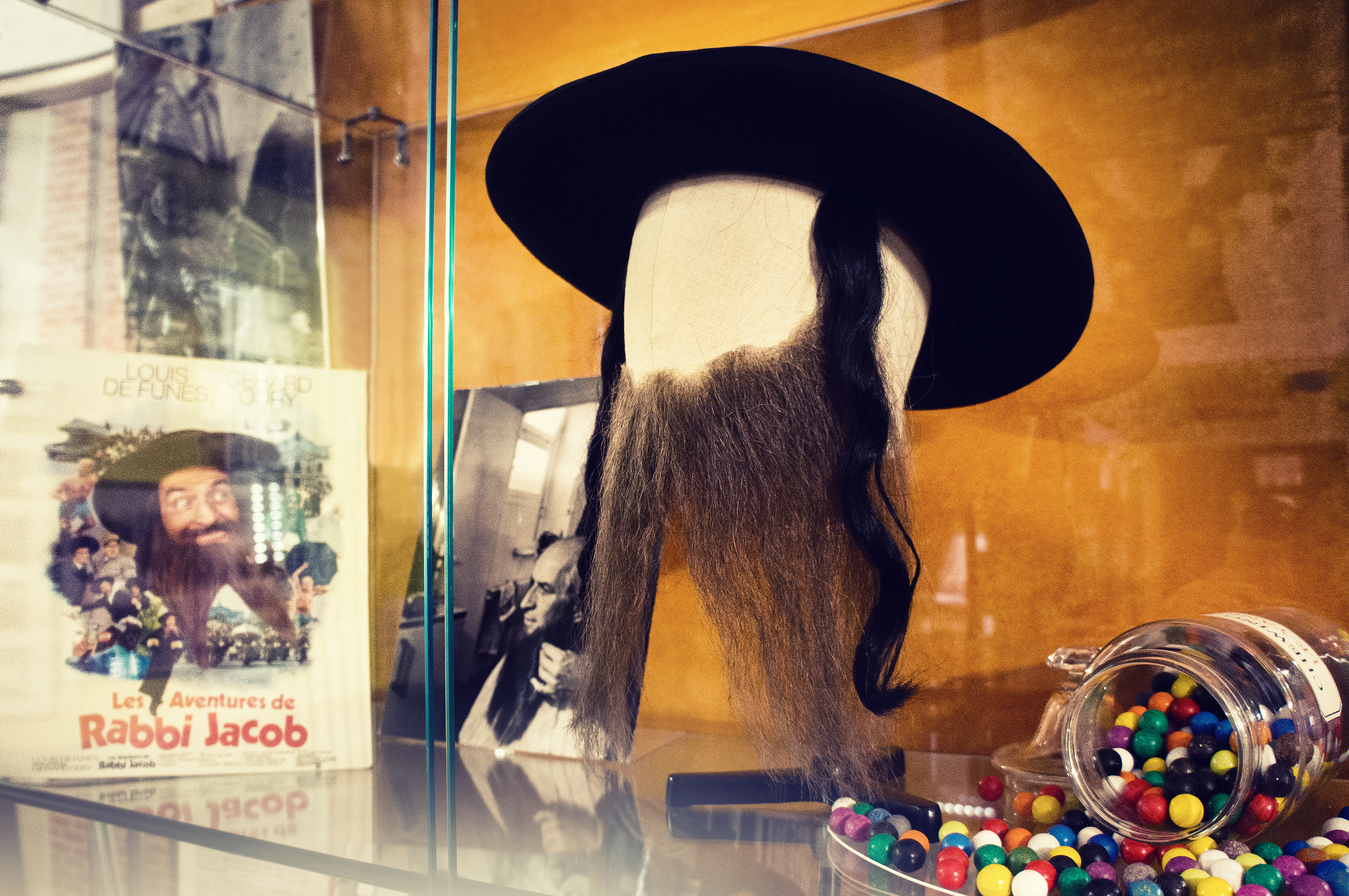
Postiche de barbe, chapeau et papillotes portés par Louis de Funès dans Les Aventures de Rabbi Jacob. Exposé au musée de Louis.

À la sortie de La Folie des grandeurs, Gérard Oury lui a proposé un film sur l'intolérance, traitant du racisme et de la communauté juive française, et sur l'amitié entre Juifs et Arabes : Les Aventures de Rabbi Jacob. Il est pour la première fois dans sa collaboration avec Oury l'unique rôle principal et tête d'affiche,. Ambitieux, le film, tout en restant comique, doit délivrer un message humaniste, dans un contexte de montée des tensions israélo-arabes au Moyen-Orient, et aborde un sujet très polémique, particulièrement après le massacre des Jeux olympiques de Munich l'année précédente,. Louis de Funès s'investit énormément dans ce long tournage, de mars à juillet 1973, notamment pour d'éprouvantes séquences dans le chewing-gum et sur les tapis roulants de l'aéroport d'Orly, ainsi que celle du ballet hassidique, qu'il répète pendant deux semaines. L'acteur, s'identifiant à son exécrable personnage, avoue être ressorti transformé de cette expérience, qui lui a permis de balayer ses préjugés.
Il se lance ensuite durant l'été dans les répétitions de La Valse des toréadors de Jean Anouilh, à la comédie des Champs-Élysées. Le dramaturge l'avait beaucoup apprécié dans sa pièce Ornifle en 1956, et avait tenté vainement de lui écrire une pièce pendant plusieurs années. Il lui propose finalement de reprendre La Valse des toréadors, une pièce en laquelle il croit beaucoup mais qui avait été assassinée par la critique en 1952. Le comédien accepte, désireux de reprendre le théâtre après le triomphe d'Oscar, et peu enthousiasmé par les scénarios de films qu'il reçoit au même moment. Louis de Funès est dérouté par la manière dont Anouilh, qui met en scène sa pièce, dirige les répétitions, de façon trop distante, avec peu d'indications, données une fois la pièce entière jouée, alors que le comédien préfère la méthode de Raymond Rouleau de reprendre chaque réplique. À l'approche de la première, il déclare ne pas savoir son très long texte — 1 448 lignes sur les 2 752 de la pièce — et menace de ne pas participer à la première.
Le jeudi 18 octobre 1973, doit sortir en salles Les Aventures de Rabbi Jacob, dans un contexte très tendu, puisque la guerre du Kippour vient d'éclater une semaine plus tôt. L'acteur et Gérard Oury assurent la promotion du film « presque comme si de rien n'était, insistant sur les valeurs d'humanité, de tolérance et de paix du film ». Des débordements sont craints,. Un hebdomadaire de la presse à scandale fait croire que Louis de Funès, sous le coup de menaces, est sous protection policière, en publiant une photo d'une scène du film où son personnage est aux côtés d'un CRS. Alors que la projection privée pour les membres de l'équipe se déroule dans une ambiance pesante, sans rires, la première projection publique, tant redoutée, rassure l'acteur et Gérard Oury car les spectateurs rient du début à la fin, jusqu'à couvrir les dialogues,. Néanmoins, la journée est aussi endeuillée par le drame du détournement d'avion mené contre la sortie du film,. Les jours suivants, Louis de Funès est protégé discrètement par la police, à la demande d'Oury, qui recevait des menaces. Les Aventures de Rabbi Jacob est un succès commercial, avec 6,3 millions d'entrées en un an. Avec finalement plus de 7 millions de spectateurs, il domine le box-office des films sortis en 1973. À l'exception des Cahiers du cinéma, la critique est unanimement enthousiaste.

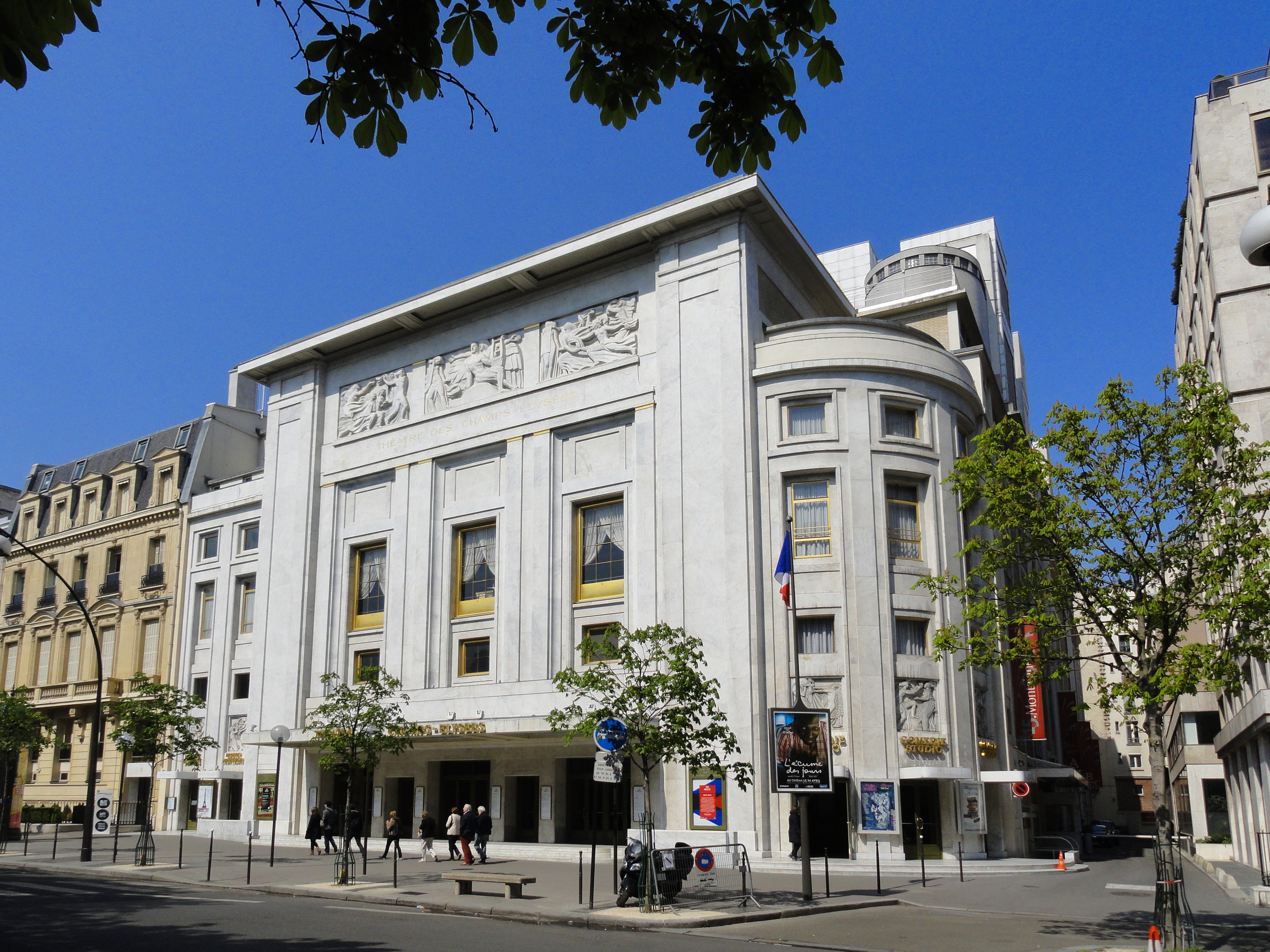
La Comédie des Champs-Élysées, où Louis de Funès joue La Valse des toréadors, sa dernière performance au théâtre.

Le 19 octobre 1973, lendemain de la sortie du film, a lieu la première de La Valse des toréadors,,. Ce soir-là, la présence de Jean Anouilh dans le parterre décuple le trac de Louis de Funès, et il fait évincer l'auteur après le premier acte en le cantonnant dans le foyer du théâtre. Au cours des représentations, Louis de Funès allonge la pièce en accumulant les inventions, et l'amène à durer jusque après 23 h 30. Le dramaturge, friand de ces ajouts, lui pardonne son comportement de la première. La pièce est un succès. La critique est élogieuse,. Christian Fechner et Claude Zidi viennent lui proposer dans sa loge un projet l'associant au jeune Pierre Richard.
Sur les planches, Louis de Funès se dépense beaucoup et s'épuise. À l'approche de la 200e, sa pression artérielle est inquiétante et un « bleu » apparaît sur son bras, signe avant-coureur d'un infarctus,. Alors que la fréquentation baisse, et bien que son contrat prévoie un minimum de deux cents représentations jusqu'en juin, l'acteur s'arrête après la 198e de La Valse des toréadors, jouée le 25 avril 1974 — sa dernière apparition au théâtre. La relâche est d'abord annoncée comme exceptionnelle puis, sur avis médical, la pièce est définitivement interrompue. Louis de Funès déclare à la presse : « Cette immense fatigue que j'ai dû surmonter, c'est une sonnette d'alarme. Il faut avoir la sagesse de l'écouter ».

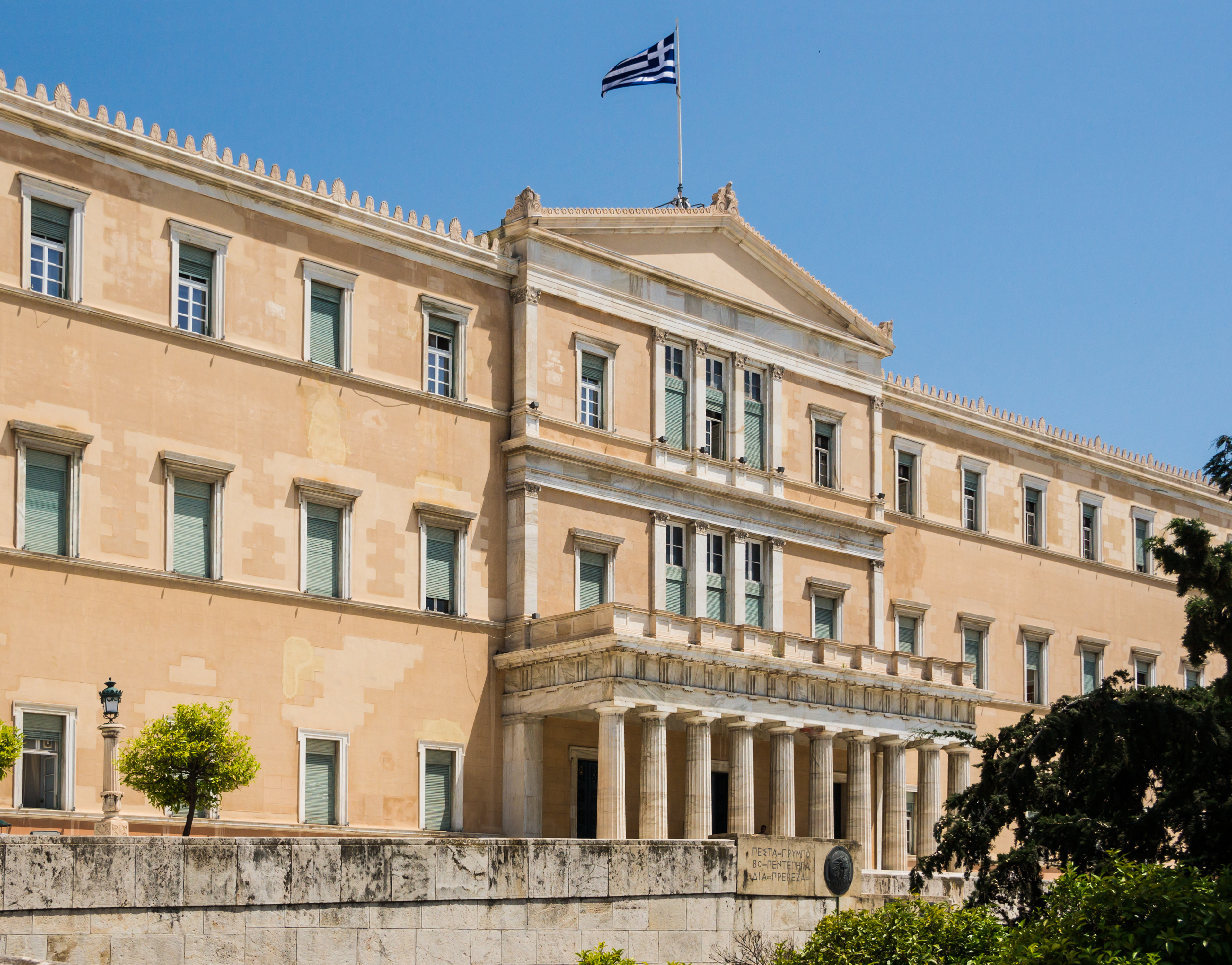
Le Crocodile doit notamment se tourner à Athènes, grâce au soutien ardent du gouvernement grec qui prête des palais nationaux et le concours de son armée.

Après Les Aventures de Rabbi Jacob, Gérard Oury propose en mars 1974 à l'acteur une nouvelle comédie sur l'intolérance, tournant en dérision les dictatures du monde d'alors, de droite comme de gauche : Le Crocodile. Louis de Funès doit camper « un petit colonel cupide, teigneux, couard avec des faiblesses : le fric, sa femme, son fils ». Dictateur d'extrême-droite, il est renversé par un coup d'État ourdi par son épouse et le chef de sa police, puis parvient à reconquérir le pouvoir en créant une dictature d'extrême gauche. L'acteur est enchanté par le projet. Le contrat est signé en mai 1974 devant la presse. Dès lors, et après l'épreuve de La Valse des toréadors, Louis de Funès se repose au château de Clermont, où il jardine beaucoup, et refuse d'entreprendre quoi que ce soit en prévision d'un tournage s'annonçant comme très physique, prévu pour commencer en mai 1975 en Grèce. Il décline ainsi un cinquième Gendarme et la proposition de Raymond Rouleau de jouer Le Malade imaginaire au théâtre. Il signe toutefois en janvier 1975 le contrat pour le film Fechner-Zidi-Richard, sur lequel il ne pourra travailler qu'une fois Le Crocodile terminé.

### Une santé fragile (1975-1983)

#### Brutale interruption de carrière
Après les alertes cardiaques de La Valse des toréadors, les assurances surveillent de près Louis de Funès, car une quelconque incapacité de remplir ses contrats les contraindrait à rembourser des sommes colossales aux producteurs montant des films sur son nom. À l'approche du tournage physique du Crocodile, le comédien est donc soumis à de nombreux examens médicaux. Un cardiologue ne s'alarme pas et diagnostique des douleurs pectorales dont il s'inquiète comme de l'aérophagie : il juge Louis de Funès en état de tourner Le Crocodile, mais lui passe son numéro personnel « au cas où… »,,.

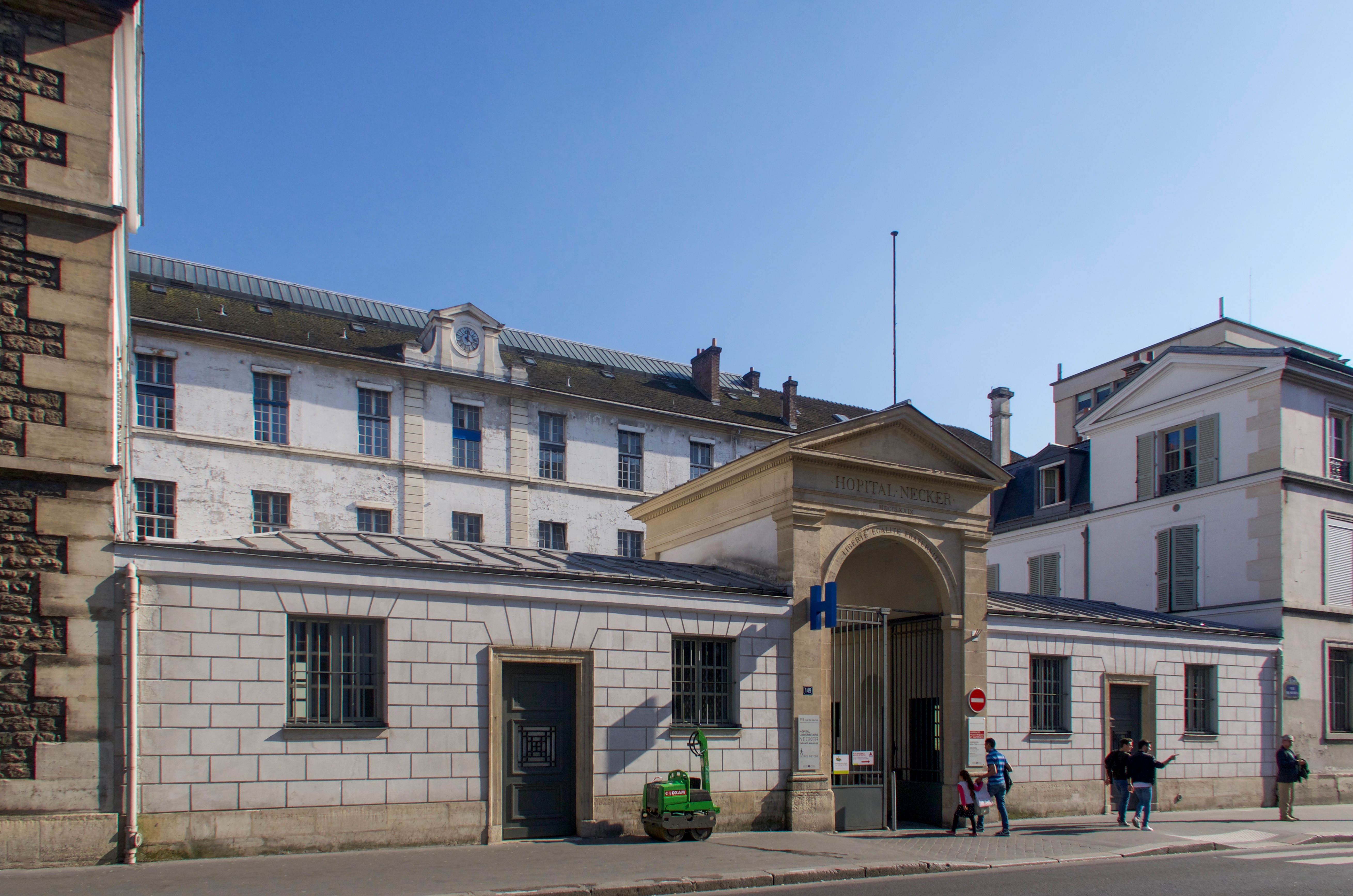
L'hôpital Necker à Paris, où Louis de Funès est soigné et subit son deuxième infarctus.

Trois jours après, le 21 mars 1975 au matin, dans son appartement parisien, Louis de Funès subit un premier infarctus et est transporté à l'unité de soins intensifs de la clinique cardiologique des Drs Di Matteo et Vacheron à l'hôpital Necker, vers 7 h 30, où les médecins parviennent à le sauver,. Toutes les issues de l'hôpital sont bouclées pour éviter la presse et ses photographes. Un communiqué officiel rassurant est plus tard publié, expliquant que « L'évolution de l'affaire est favorable. Un repos strict et prolongé est cependant nécessaire. Par conséquent toute visite est actuellement interdite ». Les médecins parlent d'un léger malaise cardiaque à la presse.
Le 30 mars, alors que son état de santé semble s'être amélioré, il perd connaissance en pleine conversation avec son épouse : victime d'un deuxième infarctus, bien plus grave, il est sauvé in extremis, le manque de personnel présent en ce weekend de Pâques ayant failli lui être fatal,. Malgré la sévérité de ces infarctus, Louis de Funès se rétablit rapidement. Les cardiologues lui imposent un régime alimentaire drastique, sans graisse, sans sel, sans boisson alcoolisée ou caféinée, sans plats énergétiques,. Surtout, ils lui ordonnent d'arrêter définitivement son métier, pour éviter les longues journées de tournage, sources de stress, et les épuisantes performances théâtrales. Il accepte sans ciller ces ordres des médecins.
À sept semaines du tournage, Le Crocodile est reporté, dans l'attente de son éventuel rétablissement. Le producteur Bertrand Javal doit essuyer des millions de francs de pertes et s'enquiert chaque jour au téléphone de son état de santé. Les médecins consultent le scénario et le jugent trop physique pour Louis de Funès, réclamant trop de lieux de tournages différents, de scènes difficiles voire de cascades. À la mi-avril, l'impression est pourtant donnée que le projet se poursuit toujours. Jusqu'alors très amis, Louis de Funès et Gérard Oury s'éloignent progressivement l'un de l'autre, même si chacun déclare à la presse vouloir tourner à nouveau ensemble,. Louis de Funès sort de l'hôpital Necker après deux mois, le 21 mai, et part entamer sa convalescence dans son château, à base de lentes promenades et d'un peu de jardinage.
Ces infarctus sont paradoxalement pour Louis de Funès un soulagement. Cet éloignement forcé du cinéma fait disparaître d'un coup ses angoisses sur la qualité de ses scénarios et son succès au box-office. À l'hôpital puis durant sa convalescence, il affiche un bon moral et un calme qui surprennent ses proches. Depuis des années, il supportait mal la dépense physique de son jeu au théâtre, le poids de porter à lui tout seul des films sur lesquels étaient investis des millions de francs, le milieu des producteurs et ses hypocrisies, la violence de la critique et la trop grande place de l'argent. Il accueille donc favorablement, dans un premier temps, la décision des médecins d'arrêter sa carrière de comédien. De toute façon, au vu de sa santé, il ne sera plus que très peu sollicité, étant imaginé trop diminué, voire mourant, par le milieu du cinéma.

« Je me revois dans l'ambulance. Une seconde avant, j'étais un homme crispé sur les recettes, sur les entrées, sur les contrats. Je ne connaissais que des gens d'argent qui ne pensaient qu'à l'argent. Moi, je ne parlais plus que d'argent. Et voilà que je tournais la page, d'un seul coup, définitivement. Je n'étais plus Louis de Funès, plus rien. Je savais, lumineuse évidence, que je ne me mettrais plus jamais en colère, surtout pour gagner ma vie. Ça roulait, je voyais le ciel, le haut des arbres, et j'entendais pin-pon, pin-pon. Je n'avais pas mal, ils m'avaient calmé avec de la morphine. (…) Quand ils m'ont annoncé : “il faut vous arrêter, à vie”, j'ai été ravi. Pris de légers tremblements de joie. Ah ! je vais aller voir mes carottes et mes salades ! Ah ! les petits oiseaux, la pêche à la ligne ! Le soir, tout de même, j'ai eu un coup de blues. Et puis, ça s'est terminé là. Puisque c'était fini, c'était fini. »

— Louis de Funès racontant son infarctus à Danièle Heymann de L'Express, lors de la promotion de L'Aile ou la Cuisse en 1976,.

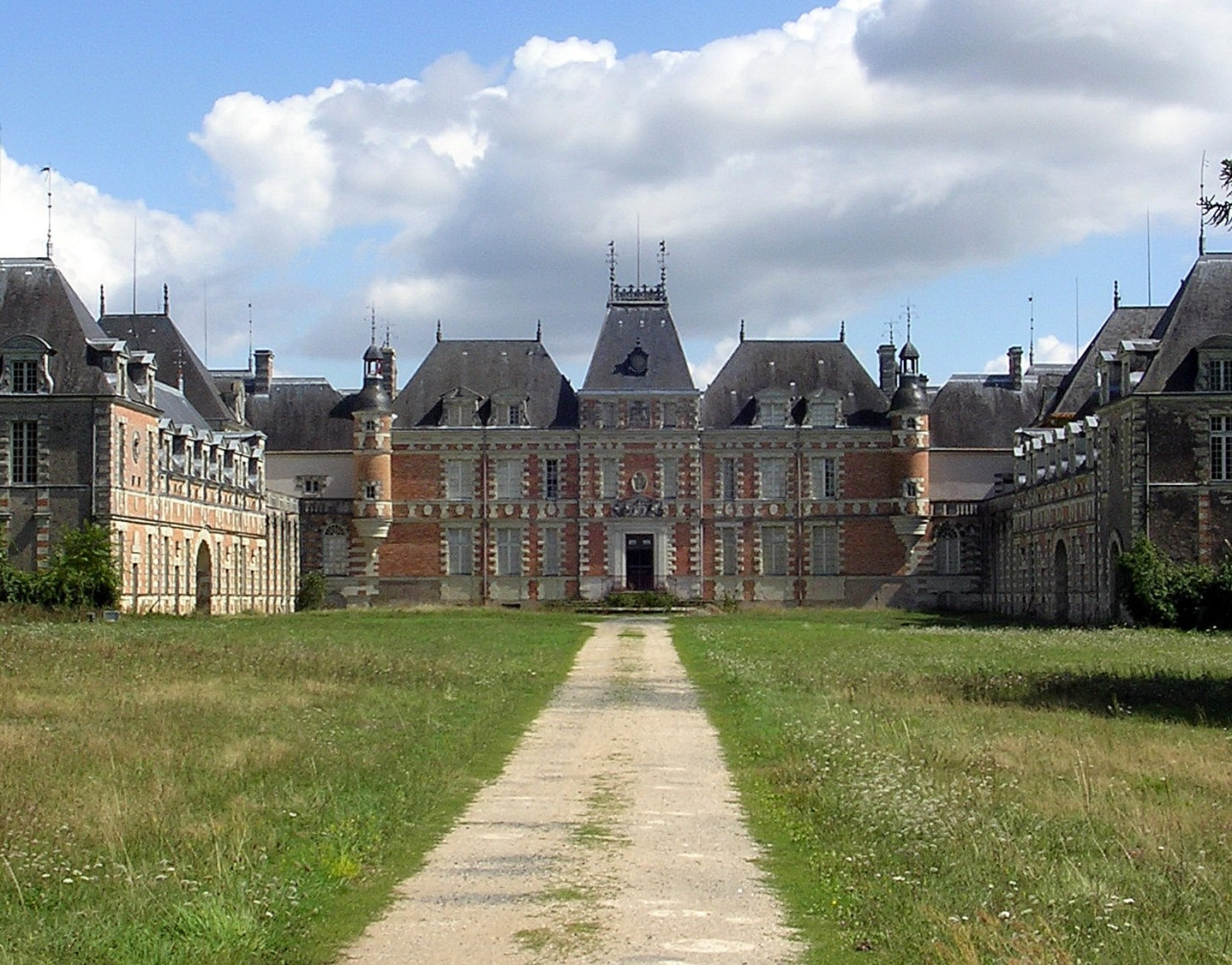
Le château de Clermont au Cellier, propriété de Louis de Funès depuis 1967, où il se repose et jardine entre ses films, et après ses deux infarctus.

Il retourne à l'hôpital Necker pour un séjour pour examens, qui s'achève début juillet 1975. C'est là qu'il est victime d'une tentative d'escroquerie : le 2 juillet, un représentant de la société qui produit Le Crocodile, y vient lui faire signer ce qu'il présente comme « des papiers pour la compagnie d'assurances » ; le document est en fait un nouveau contrat, qui stipule que si Louis de Funès meurt avant la fin de l'année 1976, le producteur toucherait 6,75 millions de francs des assurances. L'acteur ne se rend compte de la supercherie que quelques jours plus tard, en étudiant le double des pièces, et porte plainte pour extorsion de signature et escroquerie. Ces manigances finissent de le persuader qu'il est mieux qu'il s'éloigne du cinéma. Il est annoncé plusieurs jours après qu'il ne tournera pas Le Crocodile, sur l'avis des médecins.
Louis de Funès reste de nouveau pendant plusieurs mois au Cellier, à s'occuper de son jardin. Son régime strict l'amaigrit et l'affaiblit. Un ami médecin de son fils Patrick lui préconise un régime moins lourd à supporter, qui le rend en meilleure forme. À l'automne 1975, il ré-apparaît à Paris lors de premières de théâtre ou de spectacles d'amis. Il commence à avoir la nostalgie de la scène et l'envie de tourner un nouveau film,. Au cours de l'hiver, la déprime le gagne,.

#### Un retour plébiscité
« J'ai beaucoup parlé avec son épouse et elle le voyait dans une état moral désastreux. J'ai pensé qu'il pouvait mourir du désespoir de ne plus tourner. Alors j'ai décidé de trouver coûte que coûte un moyen de le refaire tourner. »
En janvier 1976, les médecins laissent entendre à Louis de Funès qu'il peut reprendre son métier, s'il s'économise. Il doit cependant renoncer définitivement à sa carrière théâtrale, incompatible avec son état. Christian Fechner et Claude Berri lui proposent de relancer le projet avec Pierre Richard et Claude Zidi,. Outre sa condition physique amoindrie, les risques de rechute font que les assureurs du cinéma ne veulent plus s'aventurer à le couvrir pour un film, d'autant plus après les pertes causées par Le Crocodile. L'acteur est désespéré à l'idée de ne plus jamais pouvoir travailler,. Déterminé, Fechner se bat pour lui obtenir une police d'assurance et décroche le droit de le faire tourner trois semaines, renouvelable en fonction de son état. L'Aile ou la Cuisse est ainsi lancé avec seulement une partie du tournage assurée,,,. En soutien, le réalisateur et l'équipe technique consentent exceptionnellement à mettre en jeu leurs paies en cas de non-achèvement du film, de même que les distributeurs étrangers avec leurs avances,.

Dans L'Aile ou la Cuisse (1976), l'humoriste Coluche incarne la jeune génération face à Louis de Funès.

Peu avant le tournage, Pierre Richard se retire du projet, jugeant le scénario différent de ses attentes,,. Louis de Funès est d'abord inquiet et gêné par la proposition de le remplacer par l'humoriste Coluche mais se ravise face à l'enthousiasme de son fils Olivier. Le tournage, de mai à août 1976, est concentré au même endroit pour ménager sa santé et lui éviter des déplacements,. Redoublant de précautions, le producteur installe un service de secours — un cardiologue, une équipe de réanimation, une ambulance — toujours proche du plateau,,,. Les horaires de travail de la vedette sont allégés,. Il fait au maximum une dizaine de prises par scène, contre trente à quarante du temps de sa splendeur. Son régime drastique explique son amaigrissement, son vieillissement, son état diminué, visibles à partir de ce film.
Ces nouvelles limites physiques sont l'occasion d'apporter des nuances à son jeu : il appréhende son comique d'une nouvelle manière, parce que, reconnaît-il « je ne peux plus faire de la brutalité. Cette brutalité, cette colère, est un produit que j'avais fabriqué pour un rôle et tous les metteurs en scène m'ont demandé ce produit […] Désormais, ce comique ne m'intéresse plus »,,. Il est tout compte fait ravi par cette collaboration avec Coluche,.
Sorti en octobre 1976, avec un large battage promotionnel, L'Aile ou la Cuisse comptabilise 5,6 millions d'entrées en un peu plus d'un an. La critique éreinte peu le film, salue son sujet et apprécie l'évolution du jeu de l'acteur, contraint d'alléger ses effets. Le public prouve son attachement toujours intact envers le vénérable comique. Sur cette nouvelle période commençant, le biographe Bertrand Dicale conclut : l'infarctus subi par l'acteur « signe la fin d'un certain âge d'or, même si commercialement ses derniers films sont des succès absolument gigantesques ». Louis de Funès n'offre dorénavant à son public qu'un film-évènement par an, alors qu'il en avait sorti dix rien qu'entre 1966 et 1969,.
Dès le tournage, Fechner lui proposait un contrat pour de prochains films. L'acteur se laisse du temps pour accepter, expliquant a posteriori ne pas vouloir l'encombrer d'un contrat avec lui au cas où le film ne marcherait pas. Après les excellents résultats du film, il signe un accord pour trois autres. Une relation particulière s'établit entre le producteur et la vedette : bien que le contrat ne le lie pas obligatoirement à Fechner, Louis de Funès en fait son producteur exclusif, lui fait passer toutes les propositions qu'il reçoit et contraint les autres producteurs à traiter avec lui. Fechner annonce pour 1977 un projet de retrouvailles avec les Branquignols, intitulé Une pie dans l'poirier, qui ne voit finalement jamais le jour,. Il doit également tourner Le Cactus, sous la direction de Georges Lautner, mais le projet est aussi abandonné, car l'acteur n'aime pas le scénario.

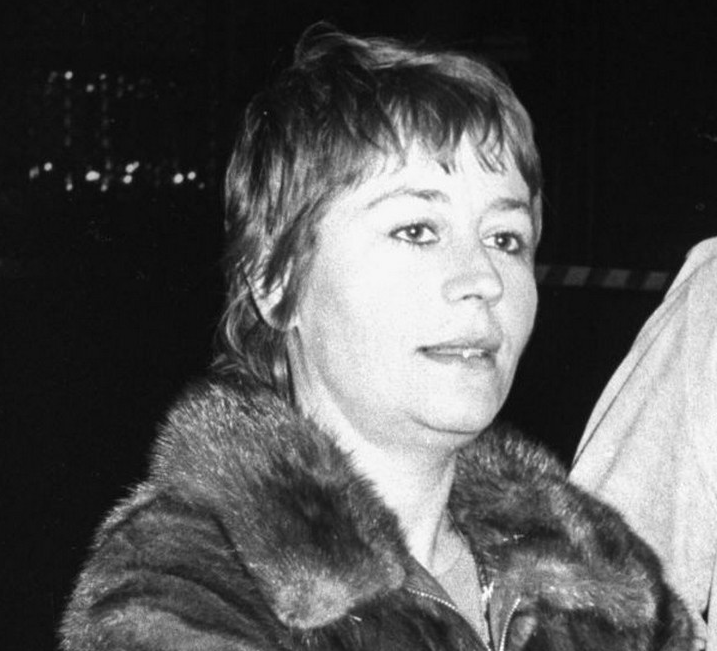
Actrice la plus populaire des années 1970, Annie Girardot est la complice de Louis de Funès dans La Zizanie (1978).

Fechner et Zidi réunissent finalement Louis de Funès avec l'ultra-populaire Annie Girardot, à la tête de grands succès durant la décennie,. Le scénario de La Zizanie parle d'écologie, un sujet désormais cher à l'acteur. Le tournage, à l'hiver 1977, est encore davantage regroupé en studio pour le préserver,. L'entente avec Girardot est idyllique. L'acteur insiste pour effectuer une courte cascade. Il reste surveillé à chaque tournage par un médecin réanimateur sur le plateau. Une affaire judiciaire a lieu en parallèle de la production du film, le réalisateur Jean-Pierre Mocky déclarant avoir soumis un scénario similaire aux deux acteurs la même année : il intente un procès pour contrefaçon, dès la pré-production, qui perturbe plus tard la sortie du film, et s'achève sur un accord à l'amiable,. Aucune condamnation pour plagiat n'est décidée. La Zizanie sort en mars 1978 et enregistre 2,7 millions d'entrées en un an, un box-office bien moins impressionnant que celui de L'Aile ou la Cuisse. La critique est mitigée, mais épargne généralement Louis de Funès et Annie Girardot,.

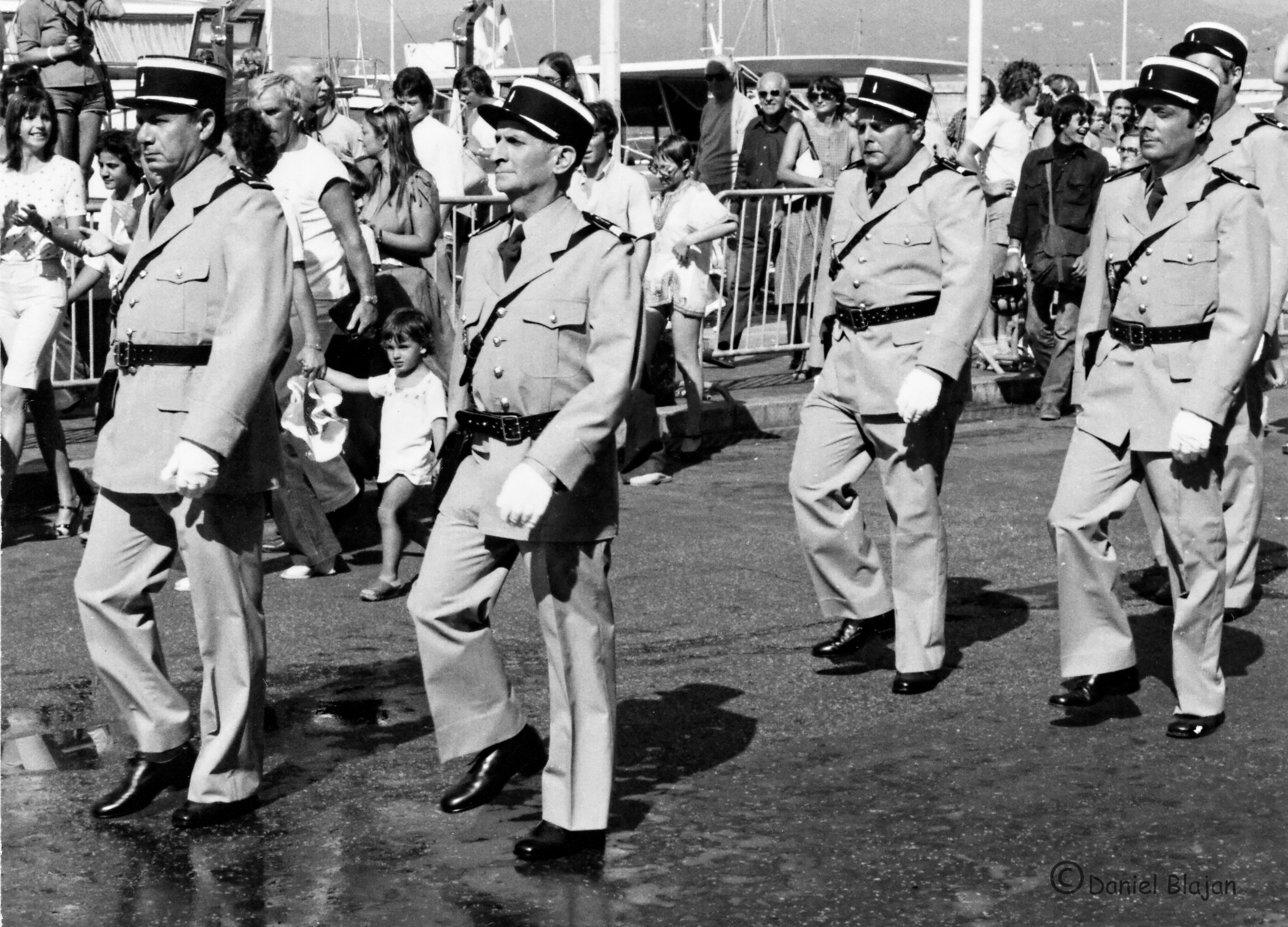
Bien que diminué, Louis de Funès revient au Gendarme neuf ans après dans Le Gendarme et les Extraterrestres (1979).

En septembre 1977, fort de son retour réussi sur grand écran, Louis de Funès a fait part au producteur Gérard Beytout de sa volonté de retrouver le gendarme de Saint-Tropez. La série semblait terminée depuis Le Gendarme en balade (1970) mais l'acteur demeure très attaché à son personnage et à cet univers. Les excellentes audiences télévisées des quatre films témoignent de l'attrait persistant du public. Après ces années difficiles, la vedette a besoin de ce « retour aux sources » pour se jauger et revenir au confort d'un cinéma fait entre amis. Il n'a plus tourné avec Jean Girault depuis Jo (1971). Impressionné par Rencontres du troisième type, l'acteur décide que le cinquième film aura pour intrigue une rencontre entre la brigade de Saint-Tropez et des extraterrestres, thème alors dans l'air du moment. Le tournage commence à l'automne 1978 dans une belle ambiance de retrouvailles et de camaraderie. Si l'essentiel de l'équipe se reconstitue, Jean Lefebvre, écarté par la production, Christian Marin et Claude Gensac, occupés au théâtre, sont absents du film,,,. Avec l'aval de Girault, le comédien fait un pas de plus dans le processus créatif en s'immisçant dans la direction d'acteur,,. Du retard est pris pour le laisser tourner à son rythme et reprendre les scènes à sa guise.
Le Gendarme et les Extraterrestres est, dans l'ensemble, très mal accueilli par la critique, même si certains estiment que la seule prestation de Louis de Funès le sauve. Le film, sorti en février 1979, est un énorme succès avec 6 millions d'entrées en plus d'un an,. Ce retour éclatant du Gendarme neuf ans après offre à Louis de Funès le dernier triomphe commercial de sa carrière — le troisième meilleur score d'un Gendarme et la première place du box-office annuel. Dès lors, Louis de Funès proclame ne plus vouloir tourner qu'avec Jean Girault et les scénaristes Jacques Vilfrid et Jean Halain, ce qu'il fera.

#### L'Avareet passage à la mise en scène

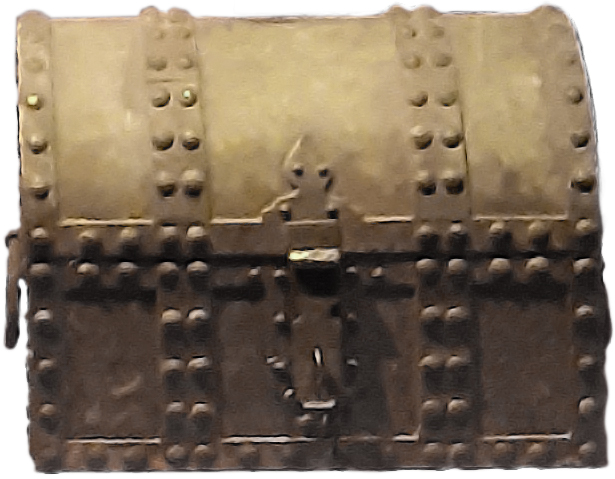
La cassette d'Harpagon dans L'Avare (1980), un vieux projet tenant à cœur à Louis de Funès.

Après ces trois nouveaux succès marquant son retour, Louis de Funès désire enfin réaliser son vieux rêve d'interpréter Harpagon de L'Avare de Molière, une pièce qui le fascine depuis plus de vingt ans, bien que dramatique. Depuis au moins 1957, il avait reçu près d'une quinzaine de propositions pour jouer la pièce, au théâtre ou au cinéma, parfois venant de metteurs en scène prestigieux, mais les a toutes refusées, effrayé par l'ampleur de la tâche, ne se sentant pas assez mûr,. L'acteur envisage d'abord un téléfilm mais les moyens offerts par les chaînes sont dérisoires au regard de ses ambitions, même s'il leur propose de tourner sans cachet. Misant sur sa popularité, Christian Fechner suggère de plutôt développer une adaptation au cinéma et lui accorde un budget de vingt millions de francs ; il lui soumet l'idée de réaliser le film. Pour la première et unique fois de sa carrière, Louis de Funès co-signe la réalisation d'un film, en s'occupant de la mise en scène et de la direction d'acteurs de L'Avare, laissant la technique à son partenaire expérimenté Jean Girault, déjà derrière dix de ses films,. Tourner son adaptation est un bonheur pour lui, même s'il connaît plusieurs difficultés avec le texte,,.
Malgré une importante promotion, L'Avare, sorti en mars 1980, est, avec 2,4 millions d'entrées, un succès modeste face à ses résultats habituels au box-office, sans toutefois constituer un échec commercial,. L'accueil critique est très contrasté, entre éloges et attaques violentes envers le film et son interprète principal co-réalisateur, ; c'est d'ailleurs la seule fois où l'avis de la critique importe à Louis de Funès, qui espérait que sa fidélité à l'œuvre soit reconnue. Six mois après la sortie du film, il juge lui-même : « J'ai manqué mon Avare ». Il a néanmoins offert à Molière son plus important succès au cinéma. Il aurait eu pour ambition de reprendre et adapter au cinéma d'autres grands classiques de Molière, un pari risqué commercialement, auquel l'insuccès relatif de L'Avare met fin.
Le 2 février 1980, lors de la 5e cérémonie des César, un mois avant la sortie en salles de L'Avare, Louis de Funès reçoit un César d'honneur pour l'ensemble de sa carrière, des mains de l'acteur comique américain Jerry Lewis. La décision de l'Académie des arts et techniques du cinéma a été influencée par le fait qu'il se soit lancé dans la réalisation d'un film et parce que le projet de L'Avare symbolise l'union attendue du théâtre classique de Molière et du cinéma comique français populaire, déjà saluée par le ministre de la Culture lors d'une visite sur le tournage. Un extrait du film est projeté après que l'acteur a reçu sa récompense,,. Claude Gensac raconte que l'acteur était au départ opposé à recevoir cette récompense et n'a accepté qu'après avoir été convaincu par son producteur Fechner puis d'autres amis.
Son projet suivant, annoncé lors du tournage de L'Avare, doit être Le Gendarme et la Revanche des Extra-terrestres, prolongeant l'intrigue du cinquième film,. Suivant la volonté de Louis de Funès de tourner un film muet, souvent évoquée mais sans cesse reportée, le film se déroulerait dans l'espace, serait presque muet, et montrerait beaucoup d'effets spéciaux, des scènes en apesanteur et des trucages vidéo.

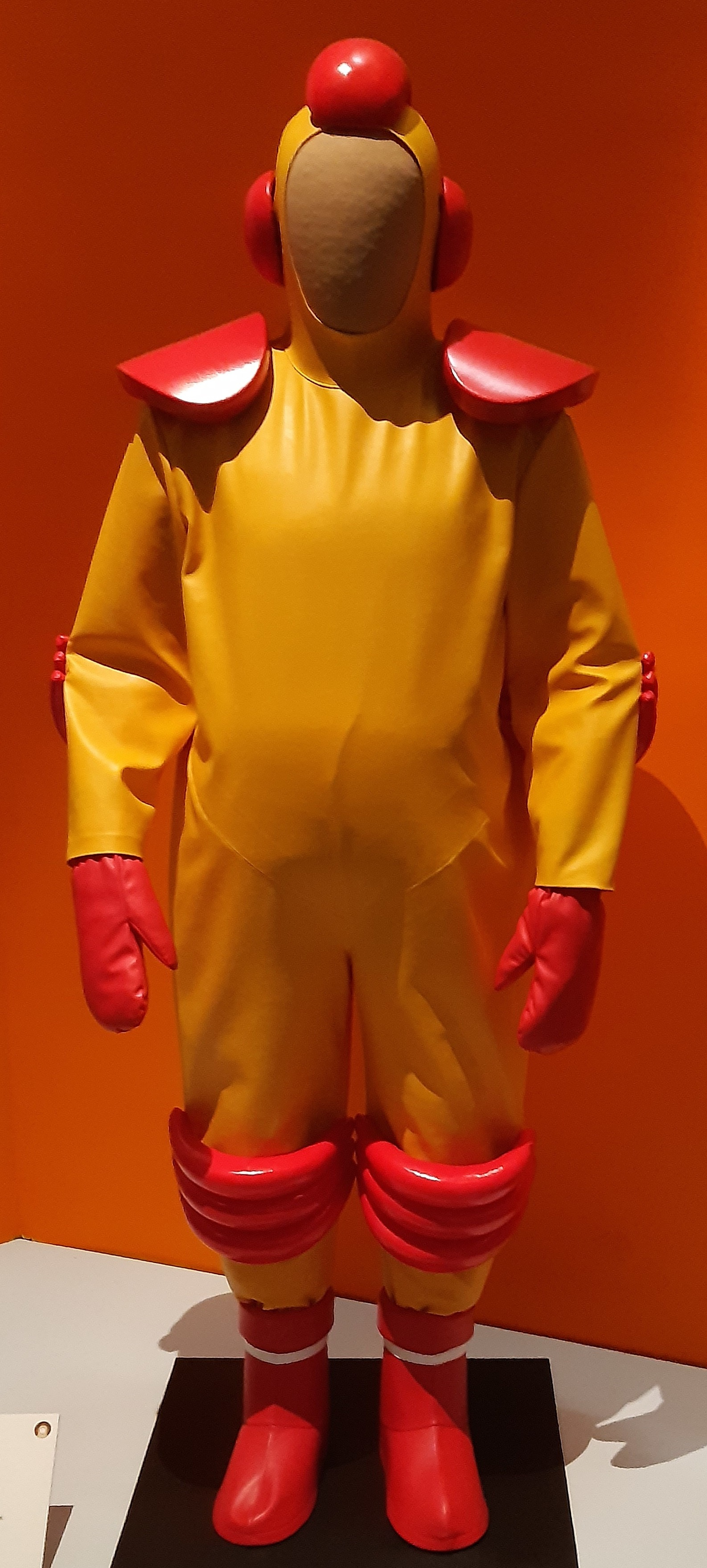
Réplique du costume de La Denrée dans La Soupe aux choux (1981).

Séduit par le roman La Soupe aux choux de René Fallet, peu après sa parution en 1980, Louis de Funès décide d'en tirer un film, qu'il fait produire à Fechner. L'acteur rencontre l'écrivain puis entreprend lui-même l'adaptation en scénario du roman, avec l'aide de son fidèle co-scénariste Jean Halain. Outre Jean Carmet, qu'il avait connu dans ses années de galère, et Jacques Villeret, il s'entoure encore de sa proche « famille de cinéma » . Le tournage, très confortable, a lieu à l'été 1981,. Les fermes des deux héros sont construites à la campagne puis remontées en studios pour permettre à Louis de Funès de tourner les nombreuses scènes de nuit en pleine journée, un luxe destiné à préserver sa santé. Comme sur L'Avare, l'acteur partage ouvertement la réalisation et le montage avec Jean Girault mais cette fois-ci sans signer le film. Dans son jeu, il livre pour la première fois, brièvement, des notes dramatiques,. La Soupe aux choux, sorti en décembre 1981, enregistre 3 millions d'entrées en un an. La critique est assassine.
En hommage à Jean Gabin, mort en 1976, et malgré leurs relations sur Le Tatoué, Louis de Funès initie la création du prix Jean-Gabin, qui est décerné de 1981 à 2008. À la même époque, Macha Béranger enregistre de longs entretiens avec Louis de Funès pour son émission Allô Macha sur France Inter. « Sans-sommeil » assidu, écoutant régulièrement l'émission de nuit de l'animatrice, il se livre exceptionnellement sur sa jeunesse, sa carrière, la religion, et ses valeurs, et trouve en Béranger une grande amie, à tel point qu'une rumeur de liaison en naît.
Louis de Funès lance ensuite avec un sixième Gendarme. Le projet d'un retour des extra-terrestres est de nouveau écarté, pour ne pas lasser son public après déjà deux films sur le sujet,. L'arrivée des premières femmes dans la Gendarmerie française inspire finalement l'introduction de recrues féminines dans la brigade de Saint-Tropez. Louis de Funès continue de partager la mise en scène avec Jean Girault — là encore sans la signer,. L'acteur semble très fatigué,. Il se ressource pendant les pauses en s'amusant avec sa petite-fille de trois ans, Julia,. Les précautions médicales prises pour lui étalent le tournage,,. Michel Galabru reconnaît que Jean Girault et lui-même partageaient la crainte de se voir annoncer la mort de Louis de Funès à chaque matin de tournage. C'est étonnamment le réalisateur qui connaît une rapide dégradation de son état et disparaît après la fin des prises de vues tropéziennes,. Le film s'achève aux studios de Boulogne, dans la douleur, sous la direction de l'assistant-réalisateur Tony Aboyantz, aidé de toute l'équipe,. Les derniers plans tournés par Louis de Funès dans sa carrière sont donc réalisés là même où il avait tourné sa première apparition au cinéma en 1945, dans La Tentation de Barbizon. Le Gendarme et les Gendarmettes, sorti en octobre 1982, enregistre 4,1 millions d'entrées en un an. La critique descend le film, et juge la série devenue trop longue et immuable.

#### Derniers projets, mort et obsèques
Après Le Gendarme et les Gendarmettes, de nouveaux projets attendent Louis de Funès, dont la carrière semble loin d'être terminée, bien qu'il soit affaibli. Malgré la mort de Jean Girault, un septième Gendarme est envisagé. Richard Balducci imagine notamment plusieurs idées de suites dans la veine science-fiction du cinquième film,. La série de films pourrait se prolonger autant que le désire Louis de Funès, légitime de tourner autant de nouvelles suites qu'il veut,. D'autre part, pendant le tournage de son dernier film en mai 1982, il déclarait dans un entretien rêver de reprendre Oscar pour une centaine de représentations avant la fin de l'année,. Pendant la postsynchronisation, il avait croisé Gérard Oury dans les studios, et tous deux ont été tentés de relancer Le Crocodile. L'acteur annonce aussi diverses envies d'adaptations ou de collaborations avec des artistes qu'il apprécie comme Coluche, Patrice Leconte, Thierry Le Luron ou même Chantal Goya.
Trois semaines avant sa mort, il vient deux jours à Paris pour voir la pièce Papy fait de la résistance de Christian Clavier et Martin Lamotte au théâtre du Splendid, avec Christian Fechner qui veut en faire un film avec lui. Le producteur tient à ce qu'il tourne avec de nouveaux jeunes comiques, pour réitérer la réussite qu'avait été L'Aile ou la Cuisse avec Coluche. La pièce plaît à l'acteur et il rencontre la troupe après le spectacle pour parler de l'idée de film,. Le second soir, Fechner l'emmène à un spectacle du Grand Orchestre du Splendid. Ces deux soirées l'ont rendu heureux selon Fechner, qui pense qu'il a apprécié de rencontrer cette jeune génération qui l'admire et désire travailler avec lui ; il se souvient d'un de Funès « d'une forme éblouissante » et « extraordinairement drôle » ces deux soirs. Il donne son accord de principe pour Papy fait de la résistance, lançant le projet, mais demande que son rôle soit réduit afin de ne pas fatiguer son cœur.

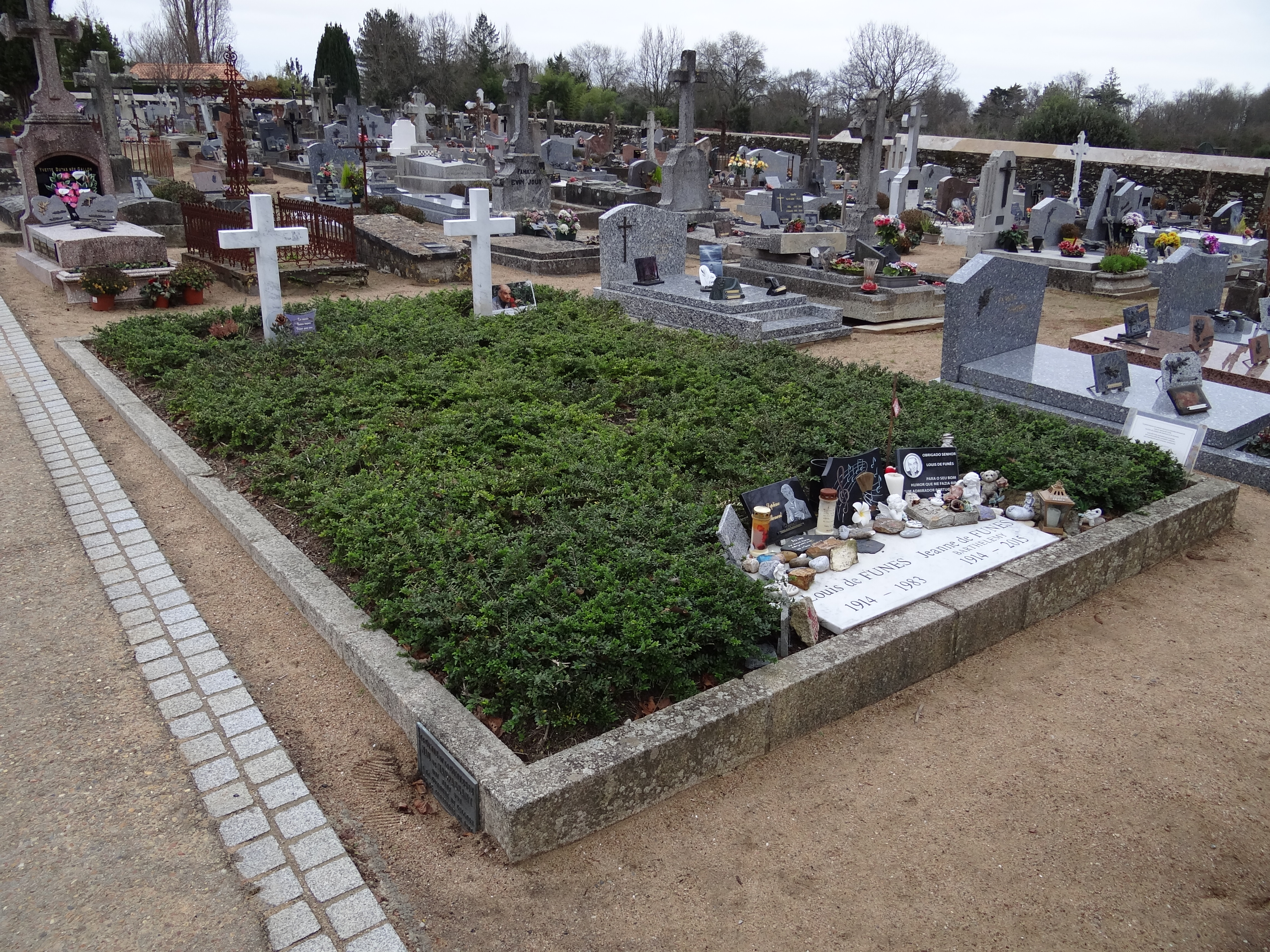
La tombe de Louis de Funès et son épouse au cimetière du Cellier.

En janvier 1983, après les vacances scolaires de Noël, Louis de Funès part en famille quelques jours à la montagne, aux Arcs, mais l'altitude le fatigue beaucoup et, atteint d'une grippe, il doit retourner au Cellier. Il s'affaiblit et garde le lit. Le jeudi 27 janvier 1983, il parcourt une dernière fois sa roseraie pendant peu de temps. À 19 h, il est victime d'un troisième infarctus et est emmené une demi-heure plus tard d'urgence en ambulance au Centre hospitalier universitaire de Nantes où il meurt à 20 h 30, à l'âge de soixante-huit ans,,.
Le Parisien libéré et Presse Océan ont le temps de refaire leur une du lendemain sur sa mort, probablement averti par un personnel hospitalier, tandis que Libération publie une brève,,. Le lendemain, et le surlendemain pour le reste de la presse, tous les médias font leur une sur ce qui est vécu comme un drame national. Jeanne de Funès et ses deux enfants ne reçoivent aucune visite, et les gendarmes du Cellier gardent les abords du château de Clermont. Alors en tournée, Michel Galabru intervient en duplex de Rennes, très ému, dans le journal Antenne 2 Midi, et parle de son partenaire à l'écran comme d'« un frère », raconte sa drôlerie et le qualifie de « comique national », tout en rappelant sa popularité en dehors des frontières. Coluche, son partenaire de L'Aile ou la Cuisse, est l'invité du journal de 20 heures d'Antenne 2.
L'ancien président Valéry Giscard d'Estaing et son épouse lui rendent hommage. Le ministre de la Culture, Jack Lang, déclare que « le plus bel hommage qui sera rendu à Louis de Funès sera celui d'un très grand nombre d'anonymes qu'il continuera, par delà la mort, d'amuser et de divertir ». Le Premier ministre, Pierre Mauroy, envoie une longue lettre de condoléances à la famille de Funès. Georges Marchais adresse, au nom du Parti communiste français, ses condoléances à Jeanne de Funès.

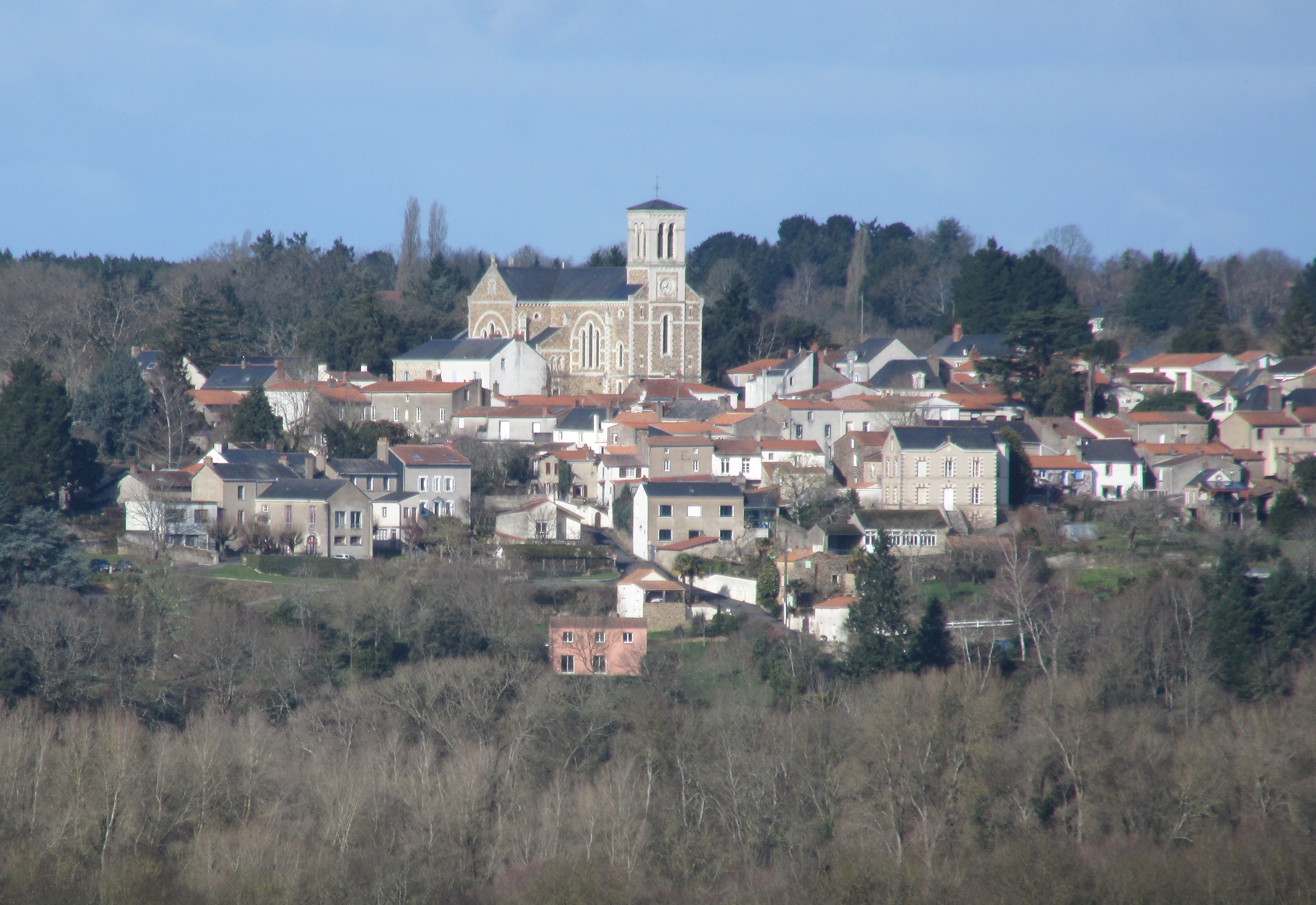
Les obsèques de l'acteur sont célébrées dans l'église Saint-Martin du Cellier.

Bien que les obsèques soient prévues « dans la stricte intimité », plus de 3 000 personnes sont présentes le samedi 29 janvier 1983 dans l'église Saint-Martin du Cellier bondée, alors que le village du Cellier a moins d'habitants,. À l'inverse, peu de personnalités ont fait le déplacement, alors que les enterrements de célébrités en rassemblent d'habitude beaucoup. Seuls des compagnons de jeu comme Michel Galabru, Jean Carmet, et Colette Brosset, ainsi que les producteurs Christian Fechner et Gérard Beytout et le compositeur Raymond Lefebvre sont aperçus,. Anne-Aymone Giscard d'Estaing est aussi présente, en remerciement du soutien de l'acteur lors de la campagne de 1981,. Il est inhumé au cimetière du Cellier, sa tombe orientée vers le jardin de son château.
La télévision française lui rend hommage en bouleversant ses programmes : TF1 re-diffuse La Zizanie le soir du 30 janvier, Antenne 2 Le Corniaud le 1er février et FR3 annonce la première diffusion de L'Avare pour le mois de mars. Les témoignages continuent encore pendant plusieurs jours dans les médias. Le 4 février 1983, l'émission Aujourd’hui la vie est consacrée à Louis de Funès : la présentatrice Nicole André invite notamment Claude Gensac, Marthe Mercadier, Daniel Gélin, Robert Dhéry et Christian Marin pour parler de l'acteur,.
Malgré sa mort, Christian Fechner poursuit le projet de Papy fait de la résistance. Le rôle prévu pour Louis de Funès n'était pas encore vraiment fixé : Jean-Marie Poiré explique qu'« il est mort alors que nous n'en étions qu'à l'élaboration des personnages, qu'il n'y avait pas deux lignes de dialogue écrites ». Les scénaristes envisageaient notamment pour lui, entre autres, le rôle de « Papy » ou celui du demi-frère d'Hitler,. Pour pallier la disparition de l'acteur, Fechner parvient à distribuer tous les rôles à des acteurs connus, en plus de ceux du Splendid, formant ainsi une distribution « all-stars », tels Le Jour le plus long (1962) ou Paris brûle-t-il ? (1966), avec de nombreux comédiens ayant tourné avec Louis de Funès comme Michel Galabru, Jacqueline Maillan, Jacques Villeret, Julien Guiomar et Jean Carmet. Papy fait de la résistance, sorti en octobre 1983, est un succès avec plus de quatre millions d'entrées,. Le film est dédié à Louis de Funès, car il a permis le lancement du projet.

### Vie privée

#### Mariages et enfants
Le 27 avril 1936, Louis de Funès, qui est alors étalagiste, épouse à Saint-Étienne sa première femme, Germaine Louise Élodie Carroyer (1915-2011),,,,. Un enfant, Daniel (1937-2017), naît de cette union. Le couple se sépare en août 1939, après trois ans de mariage, mais le divorce n’est prononcé que le 13 novembre 1942. Daniel de Funès de Galarza aura deux enfants : Laurent de Funès de Galarza, né le 29 décembre 1961, comédien et scénariste, qui a deux filles, Lola de Funès de Galarza, née le 13 Août 1998 et Paloma de Funès de Galarza, née le 2 Avril 2002. Thierry de Funès de Galarza, né le 10 Juillet 1963 et décédé le 29 Mai 2012 à Rueil-Malmaison.

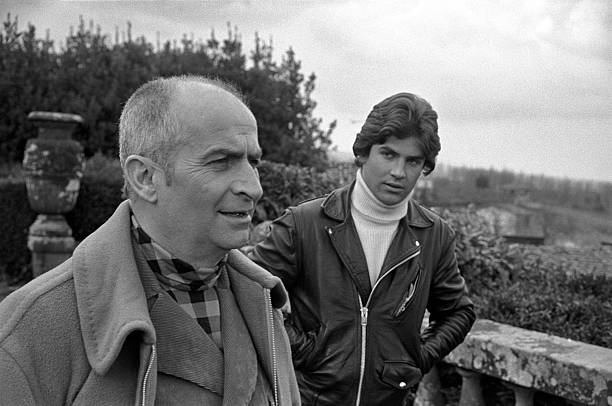
Louis de Funès et son fils Olivier lors du tournage de L'Homme orchestre en 1970.

Louis de Funès se remarie le 20 avril 1943 dans le 9e arrondissement de Paris, avec Jeanne Augustine Barthélemy, dite « Nau de Maupassant » (Nancy, 1er février 1914 - Ballainvilliers, 7 mars 2015), nièce de Charles Nau de Maupassant (sans lien de parenté avec l’écrivain Guy de Maupassant). Le couple habite alors un petit deux-pièces au 42 rue de Maubeuge. Le 27 janvier 1944, naît son deuxième fils, Patrick et, le 11 août 1949, le troisième, Olivier, qui tiendra six rôles aux côtés de son père au cinéma : Fantomas se déchaîne, Le Grand Restaurant, Les Grandes Vacances, L'Homme orchestre, Sur un arbre perché, Hibernatus et un rôle au théâtre dans Oscar. Olivier a lui même trois enfants, la philosophe Julia de Funès, née en 1979, et des jumeaux, Adrien et Charles, nés en 1996,.

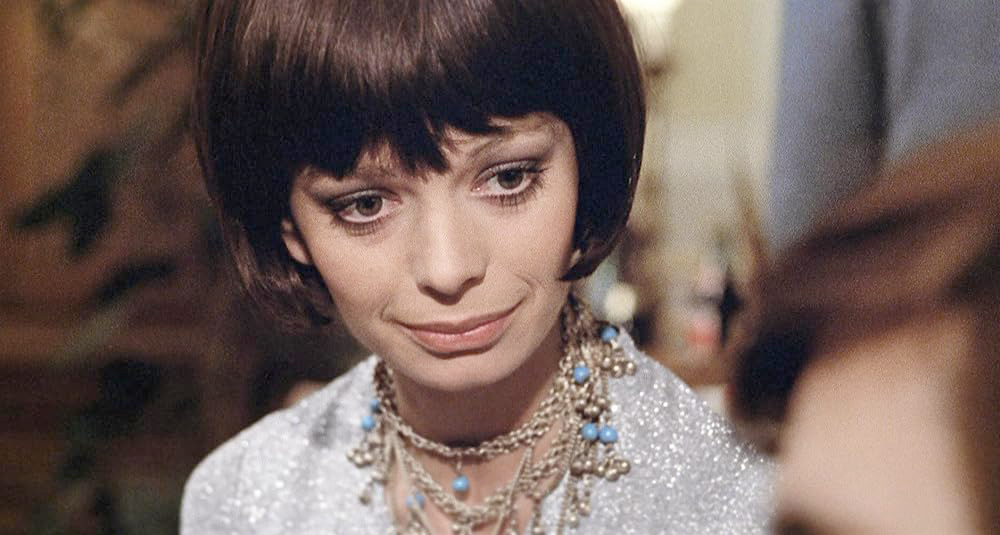
Sa nièce Isabelle de Funès en 1973, fille de sa sœur « Mine » est mannequin, actrice puis photographe.

En 1962, Jeanne joue son épouse dans le film de Francis Rigaud, Nous irons à Deauville. Elle conseille par ailleurs souvent son mari dans le choix de ses films, négocie ses cachets, discute parfois avec ses réalisateurs, créant des exaspérations. Sur le tournage de La Grande Vadrouille, Bourvil serait intervenu pour lui interdire le plateau. C’est elle qui choisit Claude Gensac pour jouer à l’écran l’épouse de Louis de Funès. L’actrice avait dit à propos de Jeanne : « Je pense que seule sa femme pouvait le gérer et le calmer. Elle l’a beaucoup soutenu ». Néanmoins, il aurait entretenu une liaison régulière avec Macha Béranger durant les treize dernières années de sa vie,.
Selon son biographe Jean-Jacques Jelot-Blanc, « Dans sa vie privée, Louis de Funès n'était pas très drôle. Et ses compagnons de cinéma, acteurs, producteurs, ne l'aimaient pas beaucoup, mais il avait le public avec lui. De Funès était très timide et surtout très économe. Après une journée de tournage, il n'allait pas faire la fête avec les autres, il aimait cultiver ses roses et son potager. Cela s'explique notamment par son succès tardif.[…] Cela lui vaudra beaucoup de mépris de la part de certains acteurs, comme Jean Marais ».

#### Convictions religieuses et politiques
Fervent catholique, Louis de Funès est très pratiquant et possède, selon son confesseur, « une foi profonde ».
Ses idées politiques sont proches de celles du gaullisme. Homme de droite, il déclare beaucoup aimer Charles de Gaulle ainsi que Georges Pompidou, et avoir apprécié dans sa jeunesse la CGT et les réformes du Front populaire lorsque ont été accordés les premiers congés payés. Plusieurs sources d'extrême droite lui ont prêté des idées royalistes et traditionalistes, mais, s’il admirait le roi Louis XVI — il lui arrive d'assister à la messe annuelle commémorant son exécution —, il n’était pas royaliste.
Olivier de Funès raconte qu'en mai 68 son père s'intéresse peu au mouvement social, mais « trouve sympathique que des jeunes manifestent leurs griefs à l'égard des hommes politiques », qu'il n'apprécie pas ; il est en revanche effrayé par « la chasse aux sorcières qui se profile », « n'admet pas que des professeurs d'université, des journalistes ou même des patrons d'entreprise paient les pots cassés », fait souvent référence à la Terreur, et se moque de certains tribuns de la contestation. Au cours de l'année il se déclare étonnamment du côté de la jeunesse dans quelques déclarations médiatiques, par exemple au magazine Noir et Blanc : « Oh oui, j'aime les jeunes, je ne me sens à mon aise qu'à leur contact (…) il est normal qu'ils réagissent, et, pour ne rien vous cacher, je trouve que ces révoltes sont encore trop timides ». Il a plus tard un regard amer sur les événements : « Ça m'a flanqué un coup, mai 68. On a voulu tout transformer, tout libérer, redevenir jeune ».
Pour Louis de Funès, les grèves et révoltes de mai 68 se traduisent par l'arrêt progressif du tournage du film Le Gendarme se marie. Alors que, par solidarité avec les autres grévistes français, les techniciens se retirent peu à peu, l'acteur continue pourtant de se présenter au maquillage chaque jour, pour marquer son opposition, n'étant préoccupé que par son film,. Le Syndicat français des acteurs lui enjoint de faire grève. La plupart des tournages en France, français ou étrangers, sont déjà interrompus, paralysés par les grèves ou par les pénuries d'essence. Ne parvenant pas à le convaincre d'arrêter le travail, Jean Girault fait appel à Daniel Gélin, alors en vacances à Saint-Tropez. Cet acteur, ami de Louis de Funès, lui fait remarquer que l'ensemble de l'équipe technique du film est de toute façon déjà à l'arrêt, qu'il se couvre de ridicule, et qu'il est possible que la gauche arrive au pouvoir en l'absence du général de Gaulle : « Si la gauche prend le pouvoir, ce sera comme l'épuration. Tu t'en souviens… Et tu seras montré du doigt ! ». Louis de Funès cesse de travailler le 24 mai. Jean Girault a raconté que l'acteur, très inquiet, lui avait révélé l'emplacement d'un coffre contenant une grosse somme d’argent qu'il aurait enterré dans les jardins de son château, et qu'il lui demandait de remettre à sa femme et ses enfants au cas où cette révolte lui coûterait la vie ; une fois l'ordre revenu et les transports rétablis, l'acteur est retourné un week-end au Cellier et a déplacé son trésor,. Le tournage du Gendarme se marie ne reprend que le 6 juin, après un vote à bulletins secrets de l'équipe.
Malgré ses opinions, il a des rapports cordiaux avec des personnalités de gauche. Lors du tournage de La Folie des grandeurs, l'acteur s'entend parfaitement avec Yves Montand mais évite le sujet politique, Patrick de Funès expliquant que « Montand était obnubilé par une rhétorique socialo-communiste hermétique au commun des mortels : « Le pire, c'est qu'il est sincère, il y croit à ses histoires, disait mon père. C'est vraiment casse-bonbons ». ». Durant son long séjour à l'hôpital en 1975, Louis de Funès échange longuement avec Georges Marchais, secrétaire général du Parti communiste, lui aussi victime d'un infarctus la même année,. Néanmoins, Michael Lonsdale raconte que sur le tournage d'Hibernatus, en 1969, Jeanne de Funès cherchait à connaître les opinions politiques de tous les membres de l'équipe pour s'assurer qu'il n'y ait pas de gens d'extrême gauche, de communistes,,.
Louis de Funès n'affiche pas publiquement ses opinions, jugeant qu'un acteur ne doit pas s'engager politiquement ; mais en 1981, alors que la droite semble sur le point de perdre le pouvoir, il apporte pour la première fois son soutien à un homme politique,. Avec des artistes comme Brigitte Bardot et Alain Delon, il fait ainsi partie des acteurs appelant à voter pour Valéry Giscard d'Estaing lors de l'élection présidentielle,. Il participe notamment à une réunion publique pour la réélection du président pendant l'entre-deux tours, le 3 mai 1981, sous le chapiteau de la porte de Pantin. Selon Patrick de Funès, il aurait soutenu Giscard pour s'attirer les bonnes faveurs de Marcel Dassault pour la carrière de pilote de son fils Olivier, qui ne trouvait alors pas de travail, mais avait fait là une erreur puisque l'avionneur était le soutien de Jacques Chirac. Bien que n'appréciant pas le nouveau président socialiste François Mitterrand, qu'il trouve dédaigneux, il est ému par l'abolition de la peine de mort. En 1982, lors d'une interview croisée avec Coluche, il déclare qu'il aurait voté pour lui s'il avait maintenu sa candidature à l'élection présidentielle.

## Travail d'acteur

### Inspirations
Certains de ses films se fondent sur des sujets d'actualité, comme l'antisémitisme en France dans Les Aventures de Rabbi Jacob, l'émergence de la nourriture industrielle et de la malbouffe dans L'Aile ou la Cuisse ou encore la pollution et la surproduction industrielle dans La Zizanie.

### Ressorts humoristiques

#### Art du comique

Dessin figurant Louis de Funès dans une de ses mimiques.

Selon le comédien Dominique Zardi, le « roi des troisièmes couteaux » avec plus de cinq cents films à son actif dont une dizaine aux côtés de Louis de Funès, ce dernier était un acteur déjà très perfectionniste à ses débuts : il déclare à son sujet que « c'est d'ailleurs pour ça que beaucoup de gens l'ont considéré comme un voleur de rôles car dès qu'il apparaissait à l'écran, c'était fini, il emportait tout et on ne voyait que lui ».
Les critiques de cinéma sont partagés sur son talent, certains louent le « comique complexe » du numéro 1 du « comique à la française », même si d'autres considèrent très dommageable que, comme d'autres grandes vedettes françaises, hormis pour quelques films comme L'Avare, il n'ait « pas toujours [eu] la main heureuse dans le choix de [ses] metteurs en scène ». Pierre Bouteiller, critique sur France Inter, relativise cela en rappelant qu'« on allait voir un film de de Funès, on n'allait pas voir un film avec de Funès ». Jean-Louis Bory méprise le cinéma « franchouillard » de Louis de Funès et ses « films dont on dit qu'ils sont hilarants. Comme les gaz. Et qu'on projette, comme il est naturel, dans des chambres à gaz camouflées en salles de cinéma : les gens n'y voient que du feu et ils s'y précipitent, les malheureux ». Le basculement de beaucoup de critiques a lieu pour La Grande Vadrouille. Henry Chapier, pourtant peu suspect de tendresse à l'égard du cinéma dit « commercial », aime ce « conte féerique et burlesque » : pour lui, « La Grande Vadrouille est au cinéma de divertissement ce que Pierrot le Fou est au cinéma d'art et d'essai ».
Louis de Funès a su marier dans son jeu cinq formes comiques qui ont fait son succès : le comique de gestes, le comique de situation, le comique de langage, le comique de caractère, le comique de répétition.
Les capacités du comédien à mimer et à faire des grimaces sont les principaux aspects de son humour. Beaucoup de ses mimiques et grands gestes sont très proches des gags de dessins animés, c'est le cas notamment dans Oscar, dans la fameuse scène de l'énorme crise de nerfs, quand par exemple il tire sur son nez comme si c'était un élastique et quand il le relâche il reçoit un coup en pleine figure, et on pourrait en citer bien d'autres de cette même séquence. Ces gags de dessins animés apparaissent également dans La Folie des grandeurs, entre autres dans la scène du bain, où Yves Montand fait passer la serviette par les oreilles de Louis de Funès. Le mime est pour lui essentiel pour ponctuer ses mots : « Quand on décrit une forme de bouteille avec ses deux mains, expliquait-il en joignant le geste à la parole, la bouteille est là, on la voit. Elle flotte un instant dans l’espace, même quand le geste est terminé. » Il joue aussi beaucoup sur la répétition dans une scène de ses gestes ou paroles. De plus, le ressort de son humour est aussi capté dans le caractère excessif des sentiments et émotions qu’il exprime, que ce soit la peur ou le désespoir – feint ou réel – de son personnage. Il excelle en particulier dans l’expression de la colère : grognements, bruits de la bouche, gifles répétitives sur les autres personnages, grands gestes, etc. Ses rôles se prêtaient volontiers à ce jeu : ses personnages sont souvent hypocrites, antipathiques, sans être, la plupart du temps, méchants ou incapables de rédemption. De Funès disait que rien ne le faisait plus rire, dans la vie courante, qu’une personne en engueulant une autre, sans que cette dernière puisse répliquer. Il évitait les ressorts sentimentaux. Ainsi il n'a donné que trois baisers de cinéma de toute sa carrière : le premier dans le film le Dortoir des grandes d’Henri Decoin où il embrasse l'actrice Line Noro sur la bouche, ; le deuxième dans Comme un cheveu sur la soupe dans la scène finale où il demande à Noëlle Adam qui l'a embrassé sur la joue de l'embrasser sur la bouche ; enfin dans La Zizanie, où de Funès et Annie Girardot se font un bref baiser.

« Personnage autoritaire et colérique, petit, trépignant et fébrile (un faciès grimacier et mobile au sein duquel le nez qui tombe dans la bouche est toujours en mouvement). C'est le réactif par excellence. Il dépense des énergies sans la moindre efficacité (va dans tous les sens, conspire, gratte, chatouille) (…) Il est toujours prêt à exploser mais sa colère est finalement rentrée, étouffée, refoulée à l'instant où on s'attend à ce qu'elle déclenche un orage. C'est la colère impuissante. En ce sens, il représente l'impuissant type, il est le signe agité du refoulé. Voir aussi tous les signes d'agression physique sur sa personne : pincements, étirement du nez, des oreilles, doigts dans les yeux, coup au front du plat de la main… »

— Richard Demarcy, Éléments d'une sociologie du spectacle.
Sa petite taille (1,64 m) contrastait avec celle de ses partenaires plus grands (par exemple Bourvil avec 1,70 m, dans la moyenne nationale, et Yves Montand qui s'approchait des 1,85 m) et ajoutait un autre élément comique au personnage.

#### Évolution de son jeu d'acteur et «personnage»
Analysant la filmographie funésienne, Claude Raybaud considère que Louis de Funès interprète un « personnage de cinéma » bien défini qu'il reprend de film en film, avec des variations. Dans L'Avare, le rôle d'Harpagon lui permet de retrouver des attitudes d'autorité et de cynisme déjà présentes dans son personnage, et de forcer sur son aspect colérique et intraitable, mais l'empêche toutefois de se montrer tendre ou peureux comme peuvent l'apparaître à certains moments ses personnages.

#### Art du déguisement

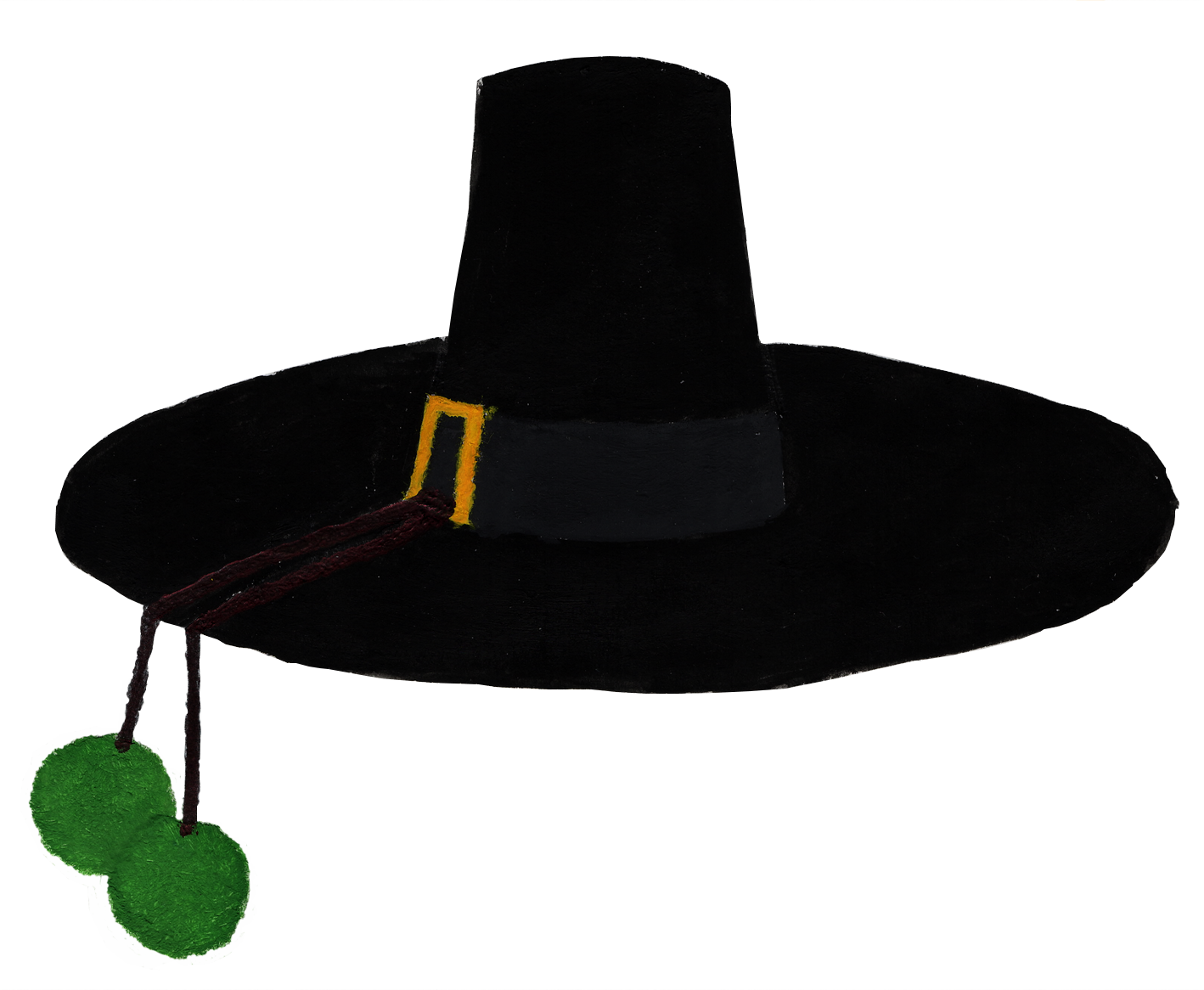
Le chapeau à pompons vert de Don Salluste dans La Folie des grandeurs.

Même s’il n’a pas souvent eu l’occasion d’y recourir dans les nombreux films auxquels il a participé, de Funès portait volontiers des déguisements pour accentuer, parfois jusqu’à l'outrance, les situations comiques dans lesquelles il faisait évoluer ses personnages.
On peut retenir parmi tous ces déguisements et caricatures : son déguisement en poète maniéré portant une perruque dans Le Grand Restaurant, en femme voilée, en général et en Thierry la fronde dans Le Gendarme de Saint-Tropez, en Chinois et en policier américain dans Le Gendarme à New York, en marin, en buisson et en hippie dans Le Gendarme en balade, en religieuse dans Le Gendarme et les Extra-Terrestres, en gendarmette dans Le Gendarme et les Gendarmettes, en pirate, en évêque et en colonel de l'armée italienne dans Fantomas se déchaîne, en Écossais portant le kilt et en fantôme dans Fantomas contre Scotland Yard, en marinier belge dans Les Grandes Vacances, en kayakiste dans Le Petit Baigneur sans oublier les costumes de la Belle Époque dans Hibernatus, en mécanicien dans Le Corniaud, en soldat allemand au casque trop grand dans La Grande Vadrouille, en Grand d'Espagne et en dame de la cour dans La Folie des grandeurs, en rabbin hassidique dans Les Aventures de Rabbi Jacob, en vieille femme, en Américain et en chauffeur dans L'Aile ou la Cuisse, en Harpagon dans L'Avare (avec sa coiffe et sa queue en plumes de paon) mais on retiendra avant tout son déguisement de gendarme dans la série du Gendarme.
Les couvre-chefs sont souvent trop grands pour lui, afin de moquer sa petite taille, que ce soit sa casquette dans Des pissenlits par la racine, son casque de la Wehrmacht dans La Grande Vadrouille ou sa casquette de marin dans Les Grandes Vacances.

#### Duos célèbres
Le talent du comédien fonctionnait bien dans le cadre de duos réguliers ou occasionnels avec des acteurs très divers.
Son duo le plus marquant est celui formé avec Bourvil dans Le Corniaud et surtout dans La Grande Vadrouille.
Il constitue un vrai binôme avec Claude Gensac, connue pour le surnom que Cruchot lui donne dans la série des Gendarmes : « Ma biche », qui fut la complice féminine des personnages de de Funès ; elle a souvent joué sa femme à l’écran, à tel point que beaucoup de Français croyaient (et croient encore) que Claude Gensac était aussi sa femme dans la vie. Elle a en fait joué avec lui dans onze films répartis sur une période de trente ans. Ils font connaissance au début de l'année 1952 lorsqu'elle est encore fiancée à Pierre Mondy, le partenaire de de Funès dans la pièce La Puce à l'oreille. Lors de leur première rencontre effective au cinéma (fin 1952 dans La Vie d'un honnête homme, un mois après leur confrontation théâtrale dans Sans cérémonie), et alors qu'ils forment un duo de serviteurs, elle apparaît à demi-dénudée sous la main baladeuse de Michel Simon.
Son duo avec Yves Montand dans La Folie des grandeurs a produit plusieurs scènes restées célèbres, comme le réveil avec les rimes en « or » ou le nettoyage des oreilles,,.
Il rencontre Jean Gabin au cinéma dans La Traversée de Paris dans une scène d'anthologie, quand celui-ci est un monstre sacré depuis longtemps et trouve ici le rôle qui va changer sa carrière. Il le retrouve dans Le Gentleman d'Epsom mais ne jouera vraiment en duo avec lui que dans Le Tatoué, même si leur collaboration n'a pas toujours été sereine (Gabin reprochant à de Funès son jeu et ses « moulinettes »).
Avec Jean Marais, avec qui il a joué dans Le Capitaine Fracasse, il constitue un duo célèbre du cinéma français dans son rôle du Commissaire Juve dans la série des Fantomas : Fantomas, Fantomas se déchaîne et Fantomas contre Scotland Yard), qui a d'ailleurs amené Jean Marais à lui reprocher de lui voler la vedette, malgré son double rôle.
Il forme un véritable tandem avec Annie Girardot dans La Zizanie, qui dira plus tard combien elle l'avait apprécié et comme sa perte lui fut douloureuse lorsqu'il est décédé.
Louis de Funès a joué de célèbres scènes avec Coluche dans L'Aile ou la Cuisse mais le jeu et la présence de cet acteur sont trop en retrait par rapport au sien pour composer un véritable duo.
L'acteur a aussi beaucoup joué avec Michel Galabru, son supérieur dans la série des Gendarmes, en lui servant de faire-valoir burlesque. Mais les deux s'opposent plutôt que de former un vrai duo, tout comme avec Bernard Blier dans Jo et Le Grand Restaurant, qui a aussi joué avec lui dans Les Hussards.

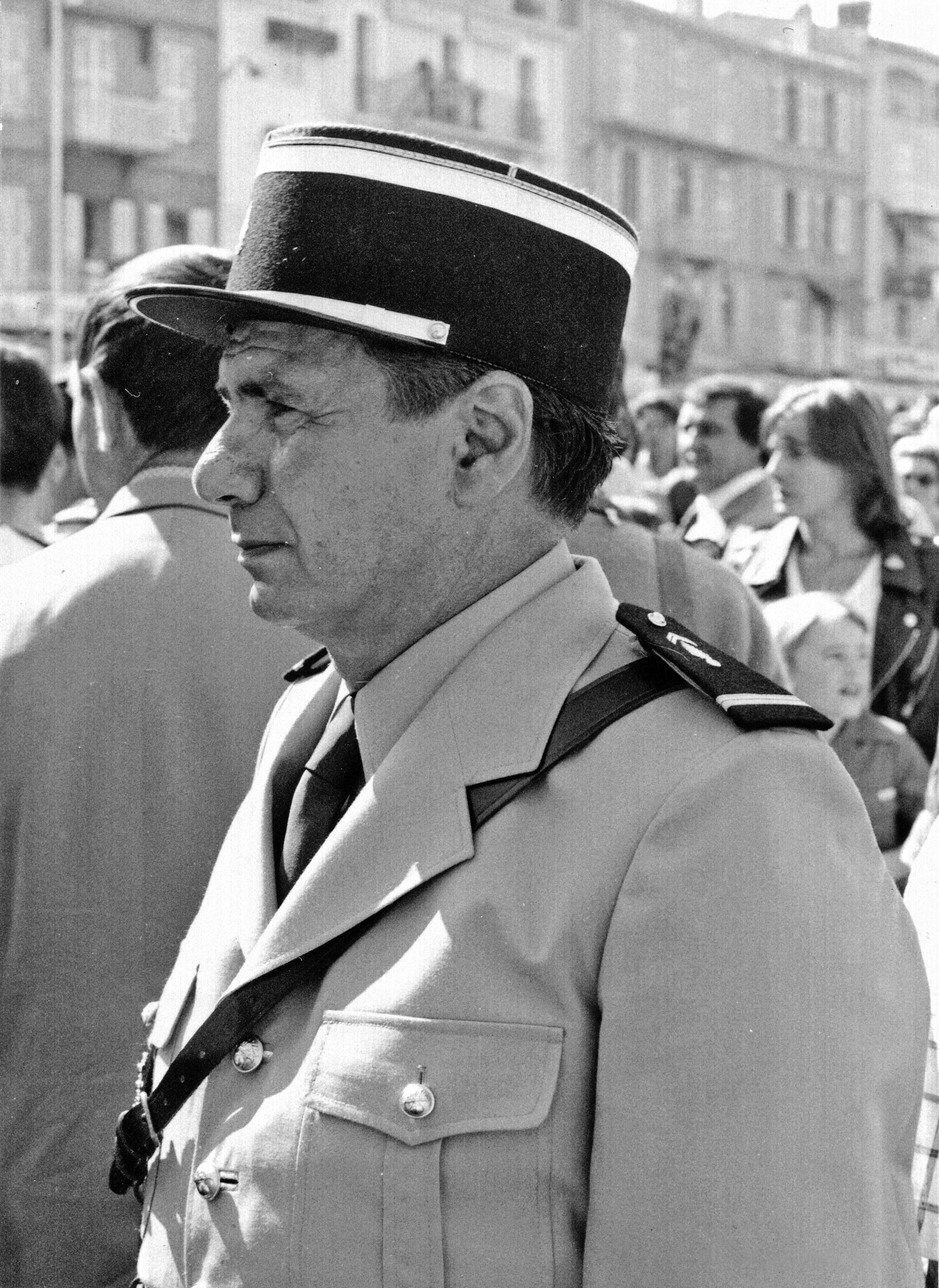
Michel Galabru (ici en 1978, sur le tournage du Gendarme et les Extra-Terrestres), un des partenaires réguliers de Louis de Funès.

Il a joué avec son fils, Olivier de Funès, dans Les Grandes Vacances, L'Homme orchestre, Le Grand Restaurant, Sur un arbre perché, Fantomas se déchaîne et Hibernatus, celui-ci y tenant un second rôle, parfois de fils.
D'autres acteurs ont joué plusieurs fois avec lui sans qu'il s'agisse de duos, notamment Maurice Risch dans Les Grandes Vacances, Le Grand Restaurant, La Zizanie et certains épisodes de la série du Gendarme.
Il fut également aux côtés de Fernandel dans Le Mouton à cinq pattes, Mam'zelle Nitouche et Boniface somnambule au cinéma, ainsi que sur disque dans Un client sérieux de Georges Courteline en 1954.
Il a joué avec le duo Guy Grosso et Michel Modo dans la série des Gendarmes ou encore Le Grand Restaurant et aussi dans des films où les deux acteurs jouent des rôles secondaires comme Le Corniaud, La Grande Vadrouille, L'Avare, etc.
Noël Roquevert est l'acteur ayant le plus tourné avec Louis de Funès, dans vingt-trois films, mais pas en duo.

#### Sens artistique et musical
Selon Colette Brosset, Louis de Funès avait « la musique et la danse dans la peau ». Sa capacité à assimiler et à servir une chorégraphie était étonnante. Ses arabesques font merveille dans des films comme Ah ! les belles bacchantes, Le Grand Restaurant, L’Homme orchestre ou Les Aventures de Rabbi Jacob.

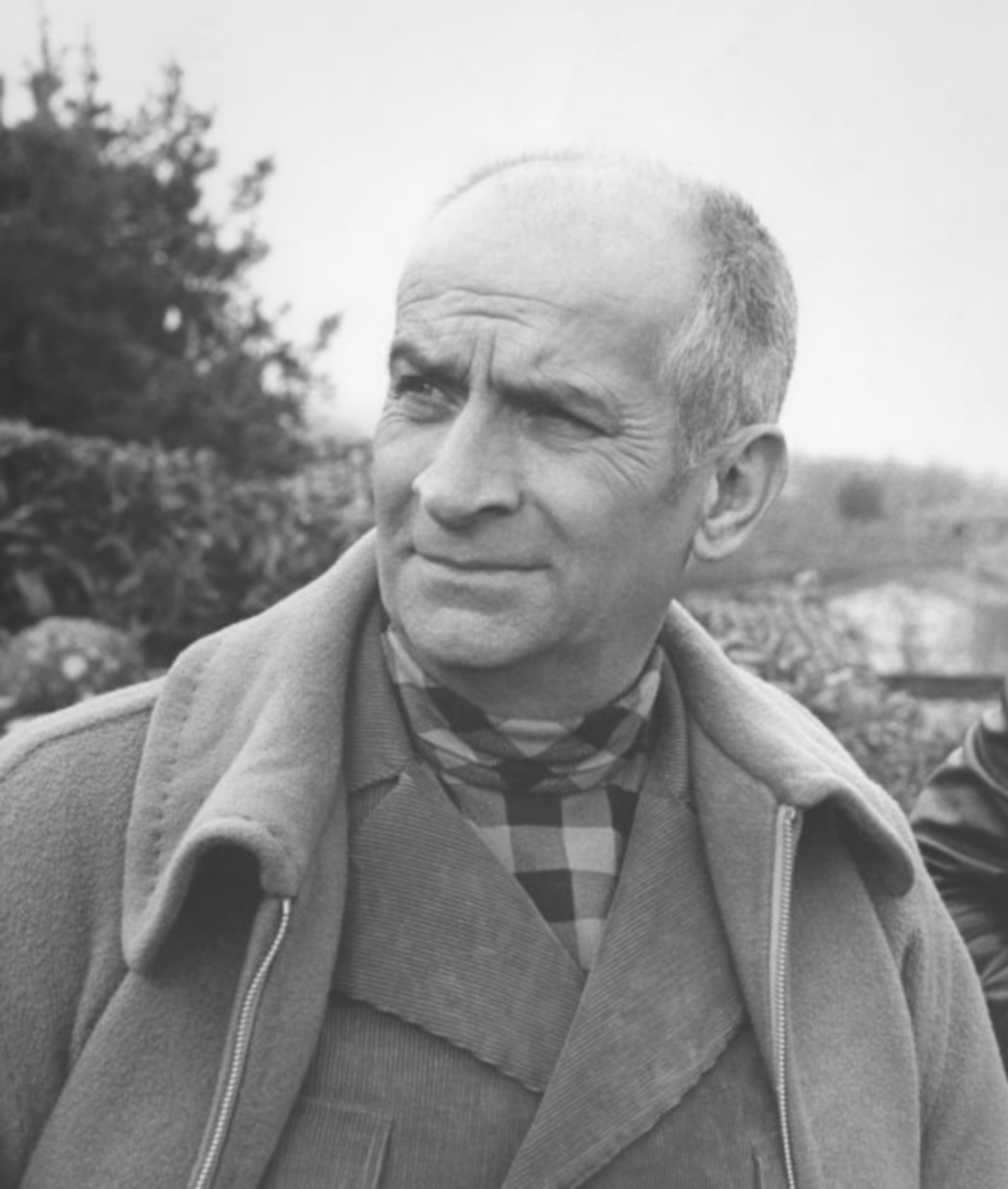
L'acteur lors du tournage de L'Homme orchestre, dans un parc de Bassano Romano, en Italie, en mars 1970.

Dans Taxi, Roulotte et Corrida, il exécute un flamenco. Perfectionniste, il indiquera au sujet de sa célèbre prestation de danse hassidique : 

« Il faut que je danse aussi bien que les danseurs juifs. L'effet comique ne vient pas du ridicule, au contraire ! »

— Louis de Funès
Ses talents de pianiste apparaissent également dans les films suivants : Comme un cheveu sur la soupe de Maurice Régamey, Je n’aime que toi, de Pierre Montazel, Frou-frou, d'Augusto Genina, ou encore Ah ! les belles bacchantes, de Jean Loubignac (avec Francis Blanche au chant, dans Chanter sous le soleil, des célèbres Bouvart et Ratinet). Travailleur acharné, par respect pour les artistes professionnels, il préfère éviter paradoxalement le piano loisirs.

### L'acteur vu par la critique et le milieu du cinéma

#### Durant sa carrière
Au début de sa carrière, Louis de Funès est comparé à Charlie Chaplin par des critiques du journal britannique The Times, qui le qualifient de « Chaplin français ».

### Collaborations avec des réalisateurs et scénaristes
Louis de Funès a régulièrement collaboré avec les mêmes réalisateurs et scénaristes, et particulièrement Jean Girault, qui le laissait libre dans son jeu et dans ses improvisations. Les deux hommes ont travaillé sur douze films : Pouic-Pouic, Faites sauter la banque, les 6 Gendarmes, Les Grandes Vacances, Jo, L'Avare et La Soupe aux choux. Ils ont même réalisé L'Avare ensemble. À part ce film et La Soupe aux choux, les films réalisés par Jean Girault ont été écrits avec Jacques Vilfrid. L'acteur a également collaboré à quatre reprises avec Gérard Oury, qui lui a offert ses plus grands succès : Le Corniaud, La Grande Vadrouille, La Folie des grandeurs et Les Aventures de Rabbi Jacob. Une cinquième collaboration a même été envisagée Le Crocodile. Mais le double infarctus de Louis de Funès a fait tomber le projet à l'eau. Jean Halain est l'auteur de nombreux scénarios de films mettant en vedette Louis de Funès : la trilogie Fantomas, Le Grand Restaurant, Oscar, Hibernatus, L'Homme orchestre, et L'Avare. L'acteur a également prononcé les mots de Michel Audiard dans Les dents longues (1953), La Bande à papa (1956), Le Diable et les Dix Commandements (1962 - 6e épisode), Le Gentleman d'Epsom (1962), Des pissenlits par la racine (1964), Une souris chez les hommes (1964) et Les Bons Vivants (1965).

## Succès et reconnaissance
En mars 2015, un sondage BVA pour Doméo et la Presse régionale classe Louis de Funès comme acteur préféré des Français avec 24,8 %.

### Poids dans le box-office français
| Rang | Titre                               | Année | Entrées        |
| ---- | ----------------------------------- | ----- | -------------- |
| 1    | La Grande Vadrouille                | 1966  | 17,28 millions |
| 2    | Le Corniaud                         | 1965  | 11,74 millions |
| 3    | Le Gendarme de Saint-Tropez         | 1964  | 7,81 millions  |
| 4    | Les Aventures de Rabbi Jacob        | 1973  | 7,29 millions  |
| 5    | Les Grandes Vacances                | 1967  | 6,99 millions  |
| 6    | Le Gendarme se marie                | 1968  | 6,83 millions  |
| 7    | Le Gendarme et les Extra-Terrestres | 1979  | 6,28 millions  |
| 8    | Oscar                               | 1967  | 6,12 millions  |
| 9    | L'Aile ou la Cuisse                 | 1976  | 5,84 millions  |
| 10   | La Folie des grandeurs              | 1971  | 5,56 millions  |

Acteur ayant joué dans 103 films ayant dépassé les 1 million d'entrées au cinéma, il est l'acteur français longtemps considéré comme le plus « bankable » de l'histoire du cinéma français,.

### Cachets, contrats et imprésarios

#### Évolution de ses rémunérations
Après les salaires des petits boulots et les maigres cachets de ses soirées de pianiste dans les cabarets, Louis de Funès connaît au début de sa carrière les petits cachets, au théâtre et au cinéma, comme figurant ou silhouette, qu'il enchaîne de façon espacée. Pour quelques semaines à partir du 28 décembre 1945, il obtient chaque soir un cachet de 250 anciens francs pour un rôle de figuration dans La Maison de Bernarda Alba au théâtre des Champs-Élysées. Sa première apparition au cinéma dans La Tentation de Barbizon (1946) lui vaut un cachet de 300 anciens francs pour une silhouette. Pour sa première apparition créditée au générique d'un film, dans Croisière pour l'inconnu (1948), il touche un cachet de 50 000 anciens francs pour dix jours de tournage. En 1948, dans la superproduction Du Guesclin, il doit être payé 10 000 anciens francs pour un petit rôle mais parvient à s'ajouter d'autres rôles dans le film, et donc récupérer plusieurs cachets (dont un de 15 000 anciens francs, plus plusieurs petits de figurant de 200),. Ces journées de travail sont relativement bien payées — à une époque où le salaire moyen d'un ouvrier est d'un peu plus de 2 000 anciens francs par mois — mais restent rares pour l'« acteur de complément » qu'il est. Pour son petit rôle pittoresque de général espagnol dans Mission à Tanger (1949), il est rémunéré 27 000 anciens francs, soit un peu plus que d'autres acteurs débutants du film comme Jean Richard ou Gérard Séty (tous deux 25 000), ce qui s'expliquerait par sa part de création du rôle et ses apparitions plus fréquentes dans le film.
En entrant dans les années 1950, Louis de Funès multiplie les petits rôles au cinéma de façon de plus en plus rapprochée, avec un film tous les un ou deux mois, pour quelques jours de tournage, parfois un seul. Au cours de la décennie, il accumule les apparitions, en alternant entre des cachets de second rôle, consistants ou maigres, de figuration et de silhouette. Pour Au revoir monsieur Grock (1950), il touche un cachet de 900 anciens francs par jour, pour de la figuration parmi les milliers d'autres spectateurs du spectacle du clown Grock. Il perçoit un cachet de 7 500 anciens francs pour son apparition dans Knock (1951). Sa seule journée de tournage dans Boniface somnambule (1951), face à Fernandel, lui vaut un cachet de 20 000 anciens francs, tandis que la vedette en reçoit un de 4 millions.
La valeur de ses paies augmente peu à peu, comme la durée de ses rôles, et il parvient à devenir un second rôle bien payé. Il touche un cachet de 195 000 anciens francs pour son rôle dans Monsieur Leguignon lampiste (1952), contre 2 millions pour le premier rôle Yves Deniaud. Pour son second rôle dans le film L'Étrange Désir de monsieur Bard (1954), il reçoit 400 000 anciens francs. Ses quatre jours de tournage pour Poisson d’avril (1954), notamment face à Bourvil, lui valent 250 000 anciens francs, dont 25 000 pour son agent. Il est rémunéré de 270 000 anciens francs, dont 27 000 pour son agent, pour Le Mouton à cinq pattes (1954), face à Fernandel et son cachet de 15 millions. Alors que Noël Roquevert devait jouer pour 800 000 anciens francs un rôle secondaire dans L'Impossible Monsieur Pipelet (1955), Louis de Funès récupère finalement le rôle mais pour 660 000 anciens francs de cachet.
La même année, en pleine répétitions de la comédie satirique engagée Nekrassov, qui a contribué à faire connaître l'aphorisme "désespérer Billancourt", Jean-Paul Sartre le remplace car il fait trop penser à Pierre Lazareff, patron du grand quotidien populaire France-Soir. Le théâtre Antoine l'indemnise de 250 000 anciens francs. Pour Papa, maman, ma femme et moi (1955), il touche 815 000 anciens francs, soit près du triple de son cachet pour Papa, Maman, la Bonne et moi (1954) ; l'ensemble des transfuges du premier film a vu leurs cachets augmenter, mais pas dans de telles proportions.
Pour La Bande à papa (1956), destiné à lancer la carrière au cinéma de Fernand Raynaud, Louis de Funès a un cachet plus important que le héros du film, avec 900 000 anciens francs, contre 600 000 pour Raynaud, tandis que l'expérimenté Noël Roquevert en touche deux millions.
Tout en continuant les apparitions en second rôle, Louis de Funès obtient ses premiers rôles principaux en étant sous contrat pour trois films avec le producteur Jules Borkon, le premier étant Comme un cheveu sur la soupe (1957). Le deuxième film dont il tient le premier rôle, Ni vu, ni connu (1958), lui permet d'accéder à une somme qu'il n'avait jamais atteint, 3 millions d'anciens francs pour huit semaines de tournage, soit l'équivalent du budget de tous les petits rôles du film. Le troisième film du contrat, Taxi, Roulotte et Corrida (1958), lui rapporte 8 millions d'anciens francs, contre 2,4 millions pour Raymond Bussières et 1,1 million pour Guy Bertil, deux vedettes de l'époque dans des seconds rôles. Pour son second rôle dans Le Capitaine Fracasse (1961), il est avec 35 000 nouveaux francs le deuxième acteur le mieux payé de la distribution, derrière la vedette Jean Marais et son cachet de 260 000 nouveaux francs, et devant les jeunes Philippe Noiret, Geneviève Grad et Gérard Barray, aux rôles cependant bien plus importants. Gérard Oury se souvient que, lorsqu'il l'engage dans Le crime ne paie pas (1962), l'acteur est, pour un court second rôle, déjà très cher : « Il avait une certaine connaissance de sa propre valeur. Ce n'était plus un acteur qui faisait de petits cachets. Il était même déjà très cher pour une seule journée ou pour quelques heures de tournage. ».

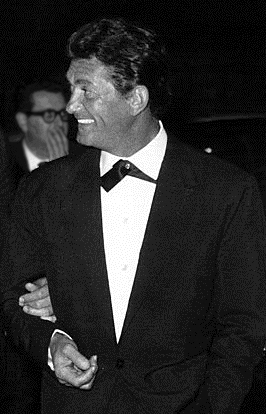
Du premier au troisième Fantomas, Jean Marais voit le cachet de Louis de Funès dépasser le sien, tout comme l'importance de son rôle.

Pour Le Gendarme de Saint-Tropez (1964), petite production dont il tient le premier rôle, Louis de Funès négocie un cachet de 60 000 francs mais aussi un droit de regard sur la distribution et les modifications du scénario, et s'engage pour trois films avec le producteur Gérard Beytout. Pour Fantomas la même année, il touche un cachet de 200 000 francs, contre 300 000 francs pour la star Jean Marais, tandis que Mylène Demongeot, le premier rôle féminin, reçoit 33 000 francs, et le second rôle Jacques Dynam 12 000 francs. Pour Le Corniaud (1965), Louis de Funès touche le tiers du cachet de Bourvil, la véritable vedette du film à la signature du contrat,. Le succès du Gendarme de Saint-Tropez, consolidé les mois suivants par ceux de Fantomas et Le Corniaud, permet au comédien d'acquérir la stature de solide tête d'affiche, au grand potentiel commercial, accédant ainsi à des cachets plus élevés. Pour Le Gendarme à New York, son cachet est de 400 000 francs, plus un pourcentage sur les bénéfices. Pour la suite de Fantomas, Fantomas se déchaîne (1965), le contrat de Louis de Funès prévoit une paie de 200 000 francs plus 5 % des recettes jusqu'à 50 000 francs, soit 250 000 francs, contre au moins 400 000 francs — et un pourcentage des bénéfices — prévus pour Jean Marais.
Sur La Grande Vadrouille, en 1966, Bourvil et Louis de Funès ont désormais le même cachet, et les deux acteurs touchent chacun 1,4 % des recettes dès lors que le film dépasse les 15 millions de francs de bénéfices. À la sortie du film, Pierre Billard de L'Express rapporte : « Louis de Funès gagnait 20 000 francs par film il y a cinq ans ; 40 000 francs, il y a quatre ans ; 150 000 francs il y a deux ans ; 500 000 francs, l'année dernière ; il peut demander aujourd'hui jusqu'à 900 000 francs. ». Pour le troisième et ultime Fantomas, Fantomas contre Scotland Yard (1967), il finit par dépasser Jean Marais : ce dernier reçoit avec son cachet plus des parts sur les recettes du film la somme de 400 000 francs, laquelle comprend les honoraires de son agent, tandis que de Funès a un cachet fixe de 500 000 francs. Devenu une valeur sûre, l'acteur enchaîne les succès. La constance de ses résultats au box-office avec un potentiel de départ d'au moins un million de spectateurs à chaque film justifie un cachet très élevé. Ainsi, il touche 1,5 million de francs pour Le Tatoué (1968), contre 1 million pour son partenaire Jean Gabin. En 1969, à l'apogée de son succès commercial, et année d'Hibernatus, l'hebdomadaire Valeurs actuelles le classe comme le deuxième acteur le mieux payé de France, avec en moyenne 3,5 millions de francs par film, derrière Jean-Paul Belmondo (cinq millions de francs) et devant Alain Delon (trois millions) et Annie Girardot (2,5 millions), alors qu'un second rôle touche 400 000 francs en moyenne par film. Son cachet pour Le Gendarme en balade (1970) montre la progression dans ses revenus en six ans puisqu'il touche 2,6 millions de francs, soit le double du budget total du premier film. En 1970, il doit tourner L'Homme orchestre pour un cachet de 500 000 francs, en vertu d'un contrat de trois films avec la Gaumont, signé en 1967 après Le Grand Restaurant (1966), mais réclame de réévaluer cette somme sur ses cachets actuels, exigeant 2 millions de francs, ce que d'autres producteurs lui proposent à la même époque : Alain Poiré s'y oppose, offrant seulement une énorme augmentation sur un contrat suivant, et, en représailles, l'acteur fait durer le tournage du film, causant des millions de francs de dépassement de budget, sans néanmoins parvenir à faire céder Poiré,.
Dans les années 1970, où il tourne de gros succès comme Le Gendarme en balade (1970), La Folie des grandeurs (1971), Les Aventures de Rabbi Jacob (1973), L'Aile ou la Cuisse (1976) ou bien Le Gendarme et les Extra-Terrestres (1979), Louis de Funès serait l'acteur le mieux payé d'Europe,. Pour les représentations à succès de La Valse des toréadors au théâtre de 1973 à 1974, il accepte d'être payé au pourcentage, âprement négocié. Il aurait été payé 6 millions de francs pour L'Avare en 1979, en tant qu'interprète, réalisateur, et scénariste, selon le biographe Jean-Jacques Jelot-Blanc. Son dernier film, Le Gendarme et les Gendarmettes en 1982, suite de cinq précédents triomphes, lui vaut un confortable cachet de 3 millions de francs, et 1 million pour son partenaire Michel Galabru.

### Rayonnement international

Affiche de La Grande Vadrouille au Japon.

Outre la France, les films de Louis de Funès connaissent à leur sortie une grande popularité dans plusieurs pays européens, comme l'Italie, le Royaume-Uni et l'Allemagne, mais également l'URSS et sa zone d'influence d'Europe de l'Est,,. Dans l'URSS privée des films d'Hollywood, et ouverte au cinéma étranger — surtout français et italien — depuis les années 1960, ses films rencontrent un très grand succès, notamment la trilogie des Fantomas, et le comédien qui le double en russe, Vladimir Kenigson, est vénéré et jugé là-bas meilleur que l'original. Ses films y sont acceptés car ils rient de la bourgeoisie et ne montrent pas les avantages de la société capitaliste. Les Aventures de Rabbi Jacob n'a pas droit à une sortie en URSS car traitant de l'antisémitisme. L'arrivée massive des films américains dans les années 1990 démode ensuite ses films auprès des générations suivantes. Parmi les satellites soviétiques, il est particulièrement célèbre en République tchèque,, où il est doublé au début des années 1960 par le célèbre acteur tchèque František Filipovský,, au sujet duquel de Funès déclare qu'il est son meilleur comédien de doublage, certains fans tchèques n'hésitant pas à préférer sa voix à l'original. Encore aujourd'hui, la série des Gendarmes reste populaire pour les Tchèques,,.
| Film                               | Année | Entrées (millions) |
| ---------------------------------- | ----- | ------------------ |
| Ni vu... ni connu...               | 1958  | 27, 8              |
| La Belle Américaine                | 1961  | 10,0               |
| Le Diable et les Dix Commandements | 1962  | 12,4               |
| Fantomas (film, 1964)              | 1964  | 45,5               |
| Le Corniaud                        | 1965  | 31,0               |
| Fantomas se déchaîne               | 1965  | 44,7               |
| Le Gendarme à New York             | 1965  | 17, 3              |
| La Grande Vadrouille               | 1966  | 37,8               |
| Le Grand Restaurant                | 1966  | 26,3               |
| Fantomas contre Scotland Yard      | 1967  | 34,3               |
| Oscar                              | 1967  | 27,2               |
| Le Gendarme se marie               | 1968  | 41,8               |
| Le Petit Baigneur                  | 1968  | 21,7               |
| Hibernatus                         | 1969  | 27,6               |
| L'Homme orchestre                  | 1970  | 32,7               |
| Le Gendarme et les Extraterrestres | 1979  | 35,3               |

En Allemagne de l'Ouest, Louis de Funès était au départ appelé Balduin pour des raisons inconnues. Chacun de ses films comportait ce prénom dans le titre, à l'exemple de Balduin, der Heiratsmuffel (Le Gendarme se marie) ou Balduin, der Trockenschwimmer (Le Petit Baigneur), bien que le personnage garde son nom d'origine dans le film. Par la suite, les distributeurs de RFA ayant dû admettre qu'appeler Balduin un acteur nommé Louis était absurde, ses quatre derniers films sont exploités avec son vrai prénom : Louis’ unheimliche Begegnung mit den Außerirdischen (Le Gendarme et les Extra-Terrestres), Louis, der Geizkragen (L'Avare), Louis und seine außerirdischen Kohlköpfe (La Soupe aux choux) et Louis und seine verrückten Politessen (Le Gendarme et les Gendarmettes),.
Malgré son succès européen, Louis de Funès reste relativement inconnu aux États-Unis jusqu'en 1973-1974 et ses fameuses Aventures de Rabbi Jacob, nommées pour un Golden Globe du meilleur film étranger en 1975.

### Distinctions

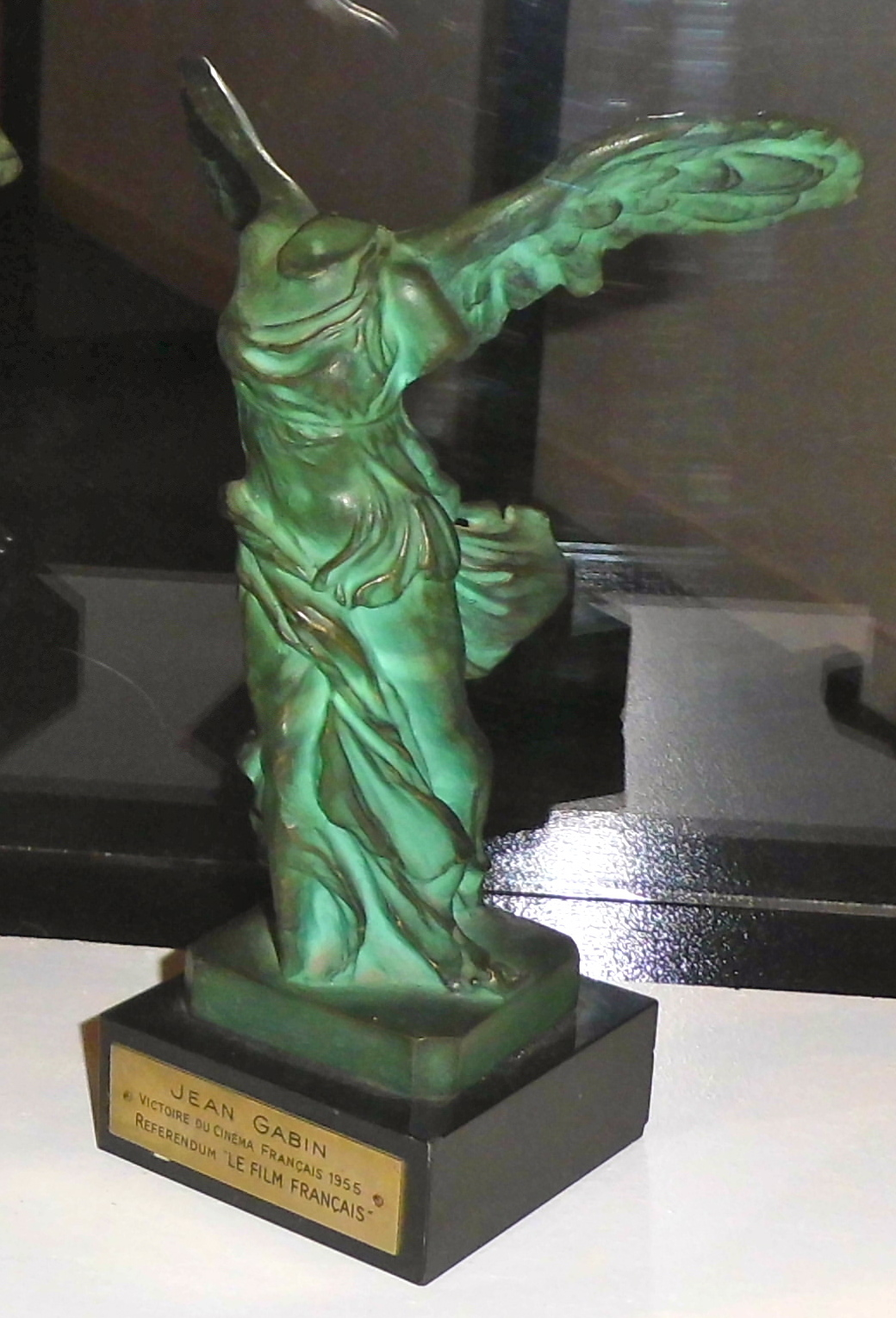
Pour Le Gendarme de Saint-Tropez, Louis de Funès remporte la Victoire du meilleur acteur français en 1965.

Louis de Funès, comparé aux autres artistes de son époque et au nombre de films qu'il a tournés, n'a pas reçu un nombre très important de récompenses.
En 1957, il reçoit le premier prix de sa carrière, le Grand Prix du rire, pour son rôle dans Comme un cheveu sur la soupe. Huit ans plus tard, lors de la 20e nuit du cinéma au théâtre Marigny, fin octobre 1965, Gina Lollobrigida lui remet une Victoire du cinéma pour son rôle dans Le Gendarme de Saint-Tropez. En 1967, il reçoit le prix Courteline pour son rôle dans le film Les Grandes Vacances. Il est récompensé en 1968 et en 1970 par le Triomphe du cinéma, prix succédant aux Victoires,. Le 1er juillet 1970, lorsqu'il tourne Le Gendarme en balade, il est reçu officiellement par le 405e régiment d'artillerie anti-aérienne à Hyères, qui le fait « première classe d'honneur » pour services rendus à la gendarmerie nationale,. Pour ce film et L'Homme orchestre, il est distingué une seconde fois par le prix Courteline,. En février 1971, il est honoré par la médaille vermeil de la ville de Paris, qu'il vient chercher dans son uniforme de gendarme de Saint-Tropez,. Il devient aussi chevalier de l'ordre des Arts et des Lettres. Le 15 mars 1973, il est fait chevalier de l'ordre national de la Légion d'honneur, honneur qu'il reçoit des mains de Gérard Oury, quatre jours avant le début du tournage des Aventures de Rabbi Jacob,. En 1975, les lecteurs du magazine allemand Bravo (en) lui attribuent le « Bravo Otto » de bronze du meilleur acteur de cinéma. Également en Allemagne, certains de ses films reçoivent le Goldene Leinwand, récompense décernée à des films ayant réalisé un box-office exceptionnel. Début 1980, il reçoit un César d'honneur pour l'ensemble de sa carrière, remis par Jerry Lewis.
Dix ans après la mort de Louis de Funès, en 1993, Gérard Oury reçoit un César d'honneur pour l'ensemble de sa carrière, au nom du « cinéma comique français », et offre la récompense à Jeanne de Funès, en hommage à son époux. Enfin, de façon posthume, Louis de Funès est classé 17e des 100 plus grands Français de tous les temps, classement établi en mars 2005 pour la chaîne de télévision France 2.
Sa renommée lui vaut également de rencontrer d'importants personnages politiques. Le 7 décembre 1967, il est reçu au palais de l'Élysée par le général de Gaulle — qui l'appelle « Maître », comme le veut la tradition envers les comédiens — pour un dîner officiel, en compagnie de son épouse et d'autres grandes personnalités de la culture,. En 1971, ou le 1er mars 1972, il joue exceptionnellement Oscar dans le jardin d'hiver de l'Élysée devant l'ensemble du gouvernement, à la demande du président de la République Georges Pompidou,. Quelques jours plus tard, le prince Rainier III l'invite à venir jouer la pièce au palais princier de Monaco, à n'importe quel prix, mais l'acteur refuse, ayant un mauvais souvenir avec Grace de Monaco. Sous la présidence de Valéry Giscard d'Estaing, il est notamment invité à un dîner officiel, à la demande du président du Gabon, Omar Bongo, en visite en France. Le Shah d'Iran est plusieurs fois venu voir Oscar au théâtre lors de ses visites en France. Le ministre de la Culture Jean-Philippe Lecat rend visite au tournage de L'Avare. Lors du tournage du même film dans l'oasis tunisienne de Nefta, il rencontre le président tunisien Habib Bourguiba, qui lui récite la tirade de Flambeau dans L'Aiglon d'Edmond Rostand.
En 1981, il a l'honneur de remettre à son ami Jean Chouquet la médaille de l'Ordre national du Mérite, à la maison de Radio France.

### Dans la culture populaire
Louis de Funès a marqué le cinéma comique français du XXe siècle. Outre les hommages honorifiques classiques tels que l'entreprise horticole Meilland qui décide, en 1984, de nommer un cultivar de rose en son hommage — la rose Louis de Funès —, ou encore la poste française qui l'honore d'un timbre postal à son effigie édité en 1998 dans le cadre d’une série consacrée aux acteurs du cinéma français, il a inspiré nombres d'artistes.
Ses traits apparaissent dans l’album de Lucky Luke intitulé Le Bandit manchot, où un personnage inspiré de lui est l’un des joueurs de cartes professionnels de Poker Gulch, une ville placée sous le signe du jeu. Il est affublé d’un subalterne, un petit malfrat du nom de Double-six, inspiré de l’acteur Patrick Préjean.
Dans un autre genre, Valère Novarina publie aux éditions Actes Sud en 1986 un éloge, Pour Louis de Funès : « Il n’était pas de bon ton de l’apprécier. Ce n’était pas assez chic. Alors que c’était un très grand acteur de théâtre. J’ai fait parler Louis de Funès comme quelqu’un d'autre a fait parler Zarathoustra ». Ce texte sur Louis de Funès a donné lieu à plusieurs versions pour la scène, notamment celle créée au Théâtre d’Angoulême par Dominique Pinon le 4 décembre 1998, dans une mise en scène de Renaud Cojo. De son côté, Marcel Gotlib utilise sa plume dans le tome III de sa Rubrique-à-brac, où il affuble Louis de Funès d'une perruque, pour y supplanter Bourvil dans Le Rectangle vert, librement inspiré du Cercle rouge de Jean-Pierre Melville, après l'avoir déjà croqué dans le tome I en tant qu'agent de police où il met fin à une bagarre survenue entre deux marionnettistes en pleine représentation.
Dans les années 2000, Alexandre Astier, véritable admirateur, lui dédie sa série télévisée Kaamelott. On peut d'ailleurs entendre dans la scène finale du dernier épisode de la série, Dies Irae, le thème principal de Jo pendant que la phrase de dédicace apparaît à l'écran.
En février 2007, Nicolas Sarkozy déclare lors de sa campagne : « Je serai un président comme Louis de Funès dans Le Grand Restaurant : servile avec les puissants, ignoble avec les faibles. ». Il est par la suite parfois comparé à l'acteur durant sa présidence,.
En 2013, le journal Télérama lui consacre un numéro spécial hors-série.
Multi-rediffusé pendant la période de confinement dû à la maladie à coronavirus 2019, l'acteur est défini par les médias comme un antidépresseur idéal,,.

### Postérité et hommages

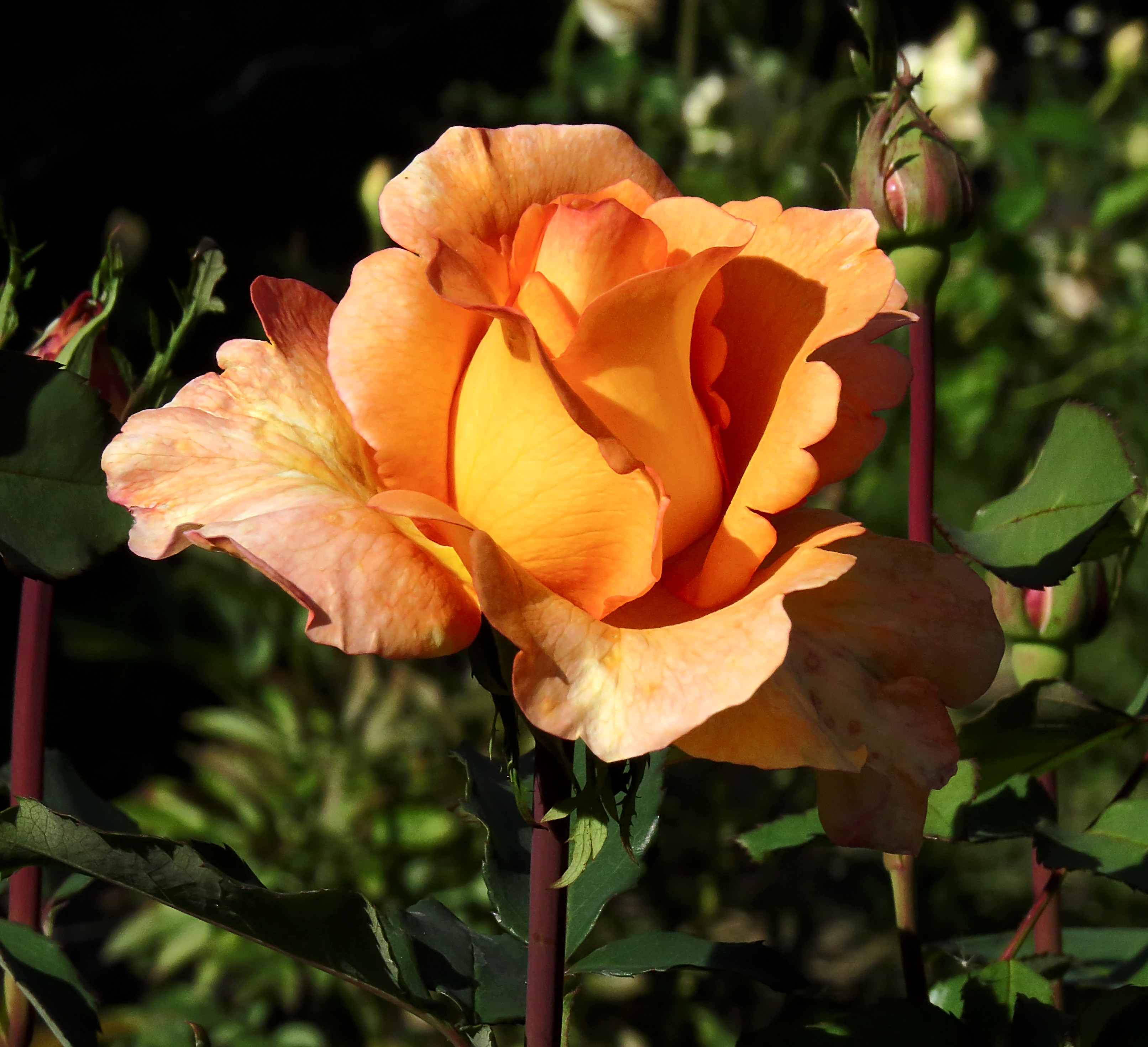
Rose Louis de Funès.

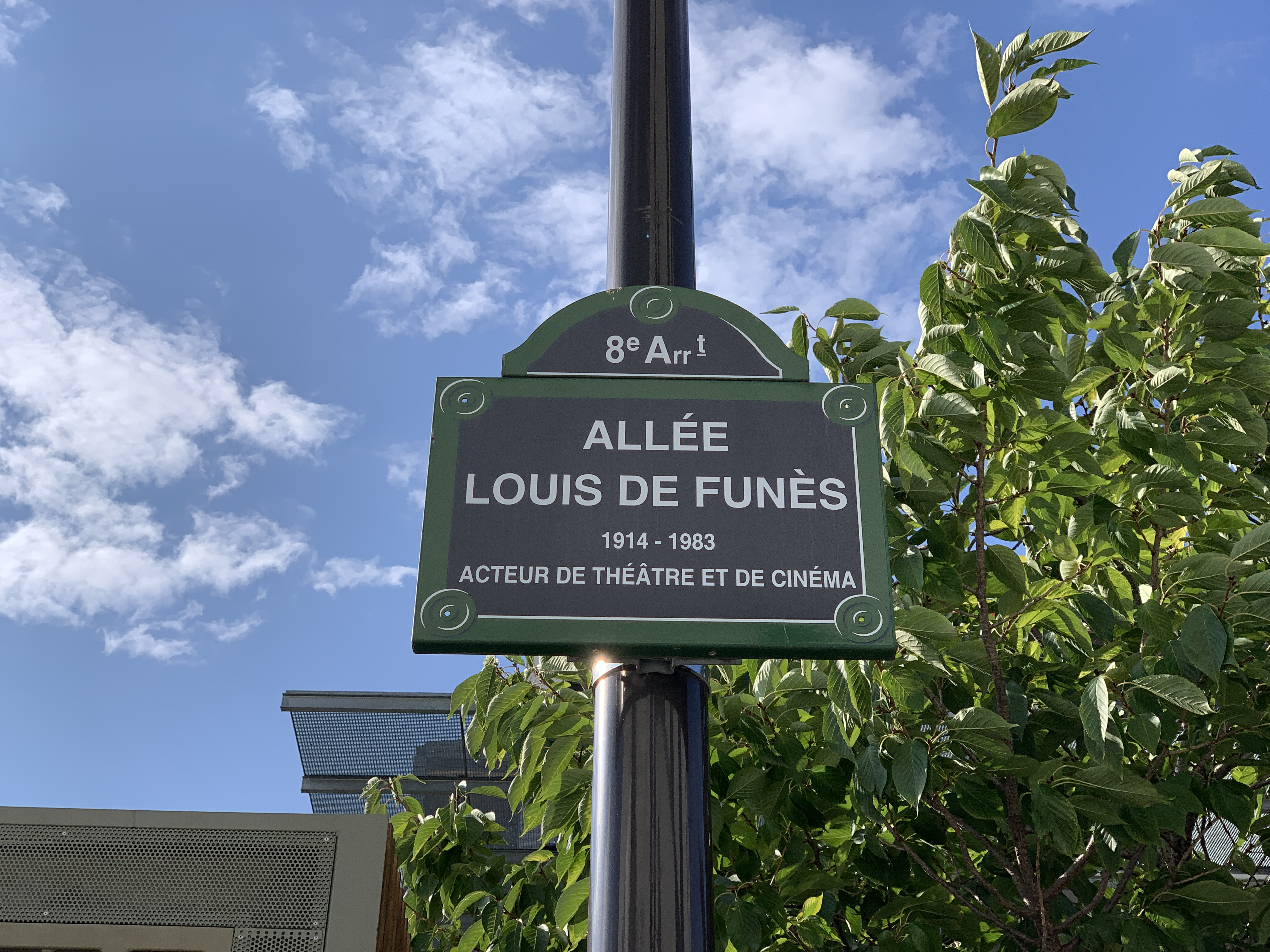
Plaque de l'allée Louis de Funès dans le.

- En 1984, une variété de rose est créée par la société horticole Meilland en son honneur, la rose Louis de Funès[166]. Cette plante fait partie des nombreux cultivars de roses portant des noms de célébrités.
- En juillet 2013, a été ouvert dans la commune du Cellier, où l'acteur résida à partir de 1967, un musée baptisé le « Musée de Louis », créé par l'association du même nom, constituée en janvier 2013 avec le soutien de la commune et du conseil général de la Loire-Atlantique[167]. Le musée a déménagé fin avril 2014 dans l'orangerie du château de Clermont, ancienne propriété de l'acteur. Le 30 octobre 2016, Charles et Roselyne Duringer, fondateurs et dirigeants du musée, annoncent que le musée ferme ses portes en raison d'un manque de financement, mais déclarent chercher une solution pour tenter de faire perdurer le musée dans un autre lieu. Le musée aura néanmoins attiré près de 66 000 visiteurs en trois ans[168]. À l'été 2017, une exposition rassemblant une partie des pièces du musée, sera organisée à Nantes au salon des Floralies (quai Henri-Barbusse, près de l’île de Versailles). En fonction du succès de cette exposition, les responsables de l'association qui gère le musée recherchent un lieu dans l’optique de le rouvrir à Nantes[169].
- En 2014, une nouvelle voie du quartier rénové de la ZAC Beaujon (8e arrondissement de Paris) est baptisée allée Louis-de-Funès[170].
- D'autres odonymes lui rendent hommage : une place dans sa ville natale de Courbevoie[171], une avenue à Tourouvre au Perche[172], des rues[173] aux Sables-d'Olonne, Montigny-le-Bretonneux, Chevry-Cossigny, Pavilly, Fleury-les-Aubrais, Anould, Allonnes[174], Saint-Priest et Almere (Pays-Bas)[175], une sente à Vernon, des allées à Château-Gontier-sur-Mayenne et Saint-Brieuc et Paris[176] ainsi qu'une impasse à Hayange.
- En 2015, dans le film d'animation Pourquoi j'ai pas mangé mon père réalisé par Jamel Debbouze, le personnage de Vladimir est basé sur Louis de Funès, les animateurs ayant utilisé des images de ses films[177].
- En 2016, à Saint-Tropez, l'ancienne gendarmerie rendue célèbre par les films du Gendarme de Saint-Tropez est transformée en musée nommé Musée de la gendarmerie et du cinéma de Saint-Tropez. Outre les Gendarmes, le musée est également axé sur Brigitte Bardot et traite de toutes les apparitions de Saint-Tropez au cinéma. Une statue grandeur nature de Louis de Funès y est exposée.
- Depuis 2016, l'association « Sur les traces de Louis de Funès » fait visiter Le Cellier à travers les lieux fréquentés par l'acteur[178].
- En 2019, est ouvert à Saint-Raphaël un musée qui lui est consacré. La ville a été choisie pour sa proximité avec Saint-Tropez, lieu de tournage de la série de films du Gendarme.
- En juin 2025, un colloque intitulé Louis de Funès, l'homme-orchestre : poétique d’un acteur comique et réception d’un phénomène populaire est organlisé à l'université de Lorraine, à Nancy[179].
- Le Vidéaste Frédéric Molas, plus connu en tant que Joueur du grenier présente à plusieurs reprise Louis de Funès comme une de ses inspirations en ce qui concerne le jeu d'acteur. C'est le cas dans plusieurs vidéos de la chaîne "Best-of du grenier", mais surtout dans la "FAQ chi*nte du grenier", sortie le 21 décembre 2014[180],[181].

## Synthèse de ses œuvres

### Théâtre
- 1926 : Le Royal Dindon de Luigi Bordèse[n 22]
- 1944 : L'Amant de paille de Marc-Gilbert Sauvajon, avec Meg Lemonnier, Jean-Pierre Aumont, Bernard Blier, mise en scène Jean Wall, théâtre Michel : figuration
- 1945 : Image anglaise de Jacques Armand, mise en scène Pierre Henry, studio des Champs-Élysées : un client
- 1945 : La Maison de Bernarda Alba de Federico García Lorca, mise en scène Maurice Jacquemont, avec Germaine Kerjean, Marthe Mellot, Silvia Monfort, studio des Champs-Élysées : figurant (28 décembre)
- 1946 : Winterset de Maxwell Anderson, mise en scène André Certes, avec Renaud Mary, Yves Vincent, Marie Carlot, Jean-Roger Caussimon, Léon Arvel, Daniel Gélin, théâtre des Carrefours : le clochard (27 janvier).
- 1946 : L'Île grande de Henriette Valet, mise en scène de Teddy Bilis, avec Louis Arbessier, Jacques Sarthou et Jeanne Stora, théâtre de l'Œuvre (1er septembre)
- 1948 : Thermidor de Claude Vermorel, sur une mise en scène de l'auteur, avec Claire Mafféi, Gisèle Grandpré, Claude Ferna, Gérard Oury, théâtre Pigalle : François Hanriot (24 mars).
- 1949 : Le Journal de Jules Renard, sketchs inspirés de l'œuvre de Jules Renard créés en septembre 1949 au cabaret La Tomate, puis repris à la radio, avec Raymond Souplex, Robert Rocca, Pierre Still, Francine Darbois, Michel Méry, Jean Carmet
- 1949 : Un tramway nommé Désir de Tennessee Williams, mise en scène Raymond Rouleau, avec Arletty, Yves Vincent, Héléna Bossis, Daniel Ivernel, Maurice Régamey, théâtre Édouard-VII : Pablo (15 octobre).
- 1950 : Le Fils du rémouleur de Max Révol, sur une mise en scène de l'auteur, avec Darry Cowl, Jean-Marc Thibault, Jean Richard, Max Révol, théâtre du Chapiteau.
- 1951 : Vache de mouche[182] de Michel Emer, sur une mise en scène de l'auteur, avec Jack Ary, Micheline Dax, Jean Carmet, Christian Duvaleix
- 1951 : La poison de Sacha Guitry, avec Michel Simon, Pauline Carton, Jean Debucourt, Jeanne Fusier-Gir
- 1951 : Dominique et Dominique de Jean Davray, mise en scène Raymond Rouleau, avec Lucien Nat, Jacques François, théâtre Michel : M. Ernest (18 janvier)
- 1952 : La Puce à l'oreille de Georges Feydeau, mise en scène Georges Vitaly, avec Pierre Mondy, Marthe Mercadier, Jean Le Poulain, théâtre Montparnasse : Augustin Ferraillon
- 1952 : La Peur des coups de Georges Courteline, avec Colette Brosset
- 1952 : Bouboute et Sélection ou Café liégeois[183] de Robert Dhéry, sur une mise en scène de l'auteur, avec Dhéry, Colette Brosset, Roger Saget, Albert Rémy, Mondy, Gérard Calvi, René Dupuy, théâtre Vernet : l’adjudant de pompiers
- 1952 : Sans cérémonie de Jacques Vilfrid et Jean Girault, avec Albert Préjean, Claude Gensac, Maria Mascelli, Jean Paqui, théâtre Daunou : le maître d’hôtel (23 septembre-9 novembre[kk])
- 1953 : Ah ! les belles bacchantes de Dhéry, Francis Blanche et Calvi, mise en scène de Dhéry, avec Jacqueline Maillan, Jacques Legras, théâtre Daunou (16 juin)
- 1953 : Le Journal de Jules renard adaptation de Robert Rocca et Simone Rouziéde, avec Rocca, Carmet, René Berthier, cabaret la Tomate
- 1955 : Ornifle ou le Courant d'air de Jean Anouilh, avec Pierre Brasseur, Jacqueline Maillan, mise en scène Jean Anouilh et Roland Piétri, comédie des Champs-Élysées : Machetu (3 novembre)
- 1955 : Nekrassov de Jean-Paul Sartre, mise en scène Jean Meyer, avec Michel Vitold, Jean Parédès, Roland Armontel - de Funès a été renvoyé par le metteur en scène durant les répétitions
- 1955 : Poppi[184] de Georges Sonnier, mise en scène Pierre Valde, avec Maryse Paillet, Maurice Vallier, théâtre des Arts : Poppi (5 mars)
- 1957 : Faisons un rêve de Sacha Guitry, mise en scène de l’auteur, théâtre des Variétés (30 mars)
- 1959 : Oscar de Claude Magnier, mise en scène Jacques Mauclair, tournée Karsenty
- 1961 : Oscar de Magnier, mise en scène Mauclair, comédie des Champs-Élysées (21 janvier-1er juillet)
- 1962 : La Grosse Valse[185] de Robert Dhéry, sur une mise en scène de l’auteur, avec Robert Dhéry, Colette Brosset, Liliane Montevecchi, Jacques Legras, Janine de Waleyne, Pierre Tornade, Françoise Moncey, Michèle Frascoli, Guy Grosso, Michel Modo, théâtre des Variétés : le douanier Roussel
- 1971-1973 : Oscar de Magnier, avec Maria Pacôme, Olivier de Funès, Mario David, Corinne Le Poulain, mise en scène de Mondy, théâtre du Palais-Royal : Bertrand Barnier (30 novembre-21 mai 1972/19 septembre-7 janvier 1973)
- 1973-1974 : La Valse des toréadors[186] de Jean Anouilh, sur une mise en scène de l'auteur et Roland Piétri, avec Sabine Azéma, comédie des Champs-Élysées : le Général (19 octobre 1973-mars 1974), 198 représentations.

### Filmographie
Avec Fernandel, Bourvil et Jean Gabin, Louis de Funès fait partie des acteurs français ayant attiré le plus grand nombre de spectateurs dans les salles de cinéma. Louis de Funès a été très prolifique. Ayant donné la réplique à plusieurs centaines d'acteurs, dirigé par plus d'une quarantaine de réalisateurs, outre une décennie où il s'essaya à différentes activités (une demi-douzaine de séries télévisées, une douzaine de doublages, une dizaine de courts métrages) tout en tournant dans les années 1950, il a plus de cent quarante longs métrages à son actif au cours de ses presque quarante années de carrière.

#### Quelques films majeurs
Plus de la moitié de la filmographie de Louis de Funès est définie et considérée comme « culte ». Il est néanmoins possible de réduire de près des deux tiers cette filmographie en se limitant aux films ayant dépassé le million d’entrées au box-office et dans lesquels Louis de Funès tient le rôle principal, ainsi que les quelques films où, titulaire d’un vrai second rôle dans la première partie de sa carrière, il a bénéficié historiquement de la lumière apportée par les « géants » du cinéma français de l’époque comme par exemple Fernandel, Bourvil, Jean Gabin ou Jean Marais,. C’est au total un peu plus d’une cinquantaine de longs métrages, et une demi-douzaine de films à sketches, sur plus de 140 prestations, qui peuvent ainsi être considérés comme majeurs. Le terme « majeur » s’entend donc ici selon un triple point de vue : critique, populaire/commercial et en termes d’avancement de la carrière de Louis de Funès.

##### Débuts
- La Tentation de Barbizon (1946) de Jean Stelli
- La Rue sans loi (1950) de Marcel Gibaud
- Boniface somnambule (1951) de Maurice Labro
- La Poison (1951) de Sacha Guitry
- Agence matrimoniale (1952) de Jean-Paul Le Chanois
- Le Mouton à cinq pattes (1954) d’Henri Verneuil
- Poisson d'avril (1954) de Gilles Grangier
- Ah ! les belles bacchantes (1954) de Jean Loubignac
- Scènes de ménage (1954) d’André Berthomieu
- Papa, Maman, la Bonne et Moi (1954) de Jean-Paul Le Chanois
- Papa, maman, ma femme et moi (1956) de Jean-Paul Le Chanois

##### Accès au graal du rôle principal; premiers rôles marquants
- La Traversée de Paris (1956) de Claude Autant-Lara
- Comme un cheveu sur la soupe (1957) de Maurice Régamey
- La Vie à deux (1958) de Clément Duhour
- Ni vu, ni connu (1958) d'Yves Robert
- Taxi, Roulotte et Corrida (1958) d’André Hunebelle
- Fripouillard et Cie (1959) de Steno
- Mon pote le gitan (1959) de François Gir
- Certains l'aiment froide (1960) de Jean Bastia
- Les Tortillards (1960) de Jean Bastia
- Le garde-champêtre mène l'enquête (1961) de Maurice Delbez
- La Belle Américaine (1961) de Robert Dhéry
- Le Capitaine Fracasse (1961) de Pierre Gaspard-Huit
- La Vendetta (1962) de Jean Chérasse
- Le Gentleman d'Epsom (1962) de Gilles Grangier
- Nous irons à Deauville (1962) de Francis Rigaud
- Carambolages (1963) de Marcel Bluwal

##### Reconnaissance et gloire populaire
- Pouic-Pouic (1963) de Jean Girault
- La série du Gendarme de Saint-Tropez (six films réalisés de 1964 à 1982) de Jean Girault
- Faites sauter la banque (1964) de Jean Girault
- Des pissenlits par la racine (1964) de Georges Lautner
- Un drôle de caïd (1964) de Jacques Poitrenaud
- La trilogie Fantomas (1964 à 1967) d'André Hunebelle
- Le Corniaud (1965) de Gérard Oury
- Le Grand Restaurant (1966) de Jacques Besnard
- La Grande Vadrouille (1966) de Gérard Oury
- Oscar (1967) d’Édouard Molinaro
- Les Grandes Vacances (1967) de Jean Girault
- Le Petit Baigneur (1968) de Robert Dhéry
- Le Tatoué (1968) de Denys de La Patellière
- Hibernatus (1969) d’Édouard Molinaro
- L'Homme orchestre (1970) de Serge Korber
- Sur un arbre perché (1971) de Serge Korber
- Jo (1971) de Jean Girault
- La Folie des grandeurs (1971) de Gérard Oury
- Les Aventures de Rabbi Jacob (1973) de Gérard Oury
- L'Aile ou la Cuisse (1976) de Claude Zidi
- La Zizanie (1978) de Claude Zidi
- L’Avare (1980) de Jean Girault et Louis de Funès
- La Soupe aux choux (1981) de Jean Girault

##### Sur le côté: l’expérience des films à sketches
- Les Sept Péchés capitaux (1952) sketch La Paresse de Jean Dréville
- Escalier de service (1954) sketch Les Grimaldi de Carlo Rim
- Le crime ne paie pas (1962) sketch L’Homme de l’avenue de Gérard Oury
- Le Diable et les Dix Commandements (1962) sketch Tu ne déroberas point de Julien Duvivier
- Les Veinards (1963) sketch Le Gros Lot de Jack Pinoteau
- Un grand seigneur (1965) sketch Les bons vivants de Gilles Grangier et Georges Lautner

Plusieurs films jamais réalisés avaient été envisagés pour Louis de Funès, comme Le Crocodile, Merci Patron, Le Cactus de Georges Lautner sur un scénario de Michel Audiard, Fantomas à Moscou,, Le Gendarme au Pays du Soleil Levant et Le Gendarme dans l'espace (aussi nommé Le Gendarme et le vol de la Joconde),,.
Le film Papy fait de la résistance de Jean-Marie Poiré, projet dans lequel l'acteur devait initialement jouer, lui est dédié.

#### Doublage
Dans les années 1950, au début de sa carrière, Louis de Funès a participé à quelques doublages,, jusqu'à ce que sa voix ne devienne trop reconnaissable. Il a essentiellement doublé des films italiens, dont un de la vedette comique Totò, et deux films américains. À l'inverse, dans le film britannique Week-end à Paris (1953), il a été lui-même doublé dans ses quelques répliques en français par un autre acteur français.

### Musique
Louis de Funès a interprété de nombreuses chansons sur scène, à l'écran ou sur disque, parmi lesquelles :
- 1962 : Pour toi, Dans mes godasses, C'est défendu et Comme la douane dans La Grosse Valse de Robert Dhéry, musique Gérard Calvi, avec Guy Grosso, Michel Modo, Pierre Tornade et Jacques Legras[199]
- 1967 : Ferme tes yeux mon bébé, mélodie et paroles de « mémé Fourchaume » dans Le Petit Baigneur[200]
- 1970 : Les Poupons (ou Quand tu fais « La la la - la la »), musique François de Roubaix, paroles Jean Halain et Remo Forlani, dans L'Homme orchestre avec son fils Olivier[201]
- 1981 (24 décembre) : Le Divin Enfant sur le plateau du Grand Anniversaire, émission de variétés de FR3 animée ce soir-là par Guy Béart[202].

Il a également enregistré des fables, des pièces de théâtre et des histoires pour enfants (Les Aristochats) sur micro-sillons.
- 1953 : La Tomate présente le Journal de Jules Renard (33T - Philips - Ref: N 76007R)[204]
- 1958 : Le Bœuf et l’Âne de la crèche avec Louis de Funès (l’âne) et Jacques Fabbri (le bœuf) (33T - Erato - ref: LDEV 3097)[205]
- 1958 : Le Bourgeois gentilhomme de Molière, interprété entre autres par Louis de Funès et Bernard Blier (16T - Contrepoint - ref: V 16.25005.30) puis en 33T - Vogue - N° COF.11 (1972)[206],[207]
- 1959 : Les Fourberies de Scapin de Molière (16T - Contrepoint) puis en 33T - Vogue - N° COF.12 (1972)[208]
- 1960 : La Grosse Valse (33T - Vogue - ref: LD 593 30)[209]
- 1964 : Louis de Funès joue avec les classiques (4 × 45T).
  - Volume 1 (Vogue, EPL 8259) 
    - Jean de La Fontaine : Le Corbeau et le Renard, Le Loup et l'Agneau, Le Coche et la Mouche[210]
    - Jean de La Bruyère : Des biens de fortune, Giton et Phédon, De l'Homme : Gnathon'[210]

  - Volume 2 (Vogue, EPL 8260) 
    - Jean de La Fontaine : La Cigale et la Fourmi, Le Petit Poisson et le Pêcheur, Le Lion et le Moucheron[211]
    - Jean Racine : Les plaideurs[211]

  - Volume 3 (Vogue, EPL 8261)
    - Jean de La Fontaine : La Grenouille qui veut se faire aussi grosse que le bœuf, La Montagne qui accouche, Le Chat, la belette et le petit Lapin[212]
    - Nicolas Boileau : Les Embarras de Paris[212]

  - Volume 4 (Vogue, EPL 8262)
    - Jean de La Fontaine : Le Savetier et le Financier[213]
    - Molière : Monologue de l'avare[213]
    - Pierre Corneille : Stances à Marquise[213]
    - Voltaire : La Vanité, Les oui et les non, Épigramme imitée de l'anthologie[213]
- 1964 : Louis de Funès joue Molière (L'Avare, Les Fourberies de Scapin, Le Bourgeois gentilhomme), La Fontaine (Fable) (33T - Vogue)[214]
- 1969 : Un client sérieux une comédie de Georges Courteline avec Fernandel (33T - Ref: DECCA FM 133522) -. Louis de Funès y tient le rôle du substitut[215].
- 1979 : Le Double Disque d'or des enfants collectif dont Louis de Funès (33T - ref : Vg304)[216]
- 1980 : Louis de Funès raconte les Aristochats (33T - Disneyland Records - ref: ST-3890 F)[217]
- 1980 : L'Avare (dialogues du film)[218]
  - 45T - WEA - Filipacchi Music - scènes : « Au voleur, au voleur » et scène de la bastonnade[219]
  - 33T - WEA - Filipacchi Music - ref : 68028[219]
  - Coffret 3 × 33T + livret de huit pages (WEA - Filipacchi Music - ref : 68028)
- 1981 : Pour le mercredi de vos enfants avec Bernard Blier, Les Charlots, Danièle Gilbert, Louis de Funès, Jean Chevrier, Pierre Tchernia, Pierre Perret. (33T - Vogue Clvlx 665) Louis de Funès y récite Le Corbeau et le Renard et Le Loup et l’Agneau[220].
- Hommage à Louis de Funès (2 × 33T - Vogue - ref:426010)[219]

### Radio
- 1965 : Le Gendarme de Bethléem, conte de Noel sur Europe 1, avec Michel Galabru[kn]

### Publicités
Dans les années 1950, encore dans sa période de précarité, Louis de Funès tourne quelques publicités, notamment en Belgique en 1953.
- années 1950 : publicité pour les cigarettes Visa avec Josée Schoepen, la femme de Bobbejaan Schoepen (Belgique)[222],[221]
- années 1950 : publicité pour la brillantine Cadoricin, avec Jean Carmet[222],[223]
- 1950 : publicité pour la Volkswagen Coccinelle (Belgique)[222],[221]
- 1955 : publicité pour Martini[222],[224],[225]
- 1957 : publicité pour le Salon des arts ménagers[222],[226]
- 1958 : publicité pour Volkswagen Coccinelle (Belgique)[222],[221]
- 1960 : publicité pour Volkswagen Coccinelle (Belgique)[222],[221]